# Championnat du monde de Formule 1 2009
Pour le jeu vidéo, voir F1 2009 (jeu vidéo).
Navigation
2008 2010
Le championnat du monde de Formule 1 2009 est la 60e édition du championnat du monde des pilotes. Organisé par la FIA, il s'est déroulé en dix-sept manches entre le 29 mars 2009 et le 1er novembre 2009. Il est remporté par le Britannique Jenson Button chez les pilotes et par son écurie, Brawn GP Formula One Team, chez les constructeurs.
Honda Racing F1 Team se retire brutalement de la compétition à la fin 2008 alors même qu'un budget important a été consacré au développement de la monoplace destinée à disputer la saison 2009. Ross Brawn, directeur technique de Honda et plusieurs de ses collègues rachètent l'écurie  et l'enregistrent au championnat sous le nom de Brawn GP Formula One Team avec comme pilotes Jenson Button et Rubens Barrichello et un moteur Mercedes. La BGP 001 (qui devait initialement s'appeler Honda RA109), dotée de plusieurs solutions techniques innovantes dont un double diffuseur, se révèle rapidement particulièrement performante et bien adaptée à la nouvelle réglementation technique qui comprend notamment le retour aux pneus lisses. 
Jenson Button s'impose dès le premier Grand Prix de la saison, à Melbourne et, sur sa lancée, obtient quatre pole positions, six victoires, neuf podiums en se classant seize fois dans les points. Le pilote britannique est ainsi sacré champion du monde lors de l'avant-dernière course de la saison, au Brésil en se mettant hors de portée de ses derniers rivaux, son coéquipier Rubens Barrichello et le jeune Sebastian Vettel. 
Pour sa première année chez Red Bull Racing, Sebastian Vettel termine vice-champion du monde, à onze points de Button, et obtient quatre victoires. Son coéquipier Mark Webber remporte pour sa part deux courses ; ce sont les six premières victoires de l'écurie, emmenée par le directeur technique Adrian Newey, concepteur de la RB5-Renault. 
Brawn GP, championne du monde des constructeurs pour son unique saison de Formule 1, est rachetée par Mercedes-Benz et rebaptisée Mercedes Grand Prix, dont Ross Brawn va rester le directeur. En fin de saison, la Scuderia Ferrari met un terme au contrat de Kimi Räikkönen qui laisse sa place à Fernando Alonso.

## Repères

### Pilotes

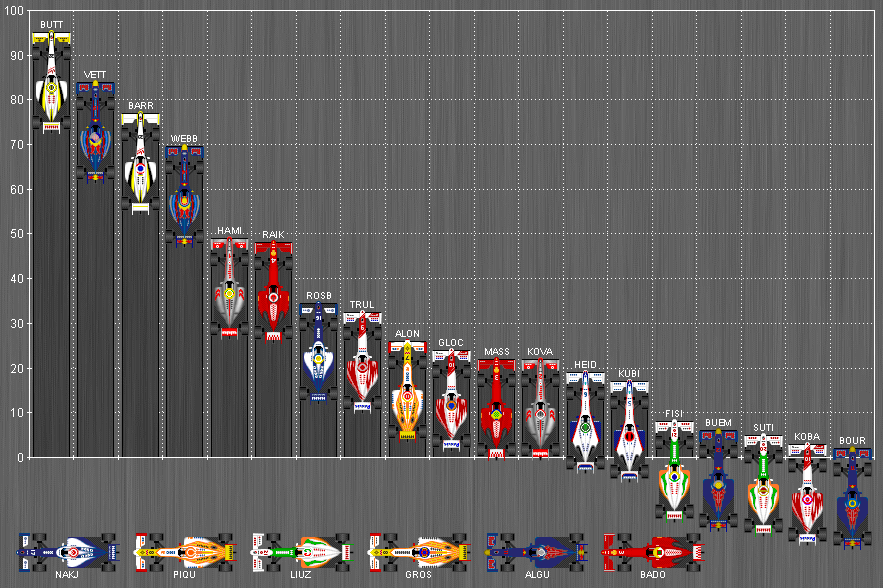
Classement du championnat du monde 2009

- Fernando Alonso, Kimi Räikkönen et Lewis Hamilton sont les seuls champions du monde en activité[1].
- Rubens Barrichello, avec 268 départs en Grands Prix à l'entame de la saison est le pilote engagé en 2009 ayant le plus d'expérience devant Giancarlo Fisichella (212 départs), Jarno Trulli (199 départs) et Jenson Button (153 départs)[1].
- Fernando Alonso est le pilote engagé en 2009 totalisant le plus de points (551 points), devant Kimi Räikkönen (531 points), Rubens Barrichello (530 points) et Felipe Massa (298 points)[1].
- 11 pilotes engagés en 2009 ont déjà remporté au moins un Grand Prix : Fernando Alonso (21 victoires), Kimi Räikkönen (17 victoires), Felipe Massa (11 victoires), Rubens Barrichello et Lewis Hamilton (9 victoires), Giancarlo Fisichella (3 victoires), Jarno Trulli, Jenson Button, Heikki Kovalainen, Robert Kubica et Sebastian Vettel (1 victoire)[1].

Débuts en tant que pilote-titulaire de :
- Sébastien Buemi chez Scuderia Toro Rosso.
- Jaime Alguersuari chez Scuderia Toro Rosso à partir du Grand Prix de Hongrie[2].
- Romain Grosjean chez Renault F1 Team à partir du Grand Prix d'Europe[3].
- Kamui Kobayashi chez Toyota à partir du Grand Prix du Brésil en remplacement de Timo Glock en convalescence après son accident au Japon[4].

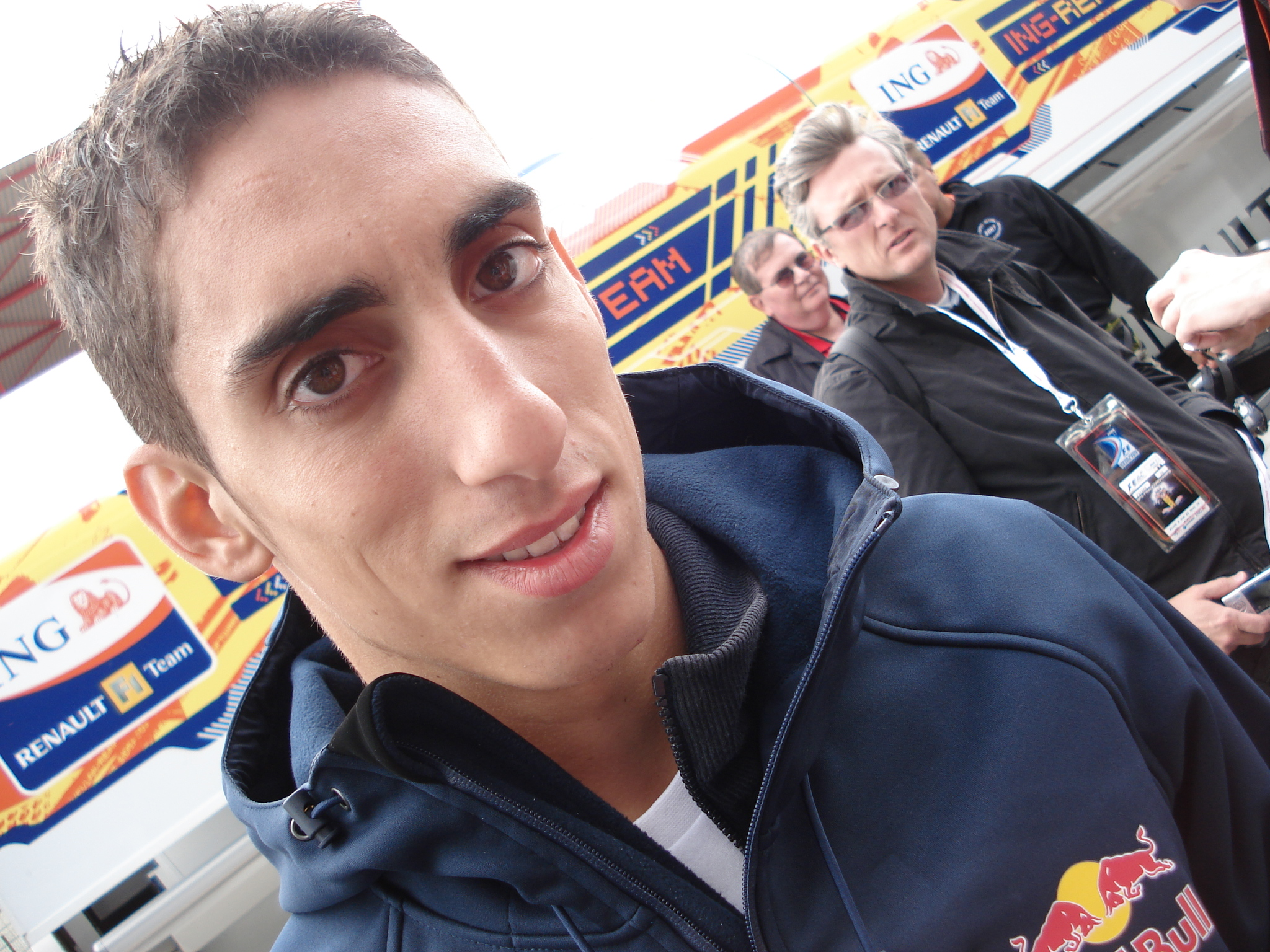
Sébastien Buemi
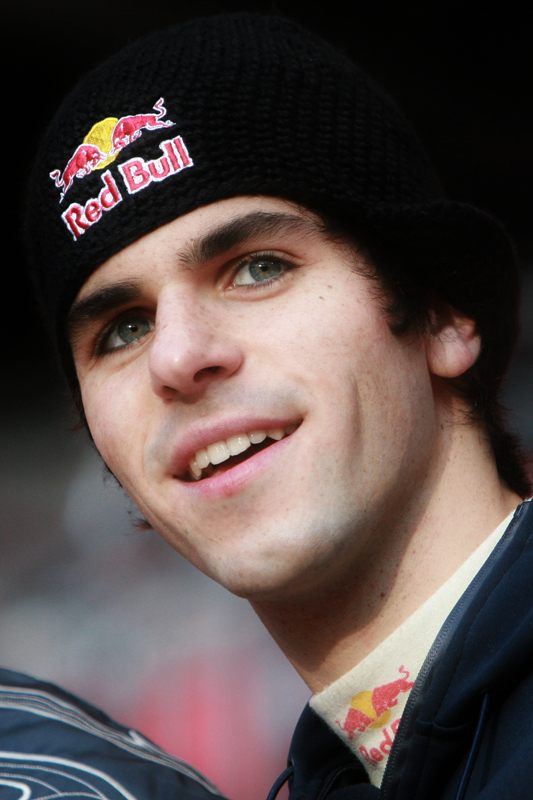
Jaime Alguersuari
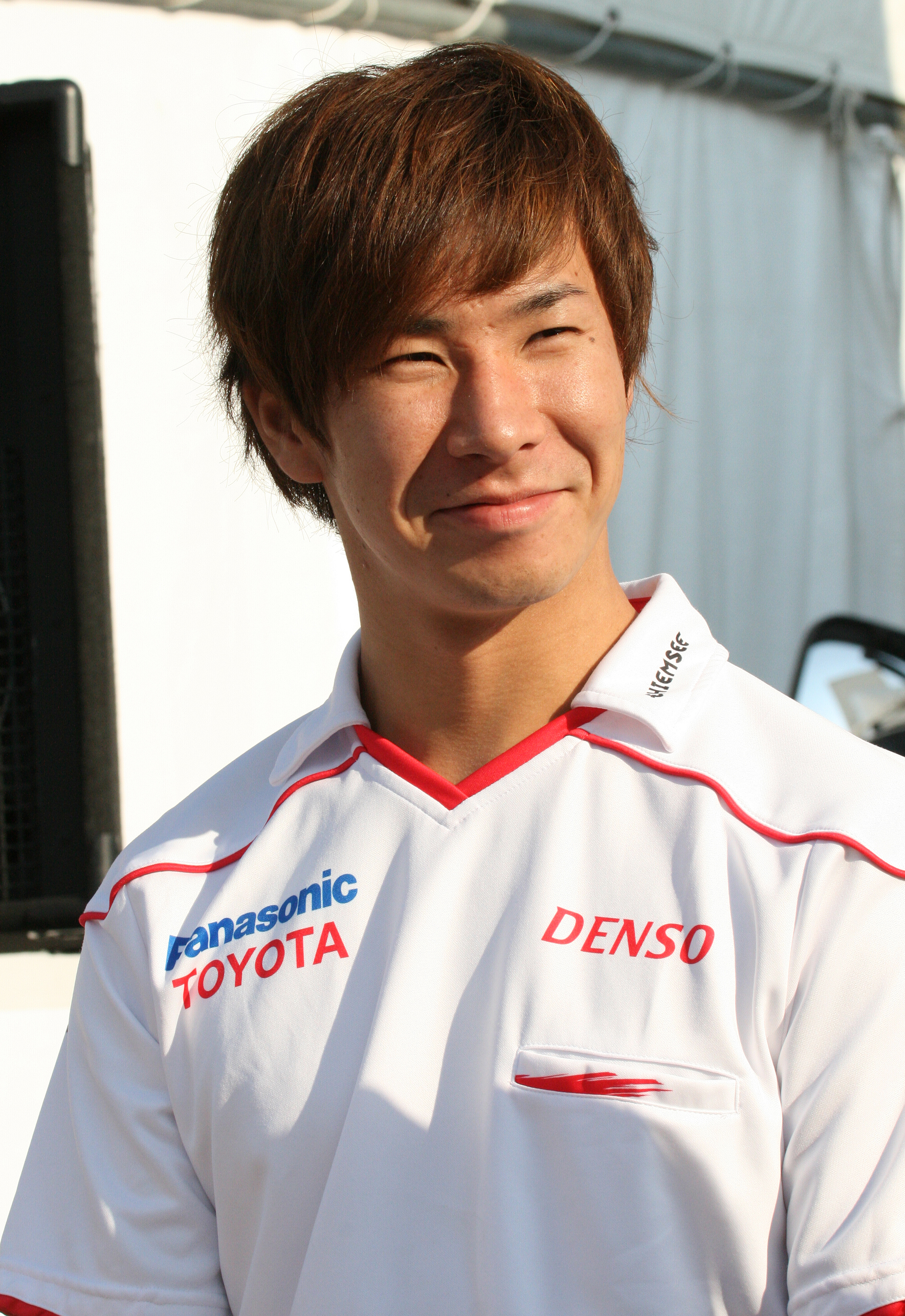
Kamui Kobayashi
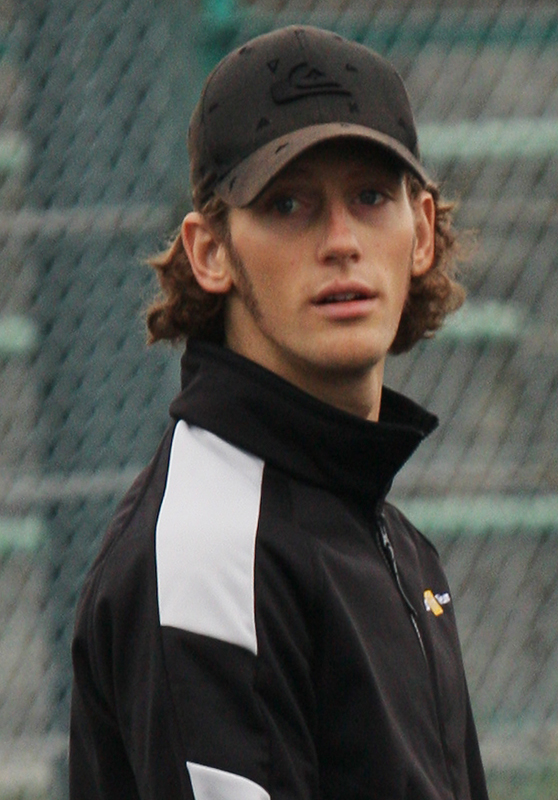
Romain Grosjean

Départs : 
- David Coulthard, après 246 GP (535 points, 13 victoires, 12 pole positions et 62 podiums entre 1994 et 2008).
- Anthony Davidson, après 24 GP (0 point entre 2002 et 2008) à la suite du retrait de Super Aguri F1 courant 2008.
- Takuma Satō, après 90 GP (44 points et un podium entre 2002 et 2008) à la suite du retrait de Super Aguri F1 courant 2008.
- Sébastien Bourdais, après 27 GP (6 points et 3 tours en tête entre 2008 et le GP d'Allemagne 2009)[2] licencié par Toro Rosso en cours de saison.
- Nelsinho Piquet, après 28 GP (19 points et 1 podium entre 2008 et le GP de Hongrie 2009), licencié par Renault F1 Team en cours de saison[5].
- Luca Badoer (51 GP et 0 point entre 1993 et 2009) titulaire chez Ferrari aux Grand Prix d'Europe et de Belgique en remplacement de Felipe Massa, accidenté au Grand Prix de Hongrie[6]. Il est remplacé par Giancarlo Fisichella à partir du Grand Prix d'Italie.

Retour en cours de saison :
- Luca Badoer (49 GP et 0 point entre 1993 et 1999) titulaire chez Ferrari aux Grand Prix d'Europe et de Belgique en remplacement de Felipe Massa, accidenté au Grand Prix de Hongrie[6]. Il est remplacé par Giancarlo Fisichella à partir du Grand Prix d'Italie.
- Vitantonio Liuzzi (39 GP et 5 points entre 2005 et 2007) titulaire chez Force India à partir du Grand Prix d'Italie en remplacement de Giancarlo Fisichella, parti chez Ferrari[7].

Transfert en cours de saison :
- Giancarlo Fisichella (224 GP, 275 points, 3 victoires, 4 pole positions et 2 meilleurs tours entre 1996 et le GP de Belgique 2009) transféré de Force India à Ferrari en remplacement de Luca Badoer à partir du Grand Prix d'Italie[8].

### Écuries

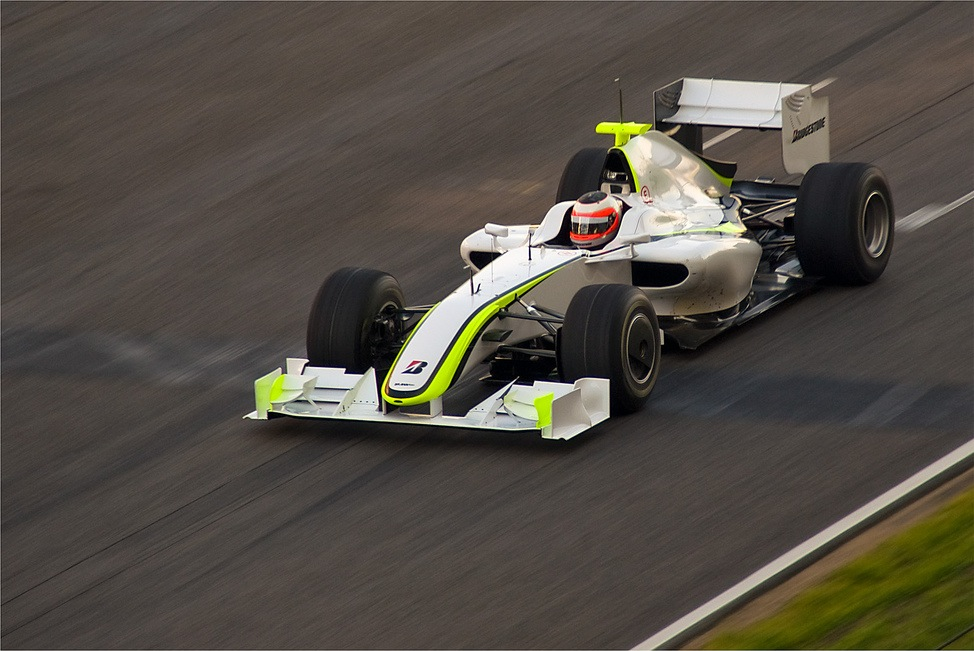
Brawn GP débute en championnat du monde en 2009

- Super Aguri F1 a cessé son activité pour des raisons financières au cours de la saison 2008[9].
- Force India a mis un terme à son partenariat avec la Scuderia Ferrari pour la fourniture de moteurs le 7 novembre 2008. L'écurie indienne a annoncé également les départs de ses directeurs sportif (Colin Kolles) et technique (Mike Gascoyne). Le 10 novembre 2008, Force India et McLaren officialisent la signature d'un partenariat technique à compter de la saison 2009. Ce partenariat portera notamment sur l'utilisation par l'équipe indienne de moteurs Mercedes[10].
- Le 5 décembre 2008, le constructeur japonais Honda annonce le retrait immédiat de son écurie Honda Racing F1 Team du championnat du monde de Formule 1 en raison de la crise économique. L'écurie est rachetée début mars par son directeur technique Ross Brawn ainsi que par d'autres membres de l'équipe[11] et prend le nom de Brawn GP Formula One Team.
- Le 29 juillet 2009, après le Grand Prix de Hongrie, BMW annonce son retrait de la compétition à la fin de la saison 2009[12].
- Le 4 novembre 2009, à l'issue du championnat, Toyota F1 Team annonce son retrait de la compétition[13].

### Grands Prix

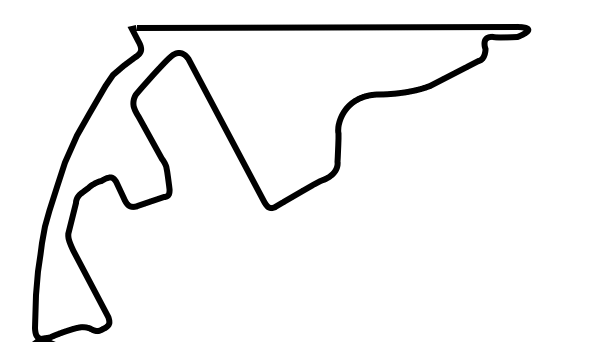
Le circuit d'Abou Dabi est inscrit pour la première fois au calendrier

- Le calendrier passe de 18 à 17 épreuves. Il a été publié par la FIA le 5 novembre 2008[14].
- Le Grand Prix de France est, pour la première fois depuis la création du championnat du monde, absent du calendrier.
- Le Grand Prix du Canada est lui aussi annulé. Pour la première fois depuis la création du championnat du monde, aucune course de Formule 1 ne se tiendra sur le continent nord-américain.
- Le Grand Prix d'Abou d'Abi fait son apparition au calendrier.
- Le Grand Prix de Chine est déplacé d'octobre à avril.
- Le Grand Prix de Turquie est déplacé de mai à juin.
- Le Grand Prix du Japon se tiendra à Suzuka et non pas à Fuji.
- Le Grand Prix d'Allemagne se tiendra au Nürburgring.

## Réglementation

### Règlement sportif: les nouveautés
- Les essais d'intersaison sont ramenés à 15 000 kilomètres au lieu de 30 000 kilomètres et une seule monoplace sera autorisée à prendre la piste au cours des séances d'essais. Les essais en cours de saison (sept jours avant le premier Grand Prix et jusqu'au 31 décembre) sont désormais interdits. Huit jours d'essais en cours de saison sont autorisés uniquement s'ils se déroulent en ligne droite. Quelques jours d'essais seront accordés aux écuries qui désirent tester de nouveaux jeunes pilotes.
- L'intervention de la voiture de sécurité est revue cette saison pour pallier les incidents rencontrés la saison précédente. En effet, la sortie de la voiture de sécurité était combinée à une fermeture de la voie des stands ce qui pouvait provoquer des pénalités pour les pilotes qui rentraient quand même dans la pit-lane afin d'éviter une panne sèche. Désormais, lorsque la voiture de sécurité prendra la piste, un signal sera envoyé aux pilotes qui disposeront d'un temps minimum pour regagner leur stand et ravitailler.
- Le poids des monoplaces est révélé à l’issue des qualifications de chaque Grand Prix, ce qui permet d'estimer la quantité de carburant embarquée au départ de la course.

### Règlement technique: les nouveautés
- Le régime maximal des moteurs est ramené de 19 000 à 18 000 tours par minute.
- Chaque pilote dispose d'un quota de huit moteurs de course pour l'ensemble de la saison. Une pénalité sera infligée dès l'utilisation d'un moteur supplémentaire.
- Un moteur pourra n'être utilisé que pour les essais libres du vendredi tandis qu'un autre pourra couvrir plusieurs séances de qualifications et plusieurs Grands Prix.
- Chaque écurie ne dispose que d'un maximum de 20 moteurs, 16 pour les courses (8 par voiture) et 4 pour les essais au banc.
- La règle qui inflige une pénalité en cas de casse moteur avant le terme de trois Grands Prix consécutifs est désormais abolie tandis que la boîte de vitesses doit (comme en 2008) pouvoir être utilisée pour disputer quatre Grands Prix consécutifs.
- Les pneumatiques rainurés sont abandonnés au profit de pneus « slick ». Quatre types de gomme sont disponibles pour l'ensemble de la saison. Pour chaque Grand Prix, le manufacturier proposera deux spécifications (dur et tendre) dont les différences de rendement devront être plus significatives que par le passé (écart de 5 dixième au tour minimum).
- Les souffleries ne doivent plus être utilisées plus de 40 heures par semaine.
- Le SREC (Système de Récupération de l'Énergie Cinétique) n'est pas obligatoire mais autorisé. Il pourra emmagasiner au maximum 400 kJ par tour de piste et les restituer à la demande du pilote pendant un maximum de 6 secondes (en continu ou en plusieurs fois) à pleine puissance soit environ 80 chevaux supplémentaires (61 kW).
- Tous les appendices aérodynamiques disposés sur la carrosserie (ailettes, déflecteurs, sabot, cheminées de refroidissement) sont désormais interdits.
- La hauteur de l'aileron avant est abaissée à 75 mm par rapport au sol, au lieu de 150 mm précédemment. Sa largeur passe de 1 400 mm à 1 800 mm et il dispose d'un flap réglable de 6° actionnable par le pilote à raison de deux fois maximum par tour.
- L'aileron arrière est plus haut de 150 mm et cette hauteur correspond désormais à la hauteur du point le plus haut autorisé du capot-moteur.
- L'extracteur-diffuseur arrière est relevé et ramené au niveau de l'axe des roues arrière.

## Pilotes et monoplaces

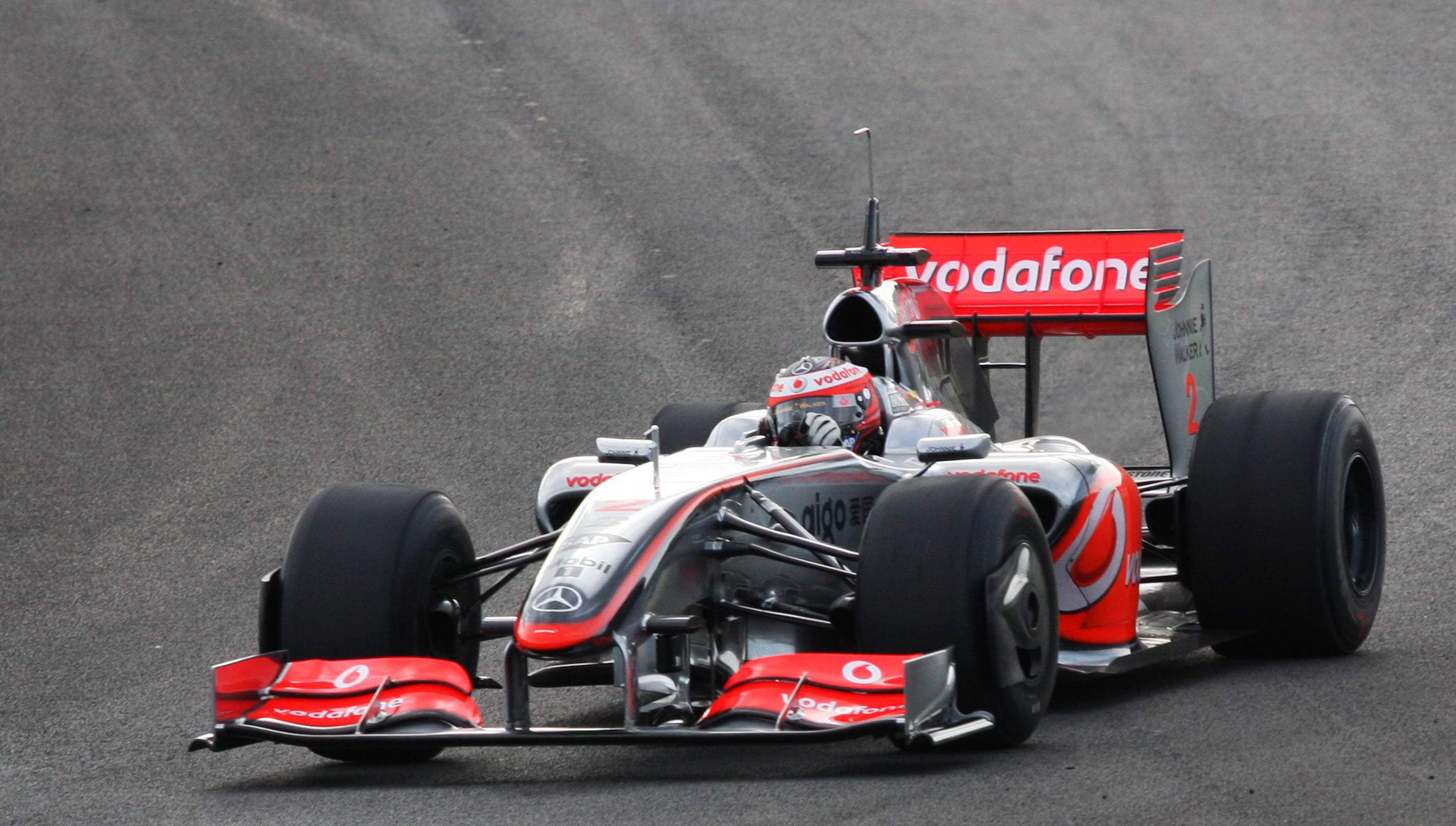
La McLaren MP4-24

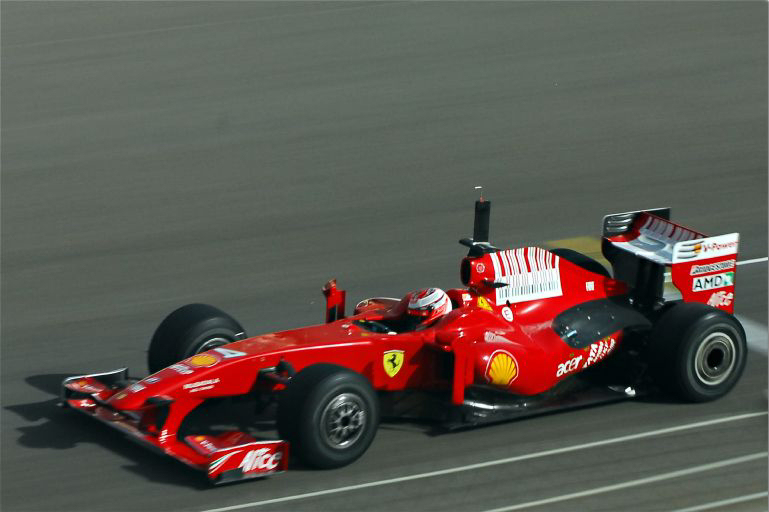
La Ferrari F60

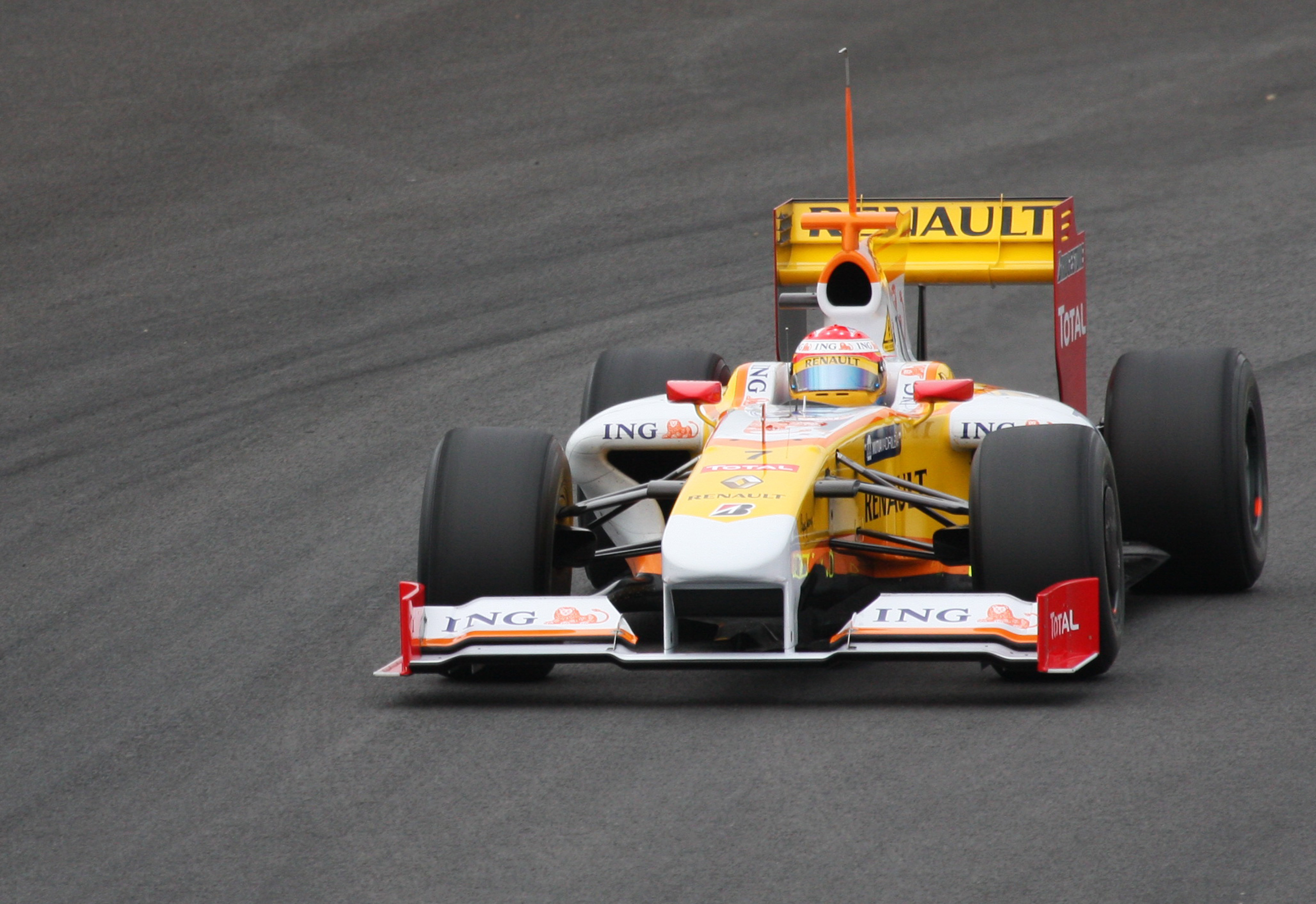
La Renault R29

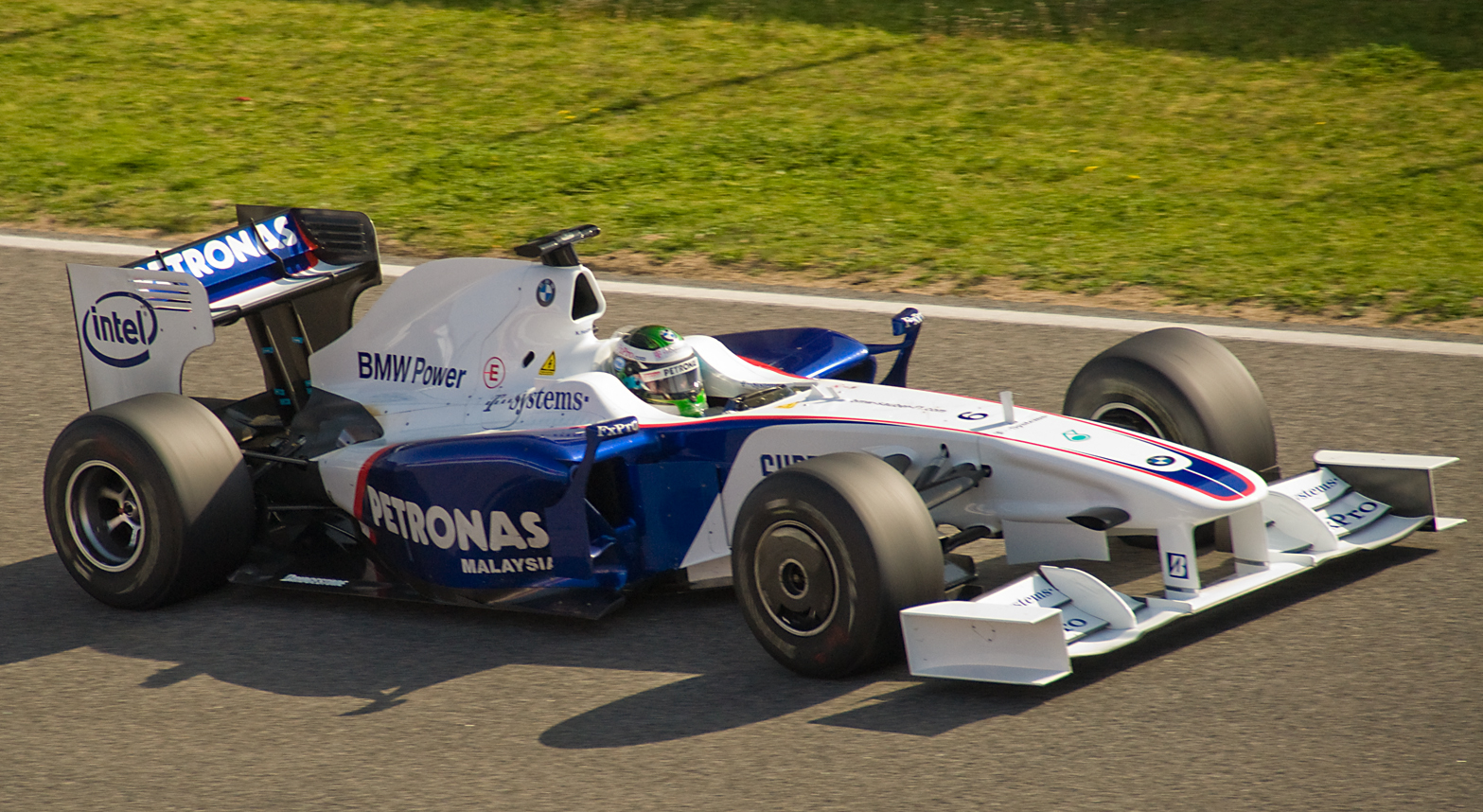
La BMW-Sauber F1.09

| Écurie                    | Constructeur | Châssis | Moteur   | Pneus | no | Pilotes                                       | Pilotes d'essais, de réserve ou de développement |
| ------------------------- | ------------ | ------- | -------- | ----- | -- | --------------------------------------------- | ------------------------------------------------ |
| Vodafone McLaren Mercedes | McLaren      | MP4-24  | Mercedes | B     | 1  | Lewis Hamilton                                | Gary Paffett Pedro de la Rosa                    |
| Vodafone McLaren Mercedes | McLaren      | MP4-24  | Mercedes | B     | 2  | Heikki Kovalainen                             | Gary Paffett Pedro de la Rosa                    |
| Scuderia Ferrari Marlboro | Ferrari      | F60     | Ferrari  | B     | 3  | Felipe Massa Luca Badoer Giancarlo Fisichella | Luca Badoer Marc Gené                            |
| Scuderia Ferrari Marlboro | Ferrari      | F60     | Ferrari  | B     | 4  | Kimi Räikkönen                                | Luca Badoer Marc Gené                            |
| BMW Sauber F1 Team        | BMW Sauber   | F1.09   | BMW      | B     | 5  | Robert Kubica                                 | Christian Klien                                  |
| BMW Sauber F1 Team        | BMW Sauber   | F1.09   | BMW      | B     | 6  | Nick Heidfeld                                 | Christian Klien                                  |
| ING Renault F1 Team       | Renault      | R29     | Renault  | B     | 7  | Fernando Alonso                               | Romain Grosjean Adam Langley-Khan                |
| ING Renault F1 Team       | Renault      | R29     | Renault  | B     | 8  | Nelsinho Piquet Romain Grosjean               | Romain Grosjean Adam Langley-Khan                |
| Panasonic Toyota Racing   | Toyota       | TF109   | Toyota   | B     | 9  | Jarno Trulli                                  | Kamui Kobayashi                                  |
| Panasonic Toyota Racing   | Toyota       | TF109   | Toyota   | B     | 10 | Timo Glock Kamui Kobayashi                    | Kamui Kobayashi                                  |
| Scuderia Toro Rosso       | Toro Rosso   | STR4    | Ferrari  | B     | 11 | Sébastien Bourdais Jaime Alguersuari          | Brendon Hartley Jaime Alguersuari                |
| Scuderia Toro Rosso       | Toro Rosso   | STR4    | Ferrari  | B     | 12 | Sébastien Buemi                               | Brendon Hartley Jaime Alguersuari                |
| Red Bull Racing           | Red Bull     | RB5     | Renault  | B     | 14 | Mark Webber                                   | David Coulthard Jaime Alguersuari                |
| Red Bull Racing           | Red Bull     | RB5     | Renault  | B     | 15 | Sebastian Vettel                              | David Coulthard Jaime Alguersuari                |
| AT&T Williams             | Williams     | FW31    | Toyota   | B     | 16 | Nico Rosberg                                  | Nico Hülkenberg                                  |
| AT&T Williams             | Williams     | FW31    | Toyota   | B     | 17 | Kazuki Nakajima                               | Nico Hülkenberg                                  |
| Force India F1 Team       | Force India  | VJM02   | Mercedes | B     | 20 | Adrian Sutil                                  | Vitantonio Liuzzi Paul di Resta                  |
| Force India F1 Team       | Force India  | VJM02   | Mercedes | B     | 21 | Giancarlo Fisichella Vitantonio Liuzzi        | Vitantonio Liuzzi Paul di Resta                  |
| Brawn GP Formula One Team | Brawn        | BGP 001 | Mercedes | B     | 22 | Jenson Button                                 | Alexander Wurz Anthony Davidson                  |
| Brawn GP Formula One Team | Brawn        | BGP 001 | Mercedes | B     | 23 | Rubens Barrichello                            | Alexander Wurz Anthony Davidson                  |

## Grands Prix de la saison 2009
La Fédération internationale de l'automobile a publié le 5 novembre 2008 le calendrier officiel de la saison 2009 qui comporte 17 Grands Prix.
| no  | Date         | Grand Prix                    | Lieu              | Vainqueur          | Écurie           | Pole position        | Record du tour     | Résumé |
| --- | ------------ | ----------------------------- | ----------------- | ------------------ | ---------------- | -------------------- | ------------------ | ------ |
| 804 | 29 mars      | Grand Prix d'Australie        | Albert Park       | Jenson Button      | Brawn-Mercedes   | Jenson Button        | Nico Rosberg       | Résumé |
| 805 | 5 avril      | Grand Prix de Malaisie        | Sepang            | Jenson Button      | Brawn-Mercedes   | Jenson Button        | Jenson Button      | Résumé |
| 806 | 19 avril     | Grand Prix de Chine           | Shanghai          | Sebastian Vettel   | Red Bull-Renault | Sebastian Vettel     | Rubens Barrichello | Résumé |
| 807 | 26 avril     | Grand Prix de Bahreïn         | Sakhir            | Jenson Button      | Brawn-Mercedes   | Jarno Trulli         | Jarno Trulli       | Résumé |
| 808 | 10 mai       | Grand Prix d'Espagne          | Barcelone         | Jenson Button      | Brawn-Mercedes   | Jenson Button        | Rubens Barrichello | Résumé |
| 809 | 24 mai       | Grand Prix de Monaco          | Monaco            | Jenson Button      | Brawn-Mercedes   | Jenson Button        | Felipe Massa       | Résumé |
| 810 | 7 juin       | Grand Prix de Turquie         | Istanbul Park     | Jenson Button      | Brawn-Mercedes   | Sebastian Vettel     | Jenson Button      | Résumé |
| 811 | 21 juin      | Grand Prix de Grande-Bretagne | Silverstone       | Sebastian Vettel   | Red Bull-Renault | Sebastian Vettel     | Sebastian Vettel   | Résumé |
| 812 | 12 juillet   | Grand Prix d'Allemagne        | Nürburgring       | Mark Webber        | Red Bull-Renault | Mark Webber          | Fernando Alonso    | Résumé |
| 813 | 26 juillet   | Grand Prix de Hongrie         | Hungaroring       | Lewis Hamilton     | McLaren-Mercedes | Fernando Alonso      | Mark Webber        | Résumé |
| 814 | 23 août      | Grand Prix d'Europe           | Valence           | Rubens Barrichello | Brawn-Mercedes   | Lewis Hamilton       | Timo Glock         | Résumé |
| 815 | 30 août      | Grand Prix de Belgique        | Spa-Francorchamps | Kimi Räikkönen     | Ferrari          | Giancarlo Fisichella | Sebastian Vettel   | Résumé |
| 816 | 13 septembre | Grand Prix d'Italie           | Monza             | Rubens Barrichello | Brawn-Mercedes   | Lewis Hamilton       | Adrian Sutil       | Résumé |
| 817 | 27 septembre | Grand Prix de Singapour       | Singapour         | Lewis Hamilton     | McLaren-Mercedes | Lewis Hamilton       | Fernando Alonso    | Résumé |
| 818 | 4 octobre    | Grand Prix du Japon           | Suzuka            | Sebastian Vettel   | Red Bull-Renault | Sebastian Vettel     | Mark Webber        | Résumé |
| 819 | 18 octobre   | Grand Prix du Brésil          | Interlagos        | Mark Webber        | Red Bull-Renault | Rubens Barrichello   | Mark Webber        | Résumé |
| 820 | 1er novembre | Grand Prix d'Abou Dabi        | Yas Marina        | Sebastian Vettel   | Red Bull-Renault | Lewis Hamilton       | Sebastian Vettel   | Résumé |

## Déroulement de la saison et faits marquants du championnat

### Grand Prix d'Australie

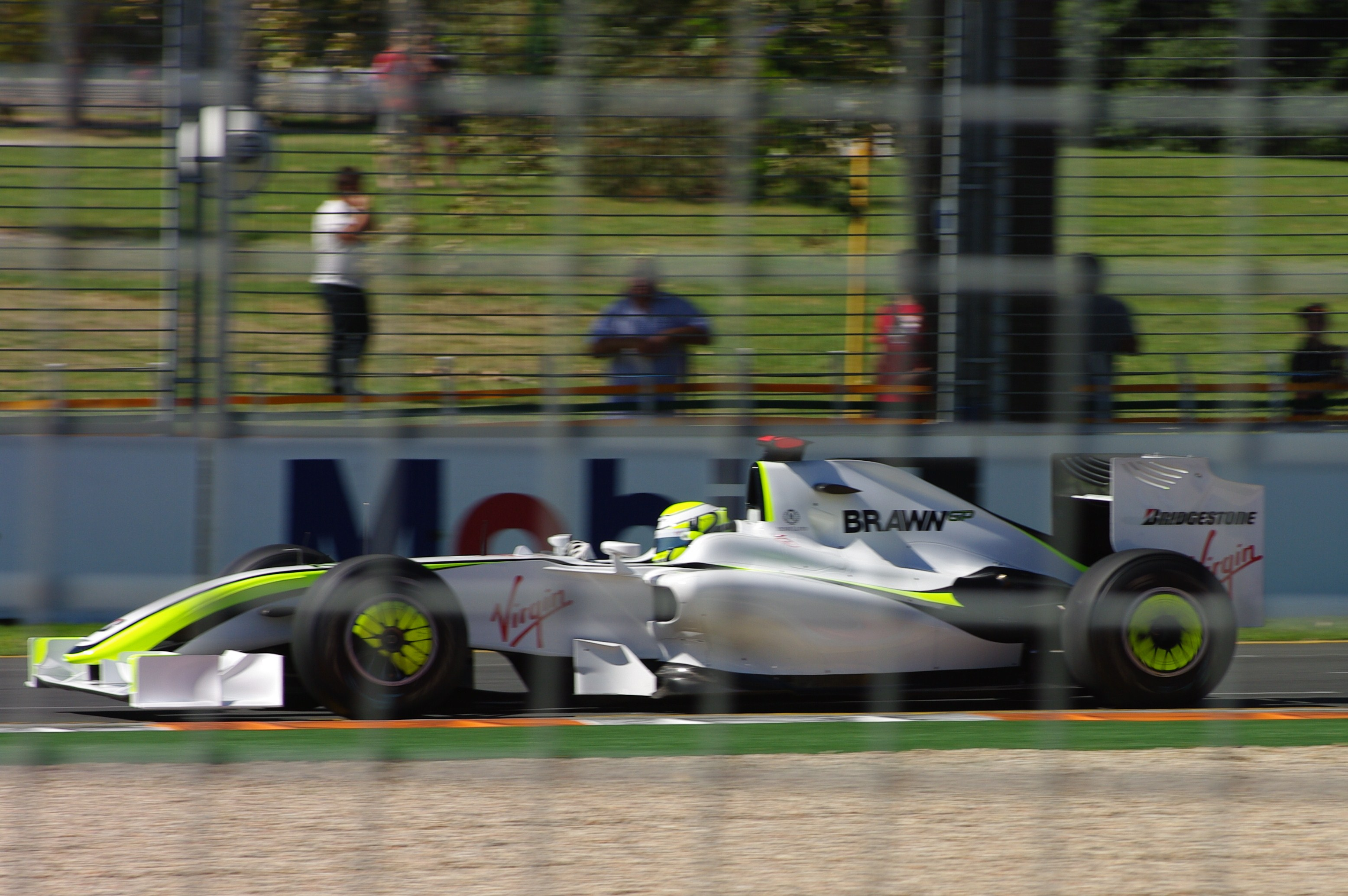
Premier Grand Prix pour Brawn GP et première victoire. Première victoire également pour Jenson Button depuis le GP de Hongrie 2006

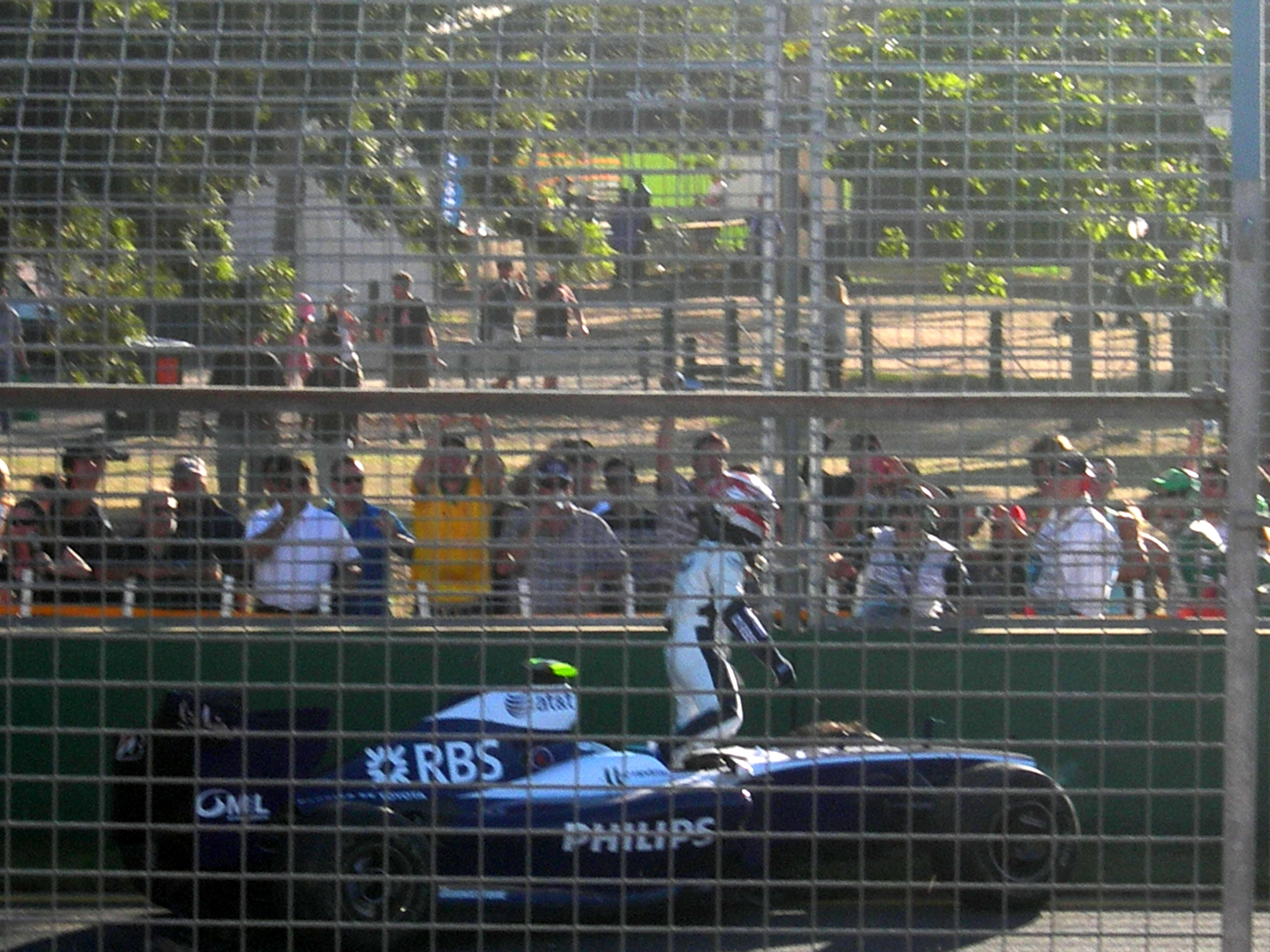
Kazuki Nakajima s'extrait de sa monoplace après son crash au

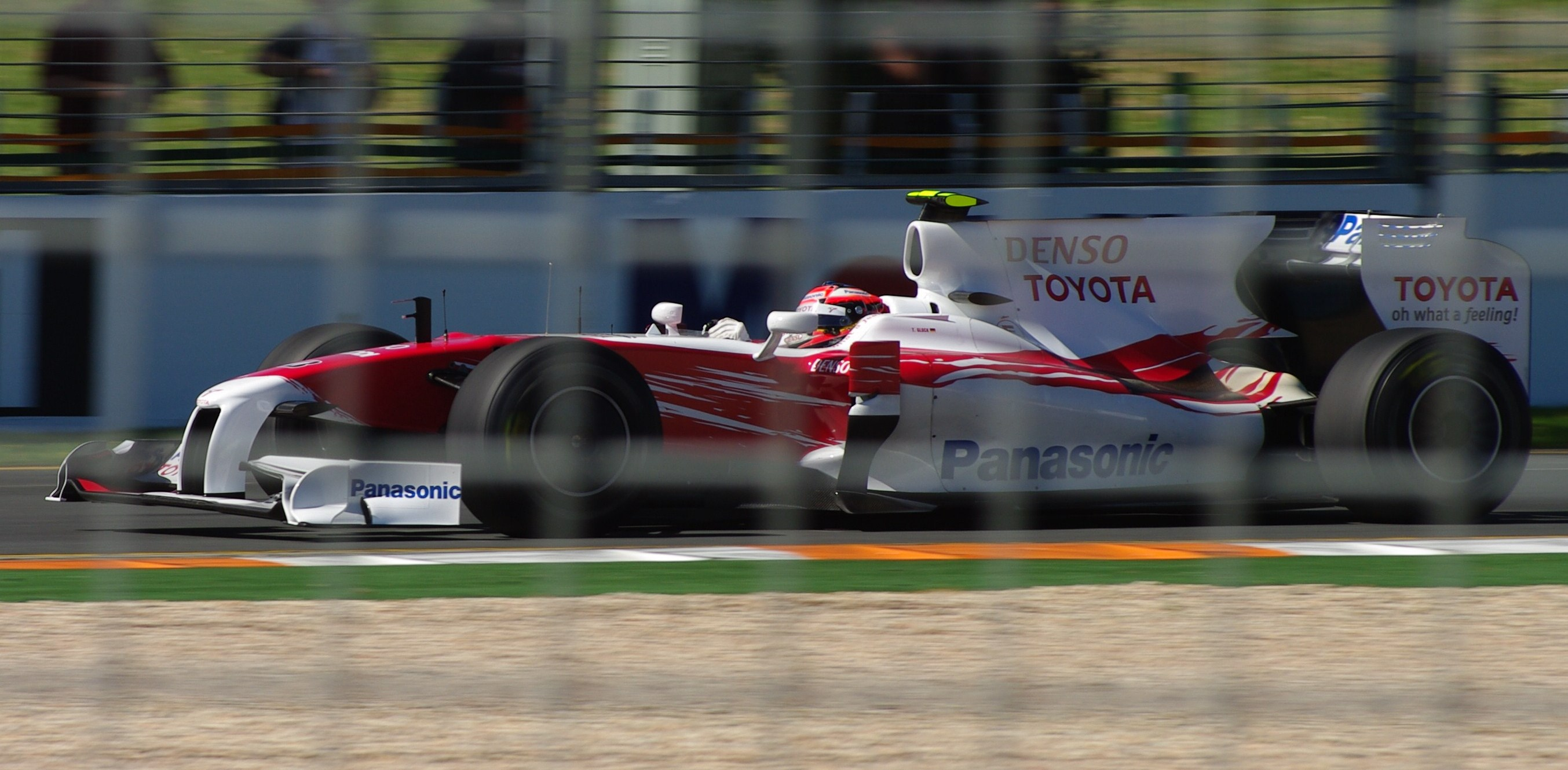
Timo Glock, dernier au départ, se classe quatrième du Grand Prix

L'écurie novice Brawn GP crée la surprise en monopolisant la première ligne du Grand Prix pour son premier départ dans la catégorie-reine. Button profite de sa pole pour prendre la tête devant Sebastian Vettel et Felipe Massa qui profitent du départ raté de Barrichello. Le peloton se bouscule au premier virage et Mark Webber, Nick Heidfeld et Adrian Sutil doivent passer par les stands tandis qu'Heikki Kovalainen doit renoncer à cause d'un train avant ouvert. 
À l'issue du premier tour, Button mène devant Vettel, Massa, Kubica, Räikkönen, Rosberg, Barrichello, Nakajima, Piquet et Buemi. Lewis Hamilton entame alors une belle remontée et pointe déjà à la 9e place au sixième tour. Rosberg et Barrichello dépassent Kimi Räikkönen, à la peine avec ses pneus tendres, qui choisit de rentrer ravitailler, comme son coéquipier au tour suivant. 
Au 16e tour, Vettel et Rosberg effectuent leur premier arrêt qui coûte de précieuses secondes à Rosberg (problème sur la roue avant gauche) et est dépassé par Räikkönen. Au 18e tour, Nakajima tape le mur. La voiture de sécurité intervient dans le tour suivant mais entretemps les pilotes de tête ont effectué leur ravitaillement. Dès la fin de la neutralisation au 24e tour, Piquet part en tête-à-queue et termine dans le bac à graviers. Button conserve la première place, suivi de Vettel, Massa, Kubica, Räikkönen, Trulli, Barrichello, Buemi, Rosberg et Hamilton. 
Peu après son deuxième arrêt au stand, Räikkönen part en toupie et manque de taper le muret : il doit à nouveau passer par les stands. À douze tours du terme, Massa est contraint d'abandonner et regagne les stands à vitesse réduite. Après les débuts de la dernière salve vague de ravitaillement, Button possède encore une seconde et demie d’avance sur Vettel et trois secondes sur Barrichello pris en chasse par Kubica tandis qu'Alonso devance Glock, Rosberg, Trulli et Hamilton.
À sept tours du terme, Barrichello et Alonso doivent effectuer un ultime passage à la pompe tandis que Rosberg est contraint de lâcher prise à la suite de la défaillance de ses pneumatiques. Vettel se trouve confronté au même souci de pneumatique que son compatriote, ce dont profite Kubica pour tenter de doubler le pilote Red Bull. À trois tours de l’arrivée, après une tentative de dépassement, les monoplaces s'accrochent et perdent leurs ailerons avant. Peu après, privés d'appuis, Vettel et Kubica tapent le muret et abandonnent. 
La voiture de sécurité est à nouveau appelée sur la piste et neutralise l'épreuve jusqu'au drapeau à damier. Button signe la deuxième victoire de sa carrière après celle au Grand Prix de Hongrie en 2006. Il offre à Brawn GP sa première victoire dès sa première course, ce qui n'était plus survenu depuis la victoire de Jody Scheckter en Argentine en 1977 sur Wolf-Cosworth. 
Après l'arrivée de la course et la cérémonie du podium, Jarno Trulli, troisième sous le drapeau à damier, se voit pénalisé de 25 secondes pour avoir doublé Lewis Hamilton sous drapeau jaune. Mais quelques jours plus tard, après écoute des liaisons radiophoniques entre Hamilton et son stand par les commissaires de la FIA, Trulli est rétabli dans son droit et Hamilton sanctionné : le Britannique avait lui-même dépassé l'Italien sous régime de Safety-car avant de ralentir pour lui rendre la troisième place, fait qui n'a pas été rapporté aux commissaires. Hamilton est en conséquence disqualifié pour déclarations erronées aux commissaires et Trulli récupère sa troisième place après levée de la sanction indûment attribuée.
Par ailleurs, Sebastian Vettel, jugé responsable par la FIA de l'accrochage avec Kubica, a été condamné par la FIA à 10 places de pénalité sur la grille de départ du Grand Prix de Malaisie. Son écurie, Red Bull Racing, qui l'a incité à continuer à rouler alors que sa roue avant gauche était arrachée après l'accrochage, a écopé d'une amende de 50 000 dollars.

### Grand Prix de Malaisie

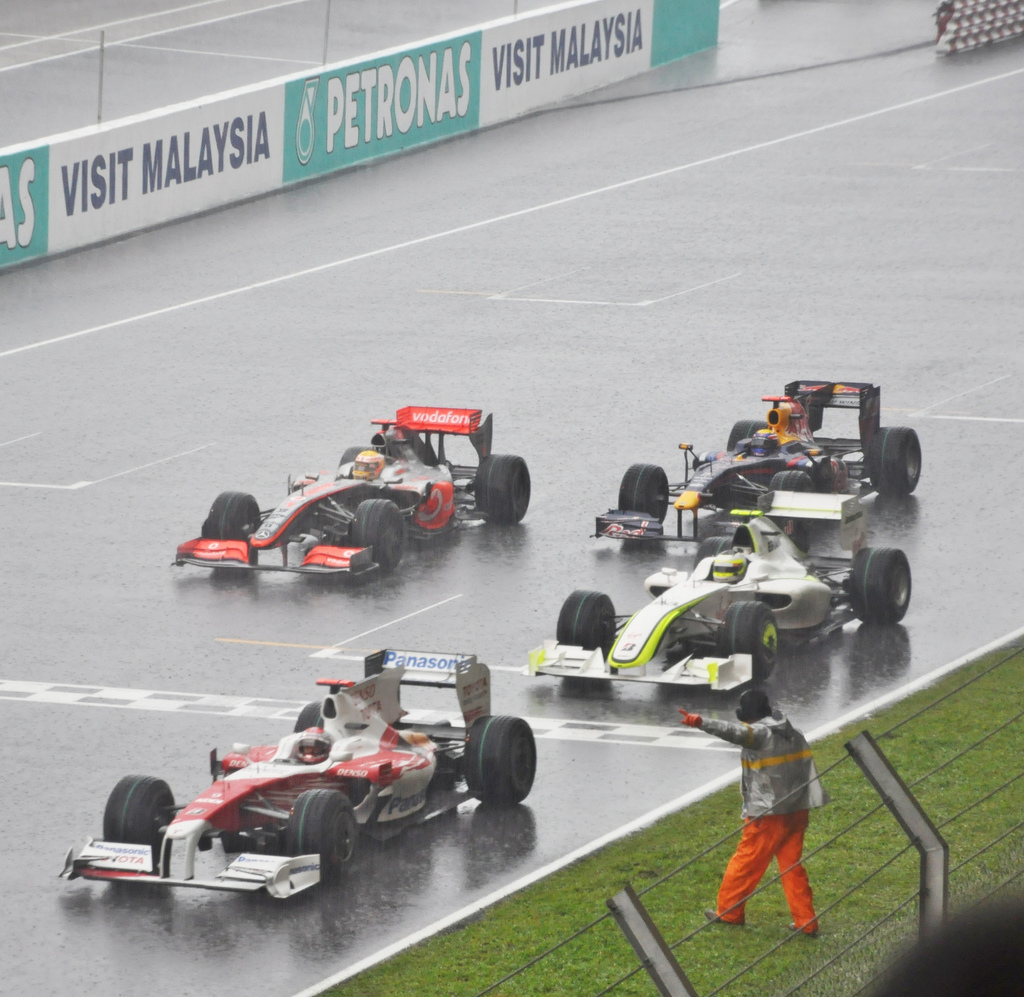
La course est interrompue avant terme et remportée par Jenson Button.

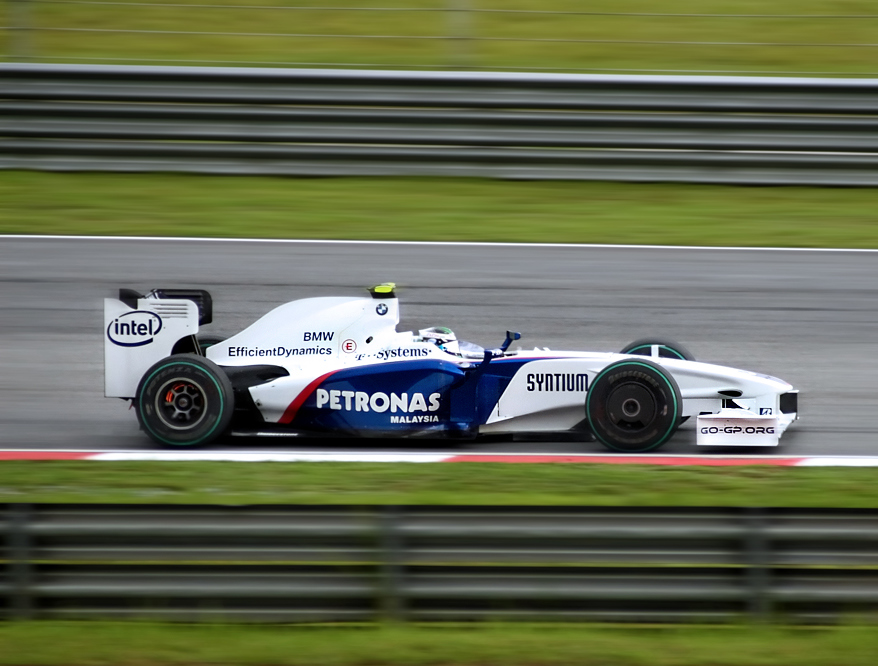
Nick Heidfeld se classe second de l'épreuve.

À l'extinction des feux, Nico Rosberg, en première ligne, prend l'avantage sur Jenson Button, détenteur de sa seconde pole position en deux courses au volant de la Brawn GP. L'anglais se fait également dépasser par Jarno Trulli à la sortie du premier virage puis par Fernando Alonso qui a gagné six places. Button parvient toutefois à reprendre l’avantage sur la Renault très chargée en essence après quelques virages. 
Dans le peloton, Heikki Kovalainen, comme lors de la course précédente, ne boucle pas le premier tour, Sébastien Buemi rentre changer son museau et Robert Kubica abandonne sur problème mécanique dès le premier tour. Au cinquième tour, Rosberg est toujours en tête devant Trulli, Button, Rubens Barrichello, Alonso, Kimi Räikkönen, Mark Webber, Timo Glock, Nick Heidfeld et Sebastian Vettel.
Peu après, Heidfeld se fait passer par Vettel et Lewis Hamilton tandis qu'Alonso laisse sa place à Kimi Räikkönen. Vettel, ouvre le bal des ravitaillements tandis que Rosberg, rentré au stand au 15e tour alors qu'il était en tête repart cinquième. Après deux tours en tête, Trulli passe par les stands et laisse les commandes aux Brawn de Button et Barrichello. Button conserve sa position de leader après son pit-stop, devant Rosberg et Trulli. Les nuages menaçant de plus en plus, les mécaniciens Ferrari montent des pneus pluie sur la monoplace de Räikkönen au 17e tour alors qu'il ne pleut pas encore.  
La pluie ne fait son apparition qu'au 21e tour, trop tard pour Räikkönen qui a trop abimé ses pneumatiques. Les concurrents rentrent alors précipitamment monter des pneus adaptés aux nouvelles conditions de course. Button, Rosberg et Trulli mènent toujours l'épreuve tandis que Webber attaque successivement Hamilton et Heidfeld pour s’emparer de la quatrième place. Glock, qui a monté des pneus intermédiaires et non des « extrême pluie », se propulse vers la tête de la course alors que Barrichello prend le meilleur sur Trulli. 
De nombreux pilotes repassent par leur stand pour chausser des « extrême pluie » car la pluie tourne à l'orage violent. Des trombes d’eaux s’abattent sur le circuit : Giancarlo Fisichella, Buemi et Vettel sortent de la piste, ce qui oblige la voiture de sécurité à intervenir avant que les commissaires ne décident de sortir le drapeau rouge au 33e tour.
Comme la pluie ne cesse pas et que la luminosité devient de plus en plus faible, la course est déclarée terminée et Button est déclaré vainqueur devant Heidfeld et Glock. Button (qui ne récolte que 5 points) conserve sa place en tête du championnat avec quinze points. Il devance son coéquipier Barrichello (10 points) et les deux pilotes Toyota Trulli (8,5 points) et Glock (8 points). Chez les constructeurs, Brawn GP mène avec 25 points devant Toyota F1 Team (16,5 points). Ces équipes ont déjà creusé l'écart sur leurs poursuivantes puisque BMW Sauber et Renault F1 Team suivent avec seulement quatre unités.

### Grand Prix de Chine

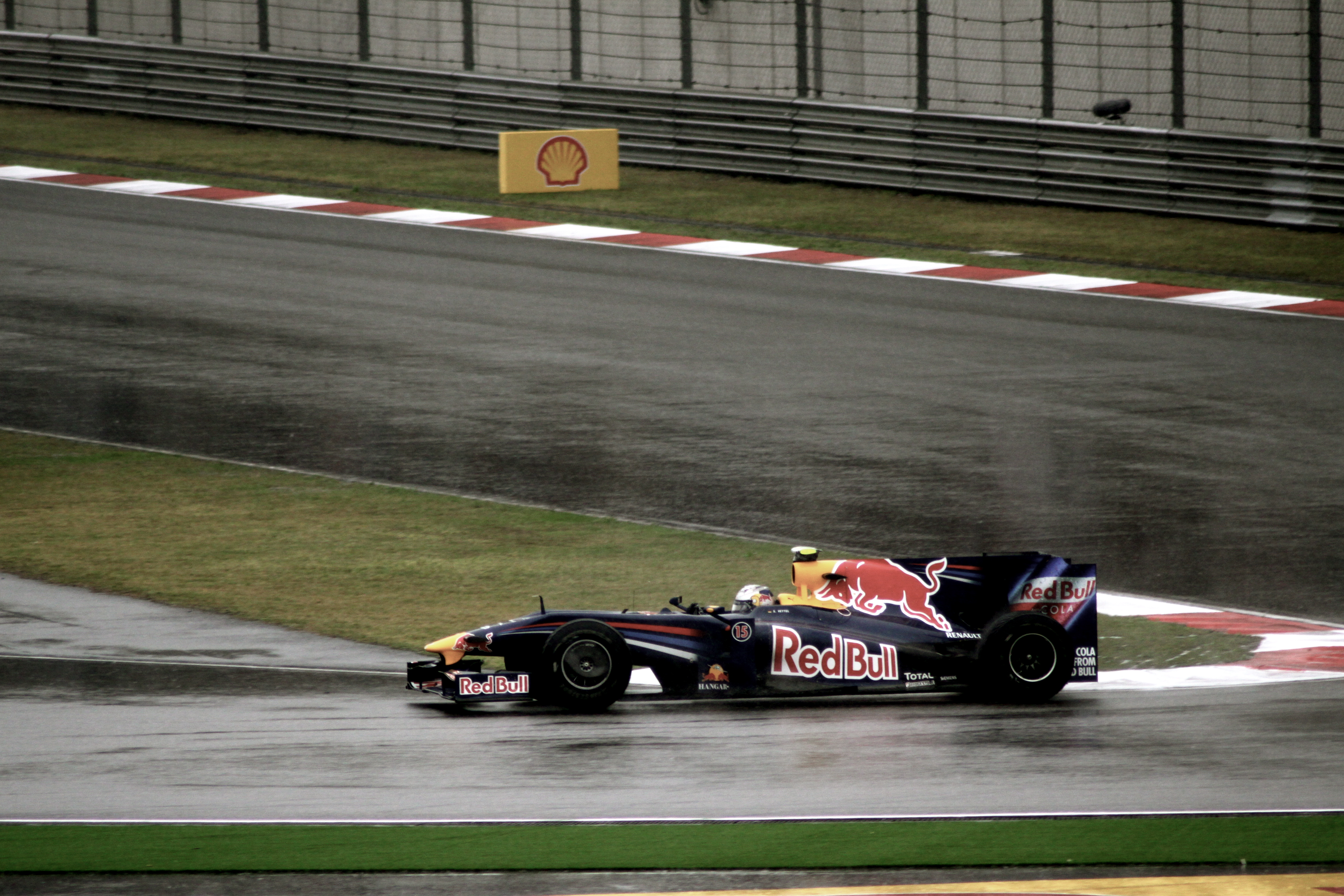
Sebastian Vettel remporte en Chine le second Grand Prix de sa carrière

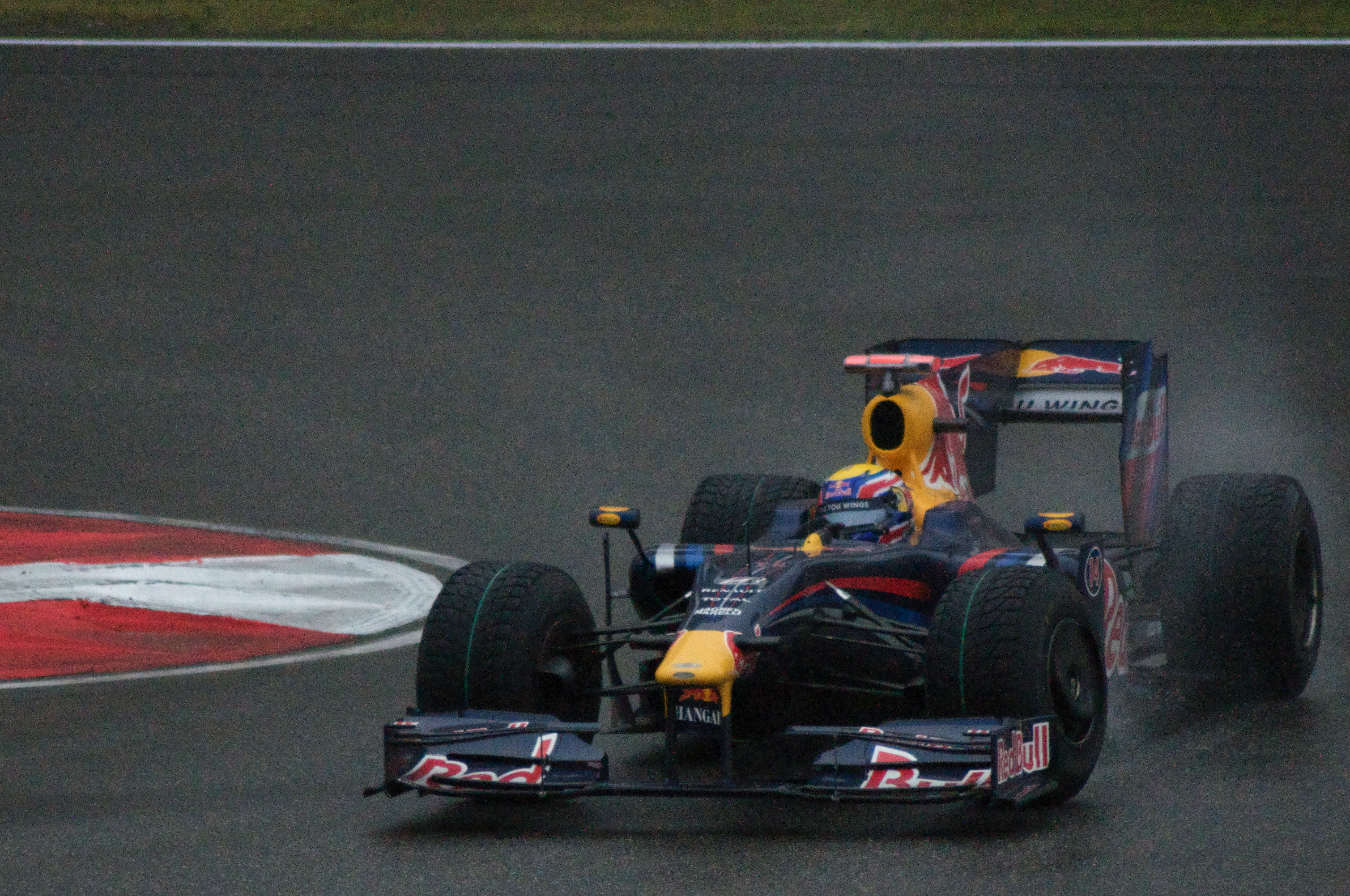
Mark Webber permet à Red Bull Racing de décrocher son premier doublé

Par mesure de sécurité en raison de présence importante d'eau sur la piste, le départ est donné derrière la voiture de sécurité. Sebastian Vettel, qui a signé la seconde pole position de sa carrière mène le peloton devant Fernando Alonso et Mark Webber tandis que Robert Kubica et Timo Glock s'élancent des stands. Le safety-car s'efface au huitième tour alors qu'Alonso, léger en essence, a ravitaillé au tour précédent et reprend la piste en dernière position.
Les conditions de courses restent difficiles et Lewis Hamilton perd sa 5e position après un tête-à-queue et recule à la 10e place. Au seizième tour, Jenson Button profite du passage aux stands de Vettel pour prendre le commandement de la course. Au tour suivant, Kubica percute violemment à l'arrière Jarno Trulli et le contraint à l'abandon tandis que le Polonais doit faire changer le museau de sa monoplace. Cet accrochage provoque une nouvelle sortie de la voiture de sécurité et un ralentissement du rythme de la course.
Vettel, alors 3e se déporte pour prendre un tour à Trulli qui se dirige vers son stand au ralenti (son aileron arrière a été totalement arraché après l'accrochage avec Kubica), ce qui surprend Sébastien Buemi qui le percute. La monoplace de Vettel ne subit aucun dommage alors que le pilote suisse doit faire changer le museau de sa monoplace.
Au 21e tour, toujours sous régime de voiture de sécurité, Felipe Massa, alors troisième, abandonne sur problème électrique. Au tour suivant, juste avant le retrait de la voiture de sécurité, Sébastien Bourdais, 8e part en tête-à-queue et quitte la zone des points pour la 12e place. Plus tard, Glock perd le bénéfice de sa 12e place pour faire lui aussi changer le museau de sa monoplace, imité en cela trois boucles plus tard par Nelsinho Piquet.
La course est toujours aussi piégeuse puisque Fernando Alonso perd quatre places après un tête-à-queue et que son coéquipier heurte le muret et doit à nouveau changer son aileron avant. Au 51e tour, Adrian Sutil, alors sixième après une belle remontée perd le contrôle de sa monoplace et la détruit contre les pneumatiques de protection.
La course se stabilise alors dans le top 8 jusqu'au drapeau à damier qui voit Vettel remporter la seconde course de sa carrière. La seconde place de Webber permet à Red Bull Racing de remporter sa première victoire et son premier doublé, Jenson Button complétant le podium devant son coéquipier Rubens Barrichello, Heikki Kovalainen, Lewis Hamilton, Timo Glock et le débutant Sébastien Buemi qui inscrit un nouveau point.
Au championnat pilotes, Button conserve la première place avec 21 points devant son équipier Barrichello et ses 15 unités.
Vettel pointe désormais à la troisième place avec 10 points, de même que Glock. Chez les constructeurs, les bonnes performances des pilotes Brawn GP permettent à l'écurie de conserver la tête avec 36 points devant Red Bull Racing qui inscrit 18 points d'un coup et rafle la seconde place à Toyota F1 Team pour un seul point (19,5 contre 18,5).

### Grand Prix de Bahreïn

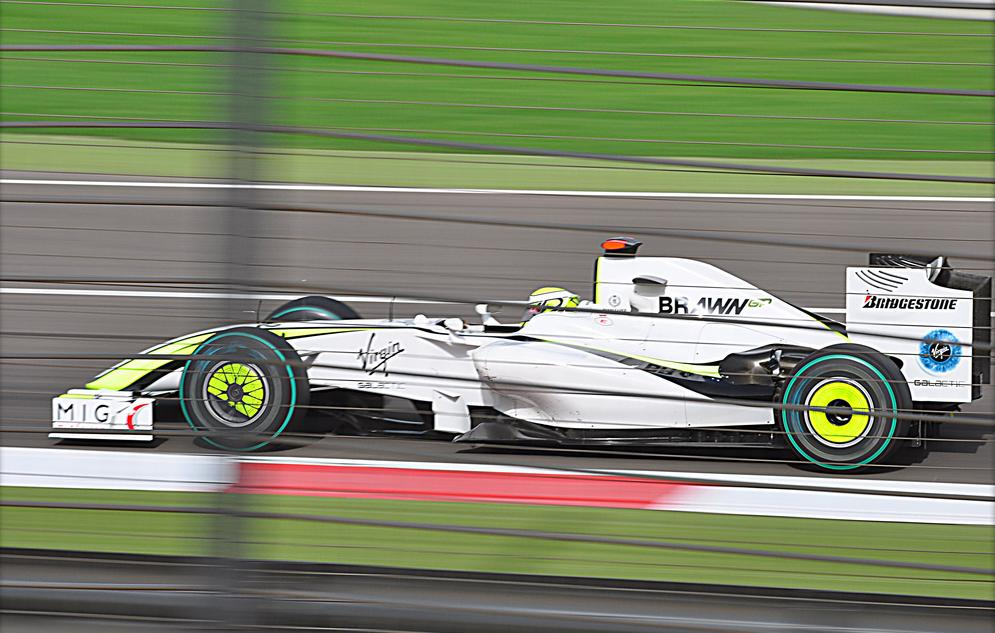
Jenson Button signe à Bahreïn sa troisième victoire de la saison

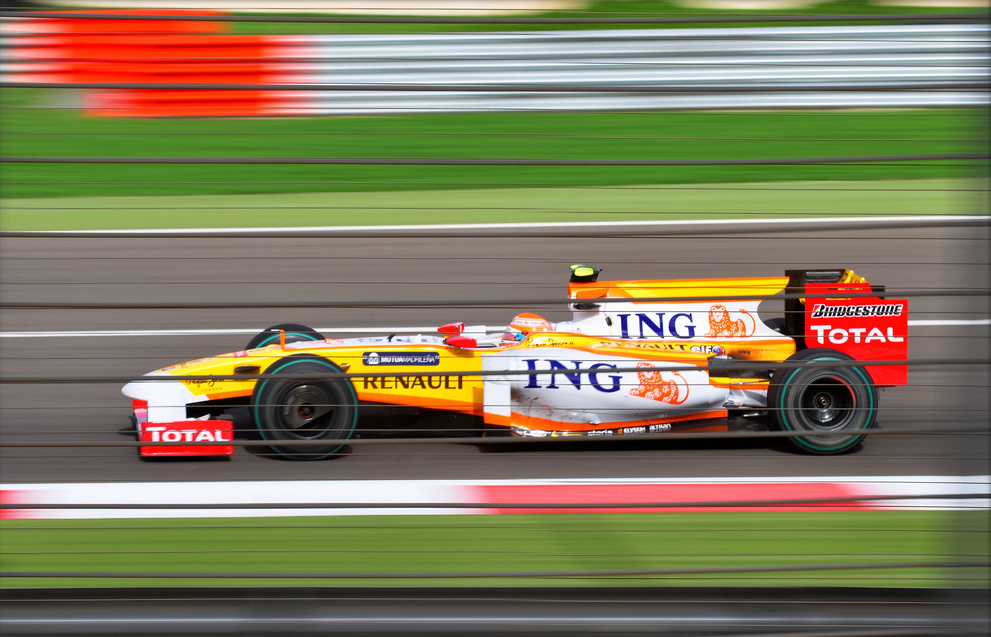
Nelsinho Piquet ne termine que 10e

Les deux Toyota occupent la première ligne grâce à Jarno Trulli et Timo Glock, devant Sebastian Vettel et Jenson Button, mais dès l'extinction des feux, Glock s'empare de la tête de la course au premier virage. Cinquième sur la grille, Lewis Hamilton profite de son SREC pour se retrouver second avant de céder sa place à Trulli tandis que Button prend le meilleur sur Vettel.
Au tour suivant, Button attaque Hamilton et part chasser les deux Toyota, Glock prenant peu à peu ses distances sur Trulli. Dans le peloton, Robert Kubica, Kazuki Nakajima et Felipe Massa regagnent les stands pour changer leur capot avant. Au troisième tour, Glock précède Trulli de 1 s 7, Button de plus de 4 secondes et Hamilton de plus de 5 secondes. Nelsinho Piquet et Mark Webber ont tiré leur épingle du jeu en gagnant respectivement cinq et sept places.
Rubens Barrichello menace Vettel qui résiste tandis que Glock mène devant Trulli et Button avant de stopper le premier au 11e tour, suivi au tour suivant par Trulli qui repart devant lui. Button est désormais en tête avec 8 secondes d’avance sur Hamilton.
Les deux meneurs de l'épreuve s'arrêtent ensemble au 15e tour. Button laisse le commandement à Vettel mais réussit à repartir devant Trulli alors que Glock perd deux nouvelles places. Vettel effectue son premier arrêt quatre boucles après Button et repart quatrième alors que Kimi Räikkönen mène à la faveur des arrêts. Une fois le pilote finlandais contraint de passer par les stands à son tour, Button reste solidement en tête de la course avec 7 s 5 d'avance sur Trulli, 8 s sur Vettel et 9 s sur Hamilton. Les trois poursuivants se neutralisent, ce qui permet d’une part à Button de s'échapper et d’autre part à Barrichello de faire la jonction. Au 27e tour, Button porte son avantage à 11 s sur le trio de chasse.
Le leader s'arrête dix tours plus tard, suivi par Trulli et Hamilton sur une stratégie similaire. Vettel retrouve alors la tête avant de stopper. Il souffle la seconde place à Trulli et résiste pour conserver sa position. Sur une stratégie à trois arrêts, Barrichello stoppe à dix tours du terme de l’épreuve et ressort des stands cinquième, juste devant Räikkönen. 
Jenson Button gère son avance sur Vettel et Trulli pour décrocher sa troisième victoire de la saison. Vettel et Trulli complétant le podium. Lewis Hamilton est quatrième devant la seconde Brawn GP de Rubens Barrichello. Kimi Räikkönen ouvre enfin son compteur et celui de la Scuderia Ferrari. Glock se classe septième, devant Fernando Alonso.
Au classement pilotes, Jenson Button, avec 31 points, possède douze unités d'avance sur son coéquipier Rubens Barrichello (19 points) et treize sur Sebastian Vettel (18 points). Chez les constructeurs, Brawn GP prend le large avec 50 points, soit 22,5 de mieux que son dauphin Red Bull Racing qui n'a pas pu creuser l'écart sur le troisième, Toyota, qui reste à 1 point avec 26,5 unités.

### Grand Prix d'Espagne

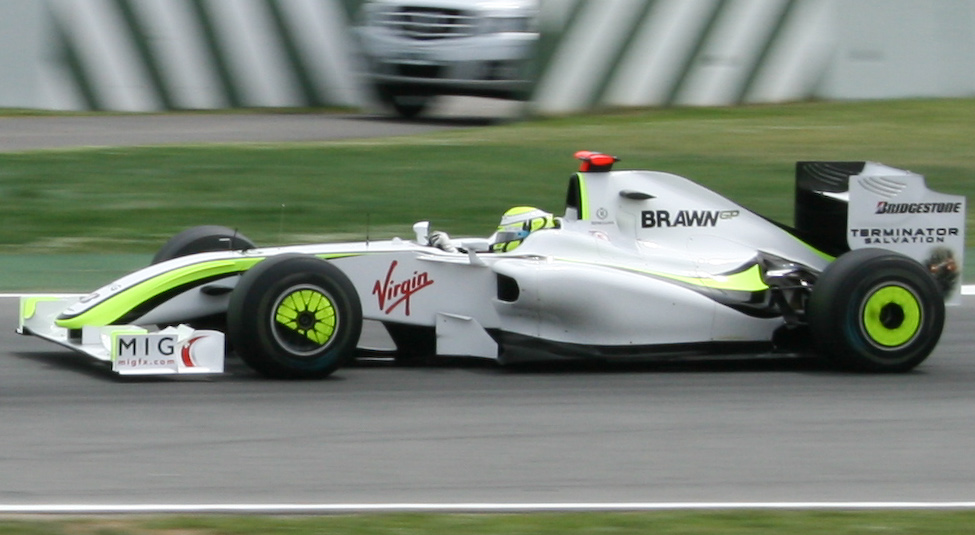
Jenson Button remporte sa quatrième course de la saison

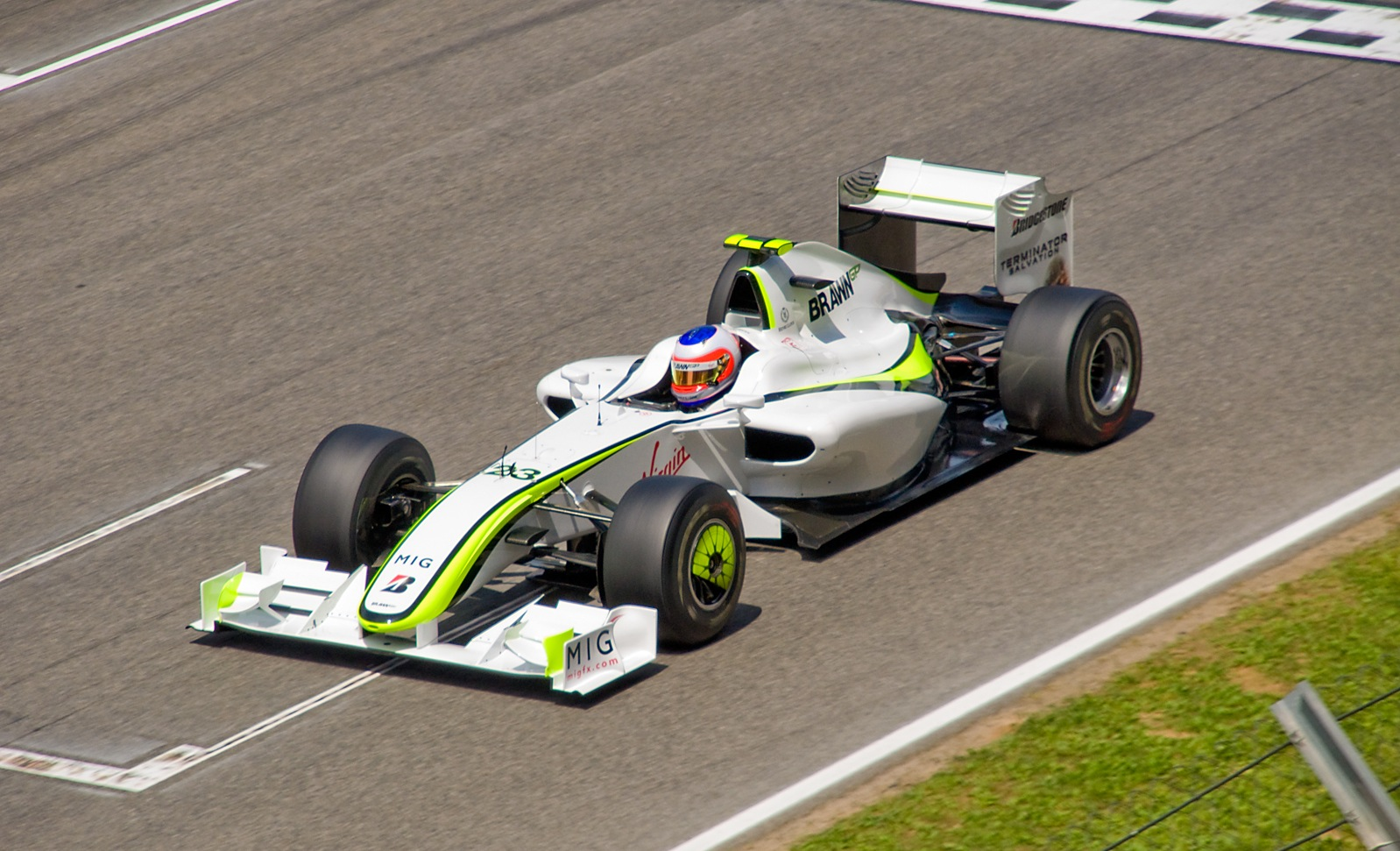
Barrichello se classe second et permet à Brawn GP de réaliser son second doublé de la saison

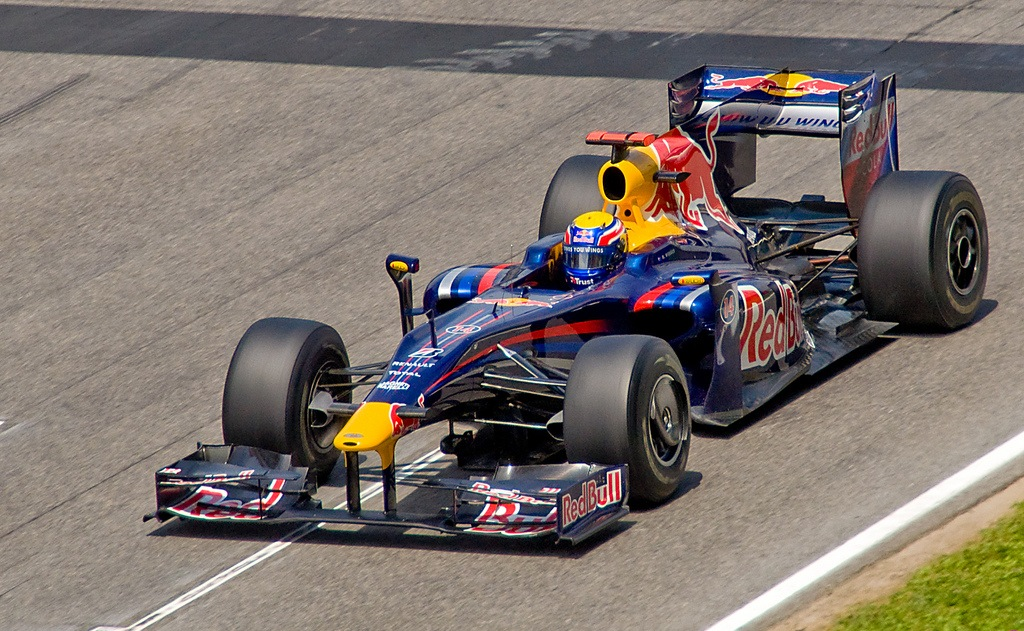
Mark Webber complète le podium

Pour la troisième fois de la saison et la sixième de sa carrière, Jenson Button s'élance de la pole position. Il devance Sebastian Vettel alors que son coéquipier Rubens Barrichello et Felipe Massa occupent la deuxième ligne. À l'extinction des feux, Barrichello prend le meilleur départ et se retrouve en tête devant son coéquipier. Massa use de son SREC et dépasse Vettel qui glisse en quatrième position devant Mark Webber et Fernando Alonso.
Dès le troisième virage, Jarno Trulli, légèrement percuté à l’arrière par Nico Rosberg, perd le contrôle de sa Toyota qui est percutée par Adrian Sutil et provoque un télescopage des deux Toro Rosso de Sébastien Buemi et Sébastien Bourdais : les quatre pilotes abandonnent.
La voiture de sécurité neutralise les cinq premiers tours et, à la relance, Barrichello conserve la tête devant Button, pris en chasse par Massa et Vettel. Derrière, Webber prend le meilleur sur Alonso pour le gain de la cinquième place. 
Heikki Kovalainen abandonne sur problème mécanique au septième tour alors que Barrichello mène toujours le bal devant son coéquipier, Massa, Vettel, Webber, Alonso, Rosberg et Timo Glock. Au fil des tours, les pilotes Brawn GP se détachent peu à peu de Massa, toujours traqué par Vettel et Webber. Derrière, Alonso roule esseulé devant Rosberg et Glock tandis que Nick Heidfeld a fort à faire pour préserver sa huitième place convoitée par Kimi Räikkönen qui use de son SREC.
Glock ravitaille le premier au dix-septième passage, imité par Button au tour suivant et par Barrichello à l'entame du dix-neuvième. Räikkönen n’atteint finalement pas le cap du premier arrêt à la suite d'un problème mécanique tandis que Massa ressort des stands suivi par Vettel. 
Au trentième tour, Barrichello, sur une stratégie à trois arrêts, augmente la cadence et compte presque 14 secondes d'avance sur Button. Massa est à 17 secondes, Vettel à 18 s 3, Heidfeld à 23 s 6, Hamilton à 25 s 2, Webber à 27 s 7. Peu avant la mi-course, le deuxième ravitaillement de Barrichello permet à Button de prendre la tête de la course. Le Brésilien ressort des stands quatrième avec une dizaine de secondes de retard sur le leader. 
Massa, alors second, stoppe une seconde fois au quarante-troisième tour, de même que Vettel. Button repasse quant à lui une dernière fois au stand à 18 tours de l’arrivée, Barrichello reprenant temporairement la tête de l'épreuve jusqu'à son troisième et dernier ravitaillement. 
À 15 tours de l'arrivée, Button est aux commandes devant Barrichello, Webber, Massa, Vettel, Alonso, Heidfeld, Rosberg, Hamilton et Glock. Vettel, coincé depuis le départ derrière la Ferrari de Massa qui utilise son SREC à bon escient, exerce une pression incessante en fin de course qui s'avère payante : le Brésilien baisse le rythme en vue de l’arrivée pour éviter un troisième passage à la pompe et éviter la panne d'essence, laissant sa position au jeune Allemand. Il doit faire de même peu après face à Fernando Alonso qui le dépasse sans que Massa ne puisse lui opposer la moindre résistance.
Button s'impose finalement devant Barrichello, Webber accompagnant les deux pilotes Brawn GP sur le podium.Vettel réussit à inscrire 5 points bienvenus pour le championnat pilotes. Alonso, Massa, Heidfeld et Rosberg se partagent les dernières places dans les points. Button renforce son avance au championnat avec 41 points, Barrichello totalisant 27 unités. Vettel limite les dégâts et compte désormais 23 points, l'autre pilote Red Bull, Mark Webber complétant le quatuor de tête avec 15,5 points. Au championnat des constructeurs, les Brawn GP sont largement en tête avec 68 points et comptent près de 30 points d'avance sur l'autre écurie en verve, Red Bull Racing, qui a inscrit 38,5 points et creuse son avance sur Toyota, qui n'a inscrit aucun point en Espagne. L'équipe japonaise stagne à la troisième place mais compte encore 13,5 points d'avance sur Team McLaren, quatrième.

### Grand Prix de Monaco

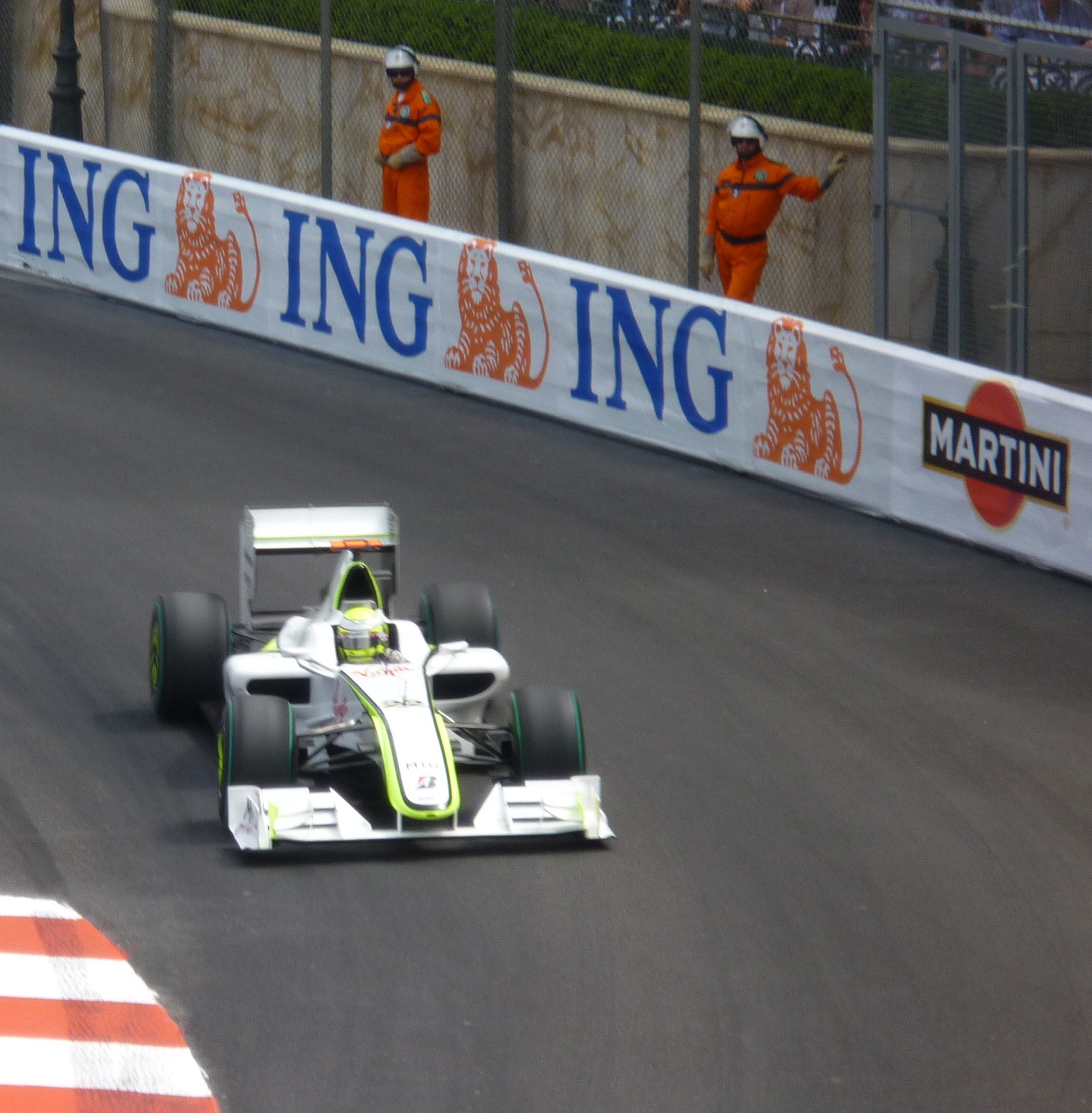
Jenson Button signe sa cinquième victoire de la saison à Monaco.

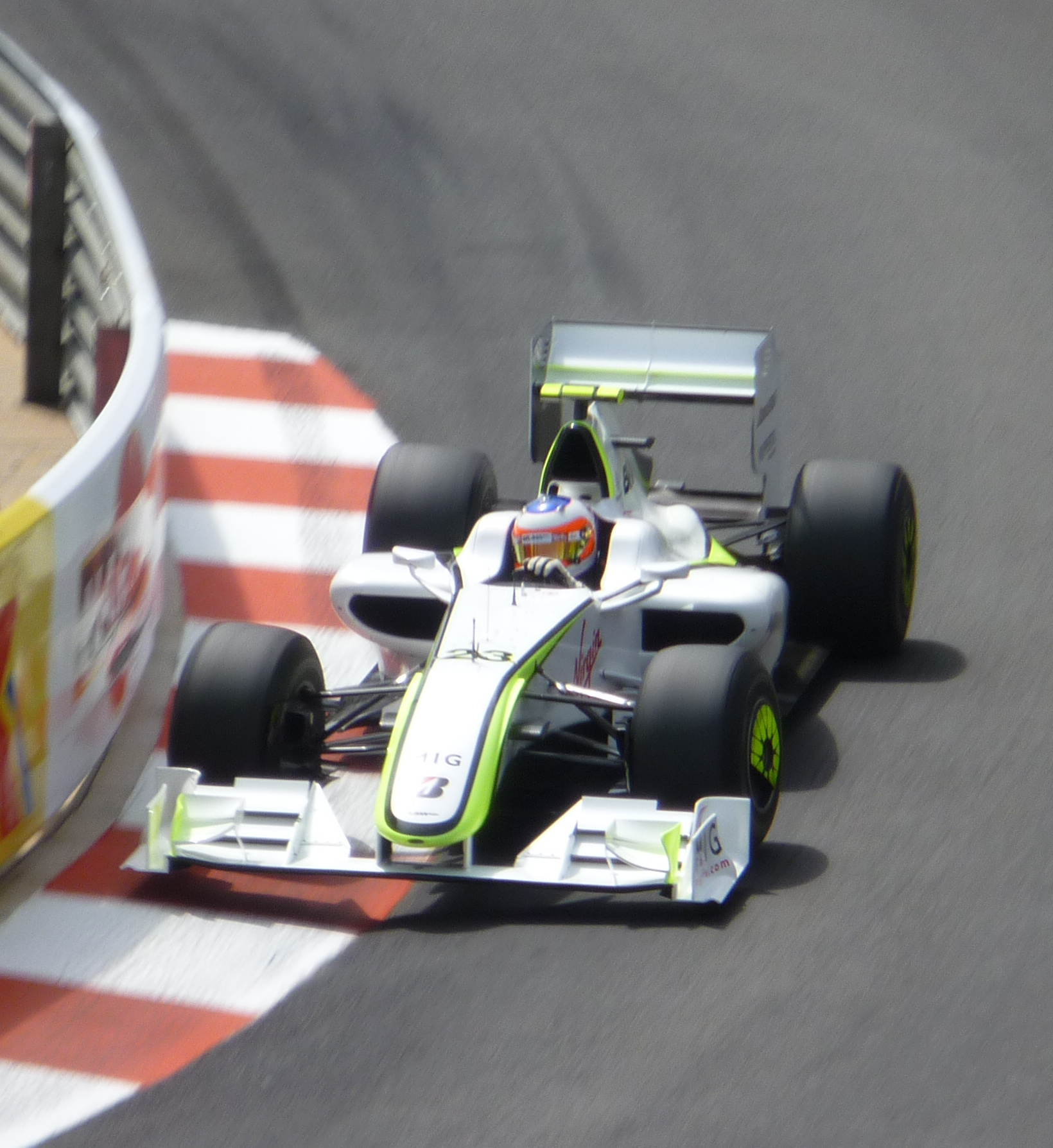
Rubens Barrichello permet à Brawn GP d'assurer un doublé.

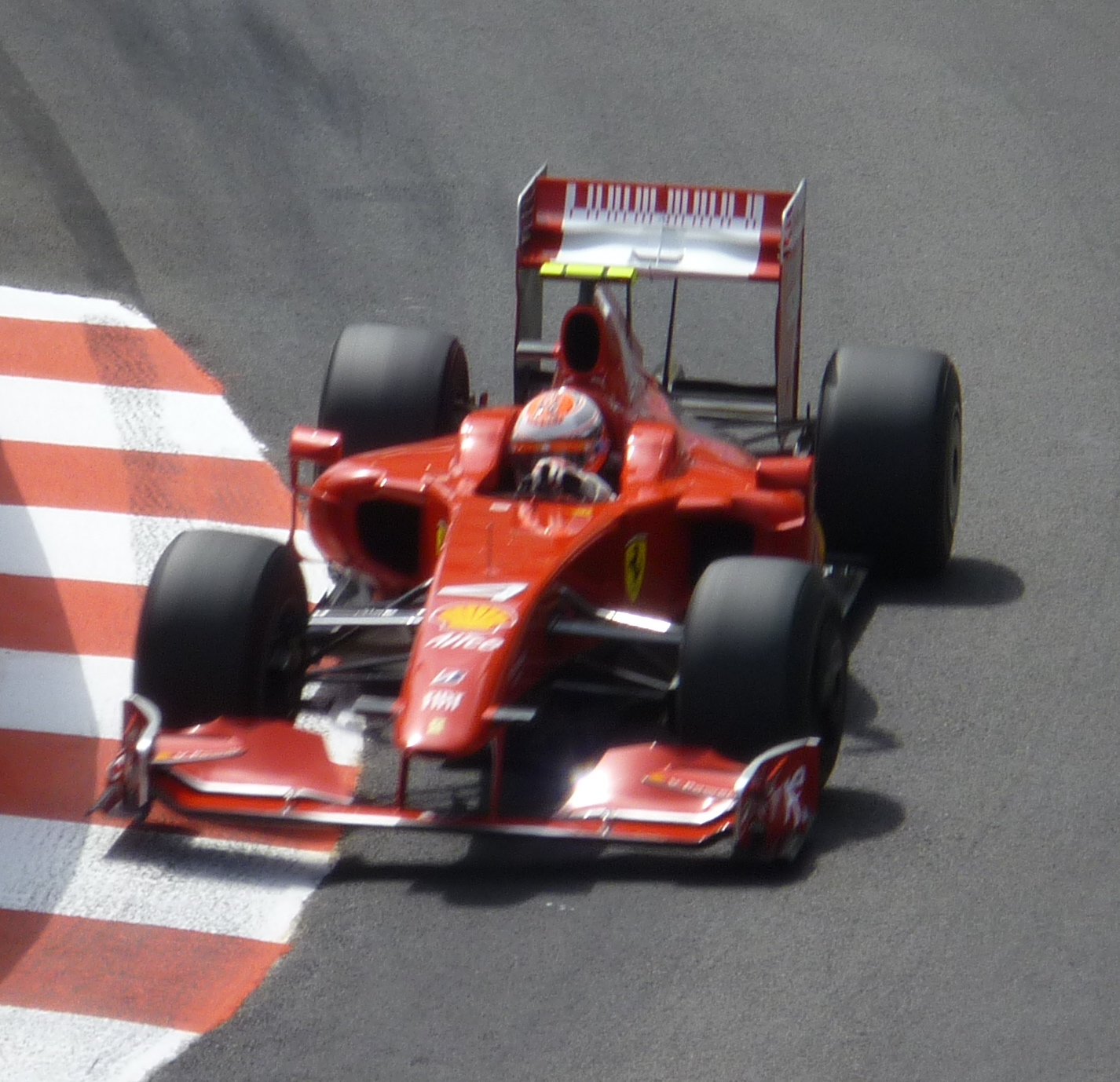
Kimi Räikkönen réalise le premier podium de la saison pour Ferrari.

Jenson Button s'élance de la pole position au côté de Kimi Räikkönen tandis que Rubens Barrichello partage la seconde ligne avec Sebastian Vettel. Lewis Hamilton doit par contre s'élancer de la dernière position sur la grille (après avoir raté sa qualification et changé de boîte de vitesses) tandis que Timo Glock s'élance de la pitlane. À l'extinction des feux, Barrichello prend le meilleur sur Räikkönen, pourtant équipé du SREC, et, dès la fin du premier tour, Button et Barrichello s'échappent devant Räikkönen. Plus loin, Vettel est pressé par Felipe Massa, Nico Rosberg, Heikki Kovalainen, Mark Webber, Fernando Alonso et Kazuki Nakajima. Robert Kubica, mal qualifié, passe par les stands dès le troisième tour à cause d'une crevaison. 
Massa se fait de plus en plus pressant derrière vettel dont les pneus tendres sont à l'agonie dès le début de l'épreuve. Massa l'attaque au freinage de la chicane mais la court-circuite pour éviter un accrochage : il lève le pied pour rendre sa position à Vettel, ce dont profite Rosberg pour le passer. Peu après, Rosberg et Massa prennent le meilleur sur le pilote Red Bull Racing qui, toujours en délicatesse avec ses pneumatiques, touche le mur et abandonne au début du seizième tour. 
Dans le peloton, Sébastien Buemi retarde trop un freinage et s'encastre dans le diffuseur de la monoplace de Nelsinho Piquet : les pilotes désemparés terminent leur course dans l'échappatoire de Sainte Dévote. Après quinze tours, Räikkönen rentre le premier au stand pour ravitailler. Devant, Button précède Barrichello de 12 s 5, Rosberg de 19 s 6, Massa de 21 s 6, Kovalainen de 26 s 3, Webber et Alonso de près de 30 s, Nakajima de 36 s et Sébastien Bourdais de 39 s.
Au 25e tour, à la fin de la première vague de ravitaillement des pilotes luttant en tête de course, Button récupère la première place mais a réussi à détacher Barrichello toujours poursuivi par Räikkönen. Plus loin, on trouve Alonso, qui n'a pas encore ravitaillé, Massa, Webber, Rosberg, Kovalainen, Nakajima et Bourdais alors que Kubica abandonne au 30e tour à cause d'un dysfonctionnement général de sa monoplace.
À la mi-course, Button est toujours en tête devant son coéquipier à 15 s, Räikkönen à 18 s, Massa à 21 s, Webber à 25 s, Rosberg à 35 s, Kovalainen à 37 s, puis Bourdais, Giancarlo Fisichella et Alonso. Ce « petit train » poursuit sans encombre en attendant la seconde phase des arrêts ravitaillement.
Au 52e tour, Kovalainen, alors septième, est victime d’une embardée de sa monture à l’entrée du virage de la Piscine : il tape le rail et doit abandonner. À l'entame des quinze derniers tours, Button devance toujours Barrichello, Räikkönen, Massa, Rosberg, Webber, Alonso, Bourdais, Fisichella et Nakajima. Fernando Alonso hausse le rythme après un ultime changement de pneumatiques mais, bien qu'il s'en rapproche nettement à chaque tour, ne parvient pas à ramarrer Rosberg.
Jenson Button remporte sa première victoire à Monaco tandis que Rubens Barrichello assure le troisième doublé de l'année pour Brawn GP. Kimi Räikkönen complète le podium, juste devant son coéquipier Felipe Massa, auteur du meilleur tour en course. Webber, Rosberg, Alonso et Bourdais se partagent les derniers points. Au championnat du monde, Button porte son capital à 51 points, suivi par son coéquipier Barrichello qui en compte 35. L'écart se creuse sur Vettel, Trulli et Glock qui n'ont pas marqué ce week-end. Seul Webber, en se classant 5e, réussit à limiter les dégâts face aux pilotes Brawn. Chez les constructeurs, Brawn GP, grâce à ce nouveau doublé, porte son capital à 86 points, soit plus du double de points que le second, Red Bull Racing (42,5 points). Toyota F1 Team conserve sa troisième place avec 26,5 points tandis que Ferrari, en inscrivant 11 points, pointe désormais à la quatrième place du championnat en délogeant Team McLaren, Renault et BMW Sauber.

### Grand Prix de Turquie

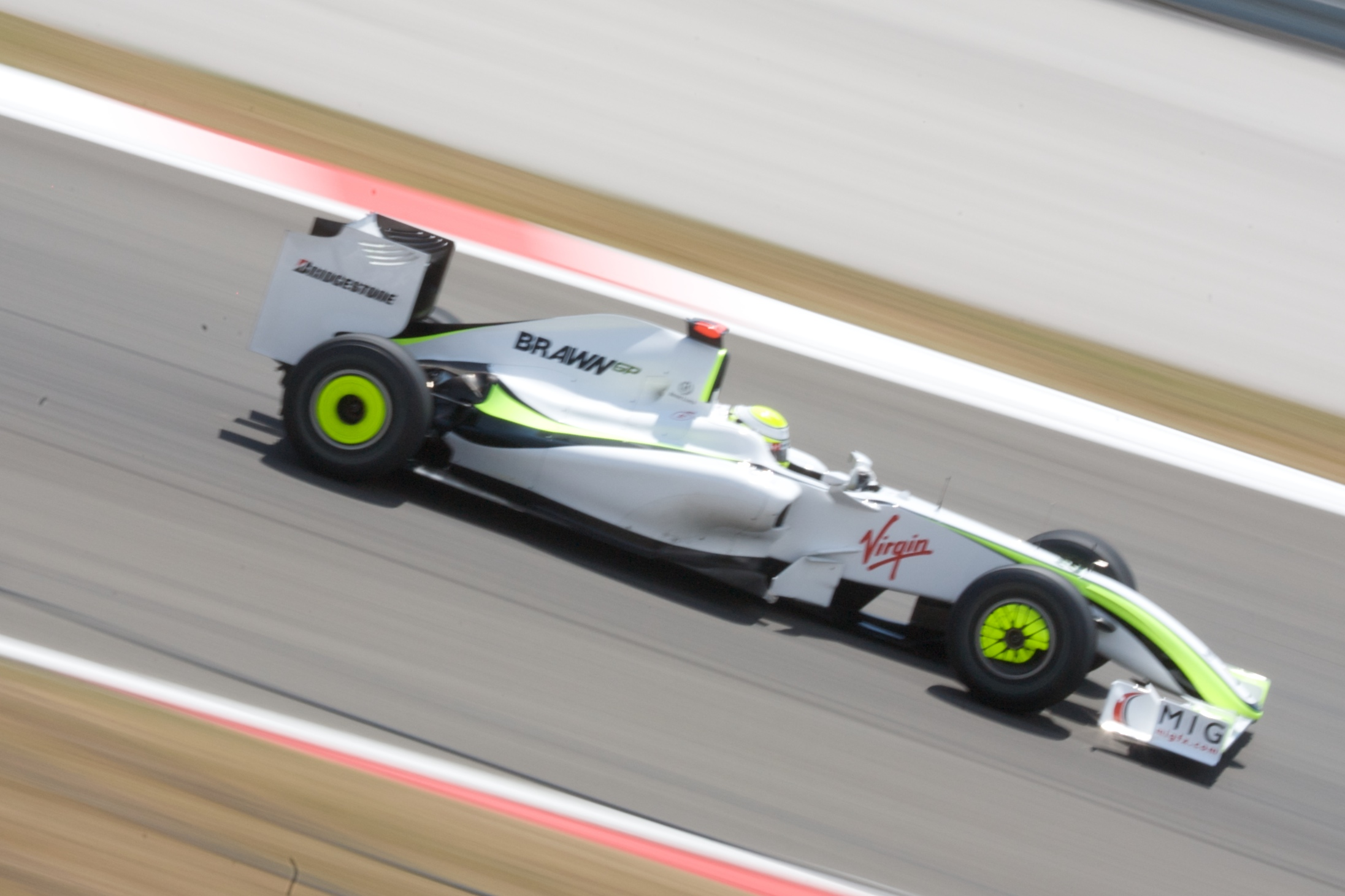
Jenson Button signe en Turquie son sixième succès de la saison

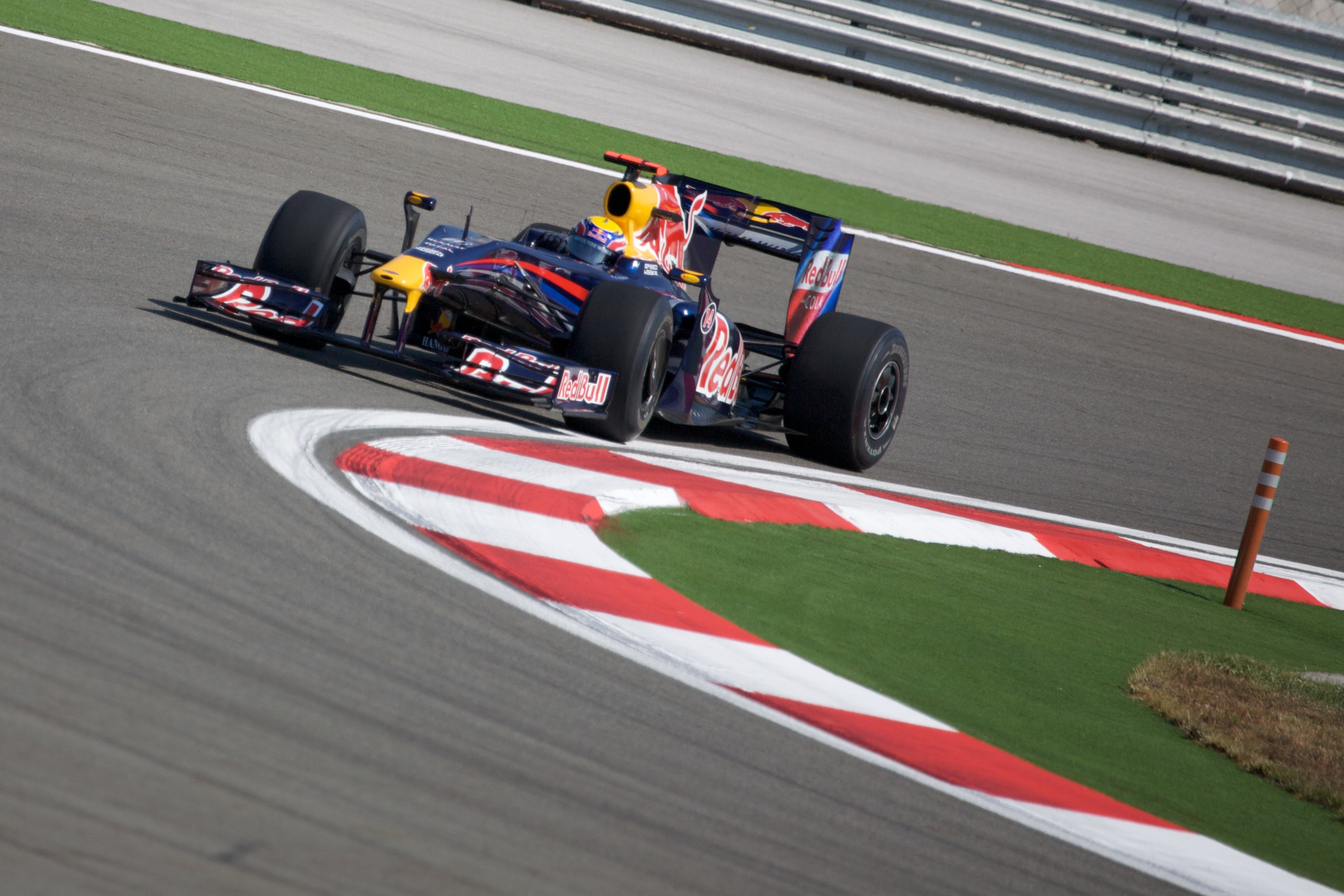
Mark Webber se classe second de l'épreuve

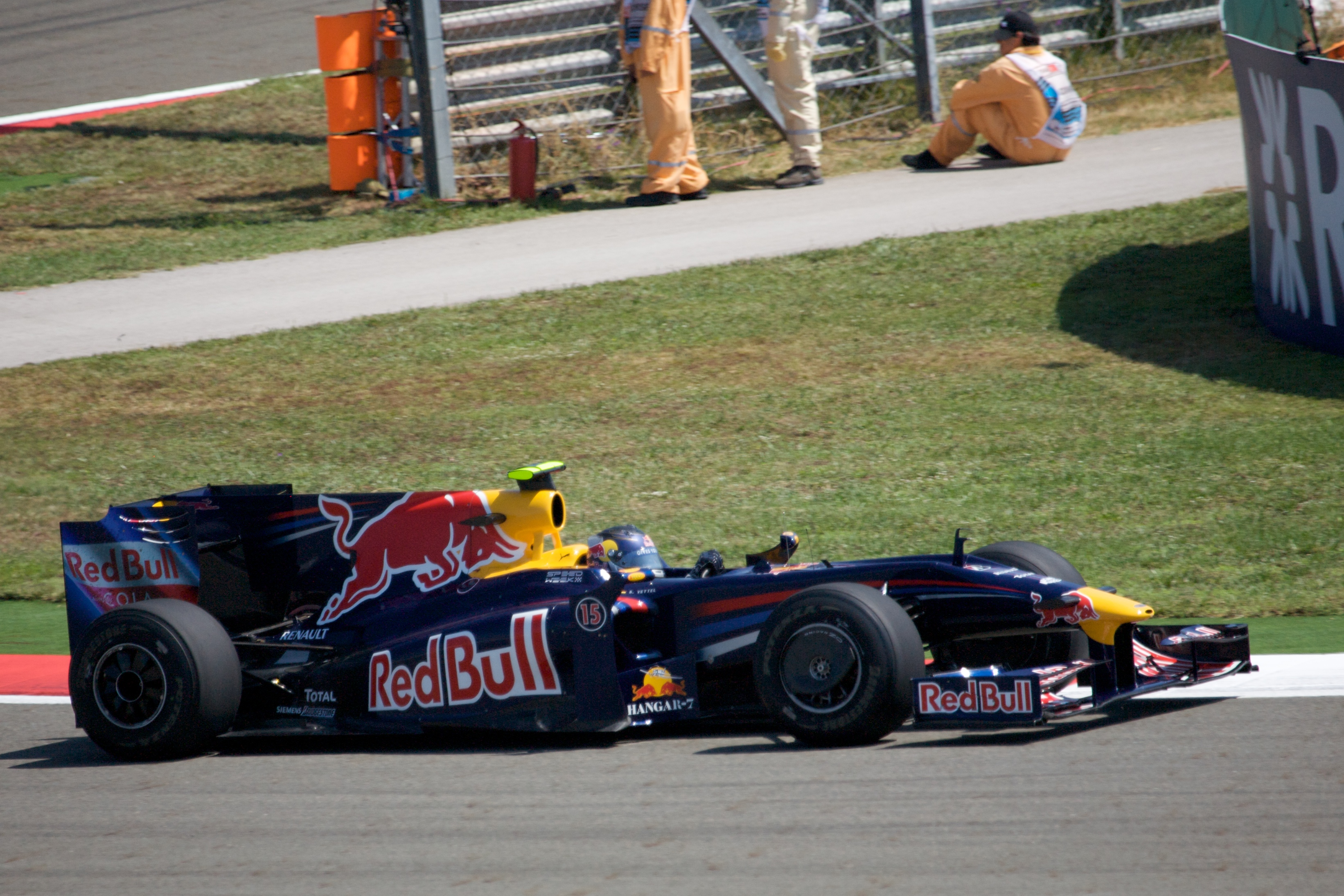
Sebastian Vettel complète le podium

Au départ du Grand Prix, les Red Bull de Sebastian Vettel, en pole position, et de Mark Webber, troisième, occupent le côté propre de la piste tandis que les Brawn GP de Jenson Button et de Rubens Barrichello, respectivement second et quatrième, se placent sur la partie plus poussiéreuse. 
À l'extinction des feux, Vettel et Button conservent les deux premières places et sont suivis par Jarno Trulli et Webber : Barrichello a raté son envol et causé une légère pagaille dans le peloton qui profite à Nico Rosberg qui se place en cinquième position devant Felipe Massa et Fernando Alonso. Peu après, Button profite d’un léger écart de trajectoire de Vettel pour prendre la tête de la course. 
Au premier passage, Button devance donc Vettel, Webber, Trulli, Rosberg, Massa, Alonso et Kubica. Derrière le Polonais, Kimi Räikkönen, victime d’un déséquilibre aérodynamique après la bousculade du départ, cède peu à peu du terrain et devance Kazuki Nakajima, Heikki Kovalainen et Barrichello qui ne pointe qu'en 12e position. 
Webber garde le contact avec son coéquipier qui compte rapidement plusieurs secondes de retard sur Button alors que Giancarlo Fisichella regagne dès le 4e tour, ses stands pour abandonner sur souci technique. Au septième tour, Barrichello livre une rude empoignade à Kovalainen pour le gain de la 11e place, empoignade qui se solde par un accrochage lors d'une tentative de dépassement : Rubens endommage son aileron avant et repart en 17e position. Dans sa tentative de remontée, il s'accroche avec Adrian Sutil au 13e tour. Les dégâts sur l’aileron avant de la Brawn contraignent Barrichello à regagner les stands prématurément. 
Au 10e tour, Button devance Vettel de 4 s, Webber de 9 s, Trulli de 12 s, Rosberg de 15 s, Massa de 17 s, Alonso de 20 s, Kubica et Räikkönen de 23 s et Nakajima de 26 s. Après 15 tours, Alonso et Vettel, ouvrent le bal des ravitaillements. Deux tours plus tard, Button s'arrête, Webber stoppant au 18e passage. Button récupère alors la première place devant Vettel à moins de 5 secondes. Grâce à un long premier relais, Kubica hérite un instant de la 3e place devant Webber. Mais Vettel est sur une stratégie à trois arrêts contre deux à Button et doit réduire l’écart sur le leader : il revient au contact de la Brawn à l’issue du 23e tour, sans réussir à prendre l'avantage. 
À la mi-course Vettel repasse pour la seconde fois par les stands pour un rapide arrêt ravitaillement laissant Button seul en tête avec une quinzaine de secondes d'avance sur Webber. Sebastian ressort en 3e position suivi de Rosberg, Trulli, Massa, Nakajima, Kubica, Alonso et Glock. Après 38 tours, Button fait figure de leader solide avec  une avance de 19 s sur Webber, de 27 s sur Vettel, de 33 s sur Rosberg. La dernière vague d’arrêts aux stands (la seconde pour la plupart des pilotes mais la troisième pour Vettel) permet à Jenson Button de conforter sa position et de décrocher un nouveau succès, le 6e de l'année en sept épreuves. 
Webber et Vettel se partagent les deux autres marches du podium ce qui permet à Red Bull Racing de reprendre 4 points à Brawn GP, Barrichello n'inscrivant aucun point à la suite de son abandon au 47e tour. Trulli se classe quatrième de la course devant Rosberg, Massa, Kubica et Glock.
Au championnat du monde, Jenson Button occupe solidement la tête du classement des pilotes avec 61 points alors que son plus proche rival, Barrichello, accuse 26 points de retard et que Sebastian Vettel, 3e est relégué à 32 longueurs. Chez les constructeurs, Brawn GP conserve toujours une confortable avance sur Red Bull Racing avec 96 points contre 56,5. Toyota F1 Team, avec 6 nouveaux points reste dans le trio de tête avec 32,5 points, devant Ferrari et ses 20 unités. Williams réalise la bonne performance de la journée en prenant la sixième place du championnat, juste derrière McLaren qui rentre bredouille de Turquie.

### Grand Prix de Grande-Bretagne

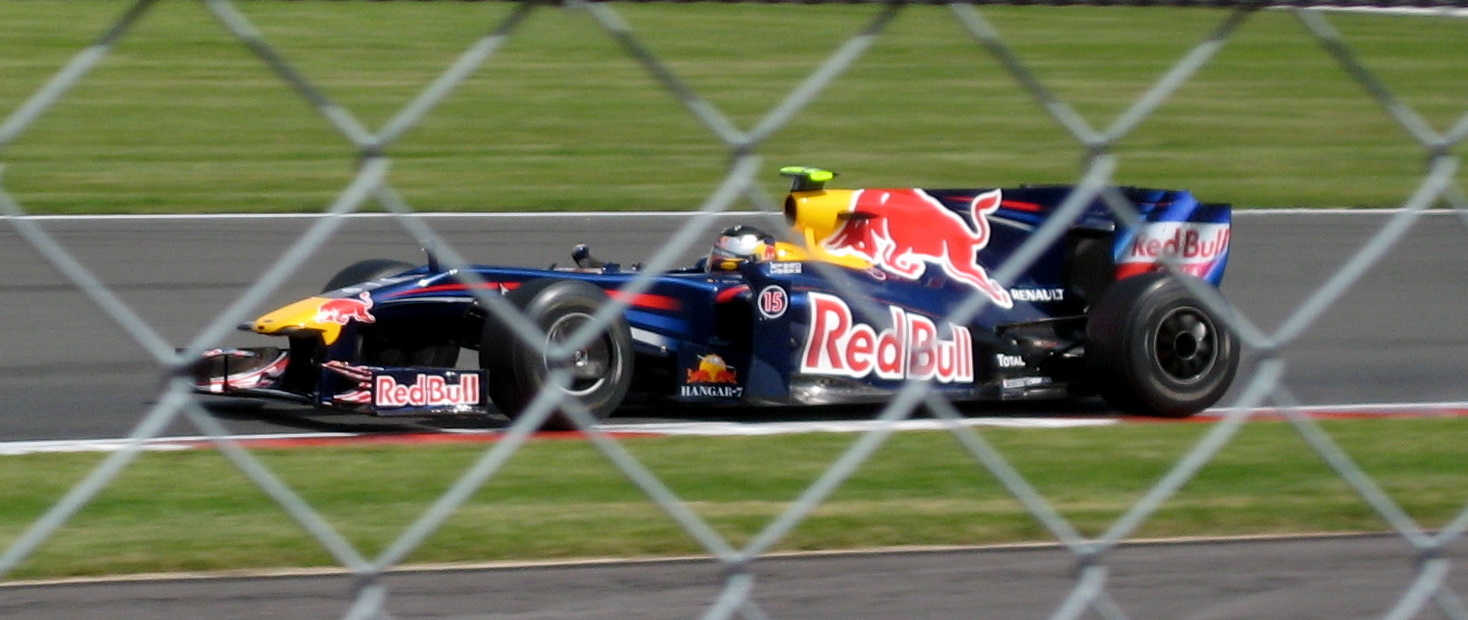
Sebastian Vettel signe à Silverstone le premier hat-trick de sa carrière

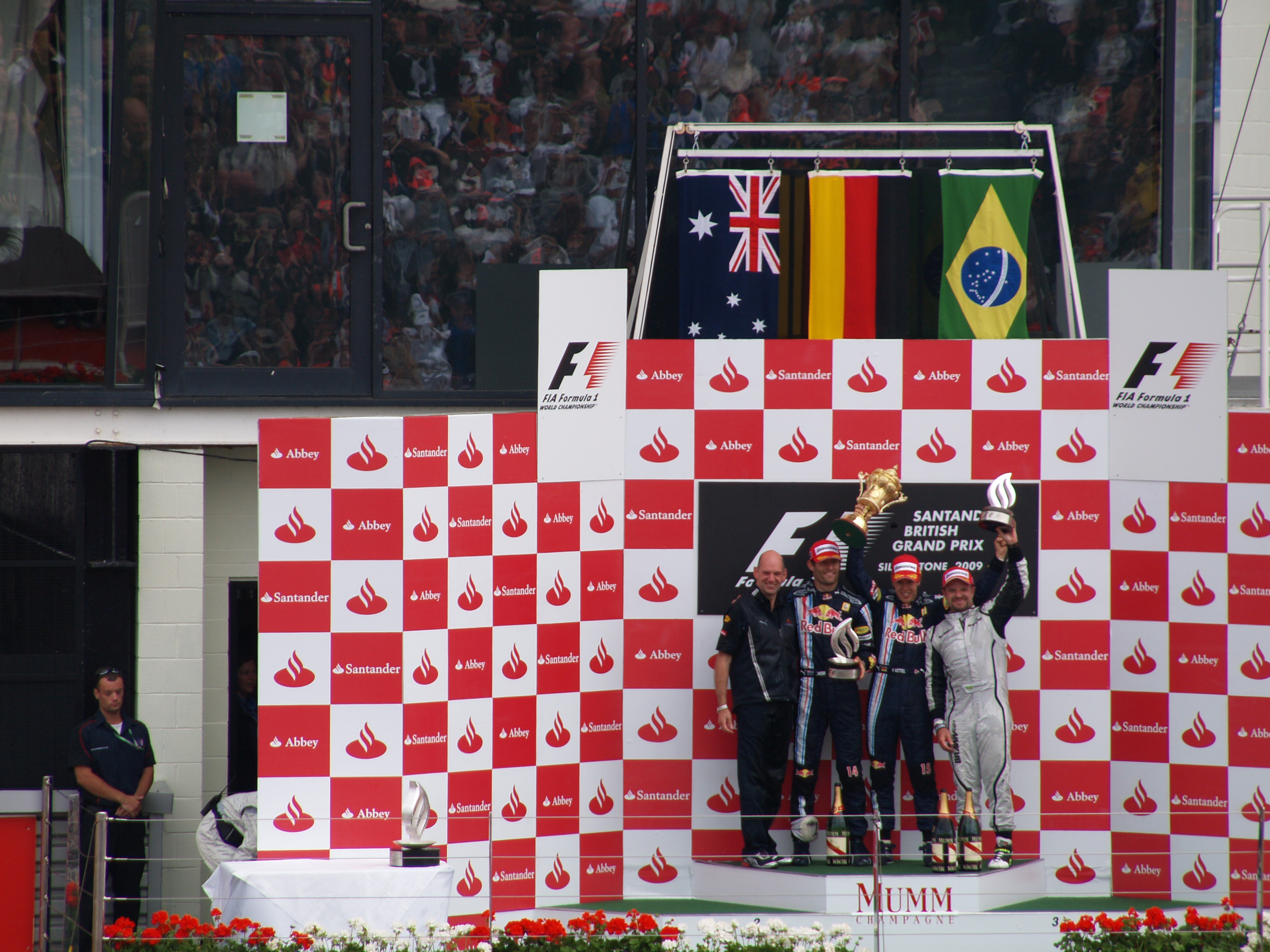
Le podium de Silverstone : Vettel, Webber et Barrichello

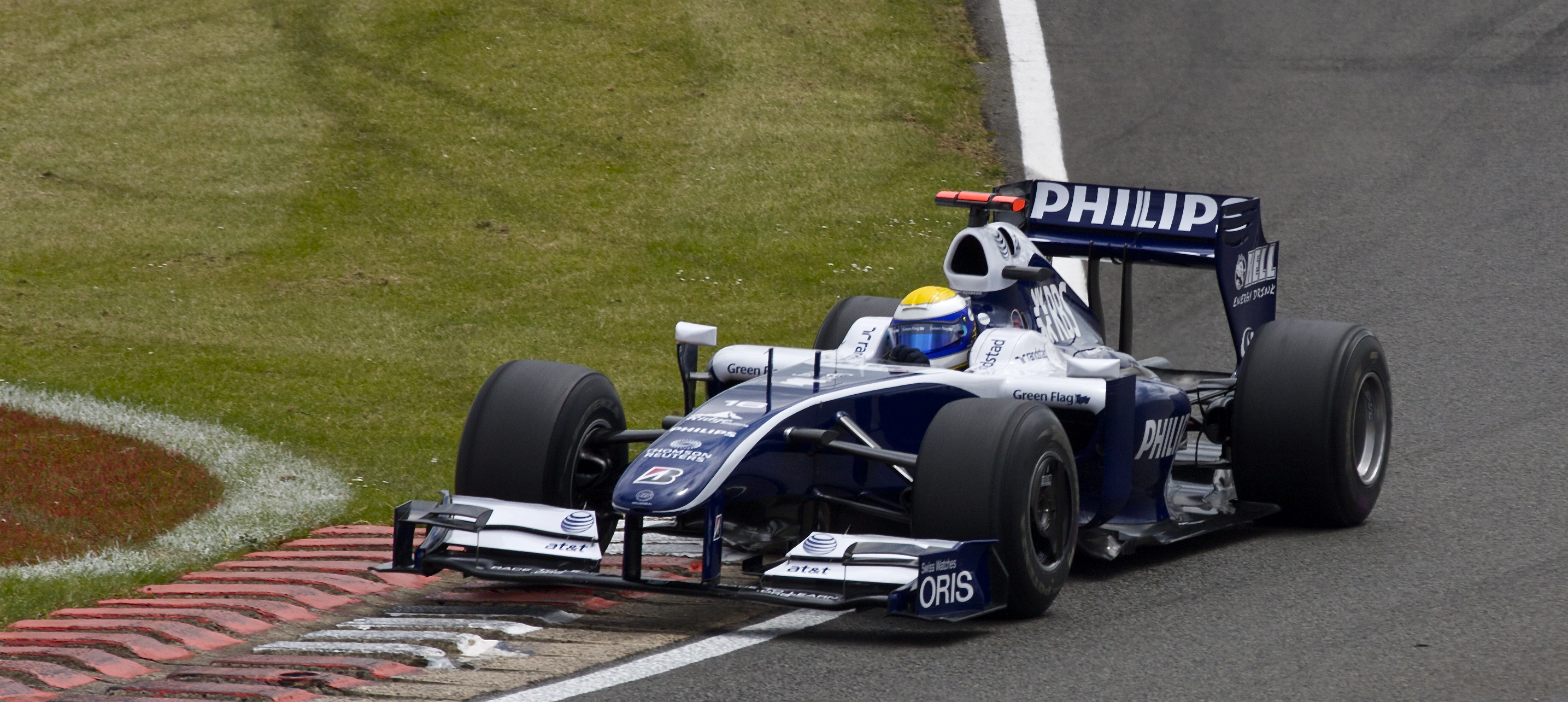
Nico Rosberg se classe cinquième de l'épreuve

Le départ de l'épreuve est donné sous un ciel nuageux et une température de 16° qui gêne la montée en température des pneumatiques. Adrian Sutil, victime d’une brutale sortie de route en qualification, est contraint de prendre le départ depuis la pitlane à bord d'une nouvelle monoplace. À l’extinction des feux, Sebastian Vettel profite de sa  pole position pour conserver la tête. Dans son sillage, Rubens Barrichello résiste à Mark Webber, Kazuki Nakajima, Kimi Räikkönen, Nico Rosberg, Jarno Trulli et Felipe Massa. Jenson Button rate son envol et ne pointe qu'en neuvième position.
Après 5 tours, Vettel a déjà plus de 5 secondes d'avance sur Barrichello qui demeure sous la menace directe de Webber. Nakajima, toujours quatrième, tient tête à Räikkonen et Rosberg. Vettel hausse régulièrement son rythme et augmente son avance d’une seconde au tour sur Barrichello et Webber. Au 14e passage, Nakajima, toujours quatrième, ouvre le ballet des arrêts au stand. Räikkönen l’imite un tour plus tard, Rosberg, Trulli et Button stoppe à l'entame du 18e tour, au Barrichello 19e, Webber au 20e.
Toujours en tête après 20 tours, Vettel compte plus de 30 secondes d'avance sur Massa quand il rentre aux stands. Il en ressort toujours leader avec près de vingt secondes d'avance sur le duo Webber-Barrichello : son coéquipier a en effet passé le Brésilien à la faveur des arrêts aux stands. À mi-parcours, Vettel devance Webber de 20 s, Barrichello de 28 s, Rosberg de 30 s, Massa de 32 s, Trulli de 40 s, Räikkönen de 41 s, Button de 43 s, Nakajima de 45 s et Fisichella de 49 s. 
Si le dépassement de nombreux retardataires (Alonso, Hamilton et Piquet) lui coûte une poignée de secondes, Vettel reste hors de portée de son coéquipier alors que Barrichello, troisième, se trouve menacé par Rosberg. En fond de peloton, Sébastien Bourdais et Heikki Kovalainen s'accrochent pour le gain de la 17e place et abandonnent tous deux peu après. 
À 20 tours du terme, Alonso est le premier à retourner ravitailler. Nakajima lui emboite le pas, de même que Räikkonen et Rosberg. À 14 tours du but, après son second ravitaillement, Vettel reprend les commandes de l'épreuve à Webber (leader pendant trois boucles). Barrichello reste sous la menace de Massa et Rosberg, loin devant Button esseulé en sixième position. Celui-ci revient pourtant sur leurs talons au fil des tours, fait la jonction mais ne pourra prétendre à les dépasser.
Les Red Bull Racing signent leur deuxième doublé de la saison, Vettel s'imposant devant Webber et décrochant le premier hat-trick de sa carrière grâce à son premier meilleur tour en course au 16e tour. Sur la 3e marche du podium, Barrichello limite les pertes de Brawn. Massa décroche la 4e place devant Rosberg, Button, Trulli et Räikkönen . 
Au championnat du monde, Vettel, grâce aux 10 points de sa victoire, revient à 2 points de Barrichello (39 et 41 points) qui reste second derrière son coéquipier Button (64 points). Webber conforte sa quatrième place (35,5 points) devant Trulli (21,5 points). Chez les constructeurs, Red Bull revient à 30,5 points de Brawn GP (105 points contre 74,5), Toyota F1 Team restant la troisième force de la saison avec 34,5 points, devant Ferrari et ses 26 unités. Pour la quatrième fois consécutive, les McLaren n'inscrivent pas le moindre point et chutent à la 6e place du championnat derrière Williams.

### Grand Prix d'Allemagne

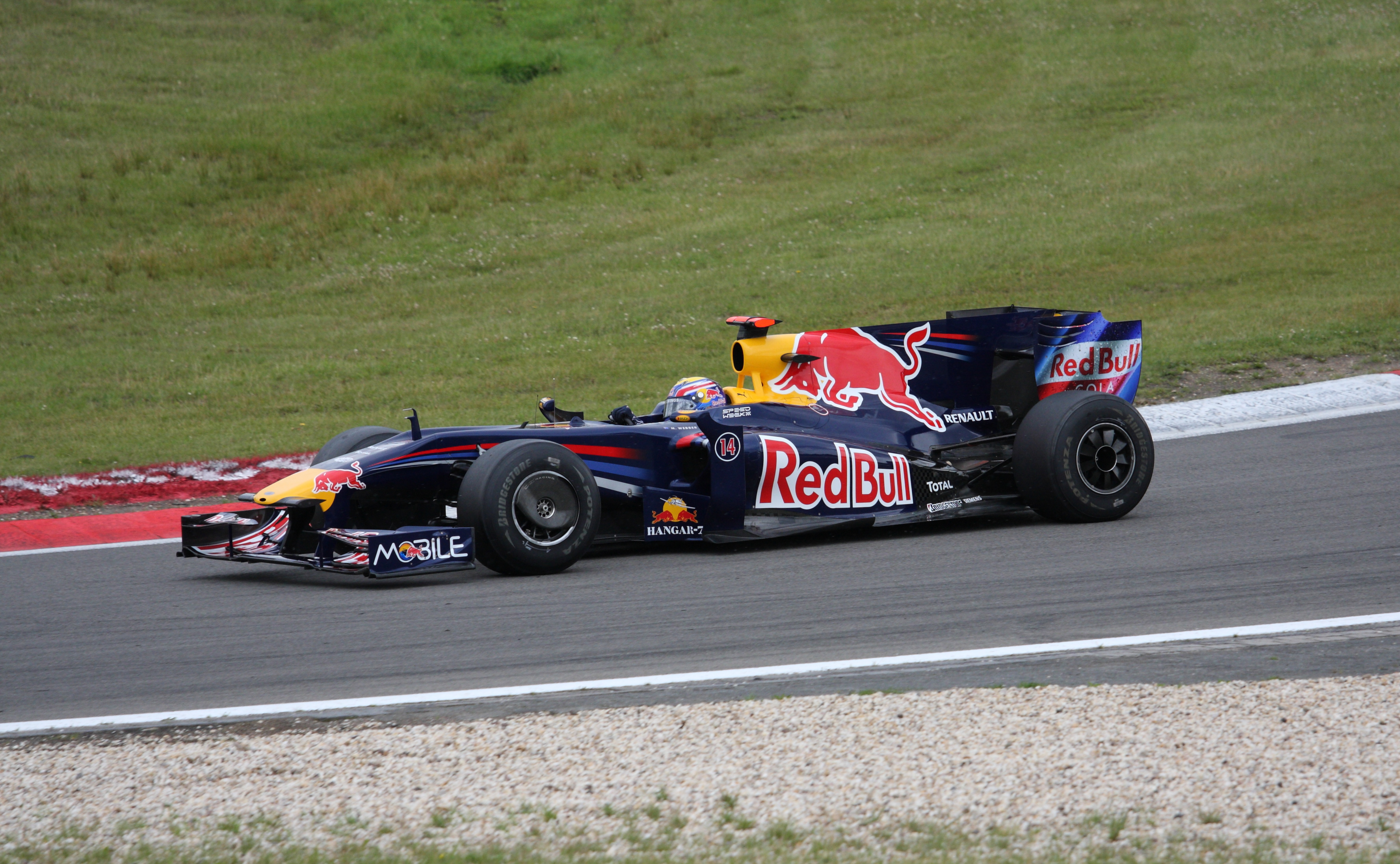
Mark Webber signe sa première pole position et sa première victoire lors du GP d'Allemagne.

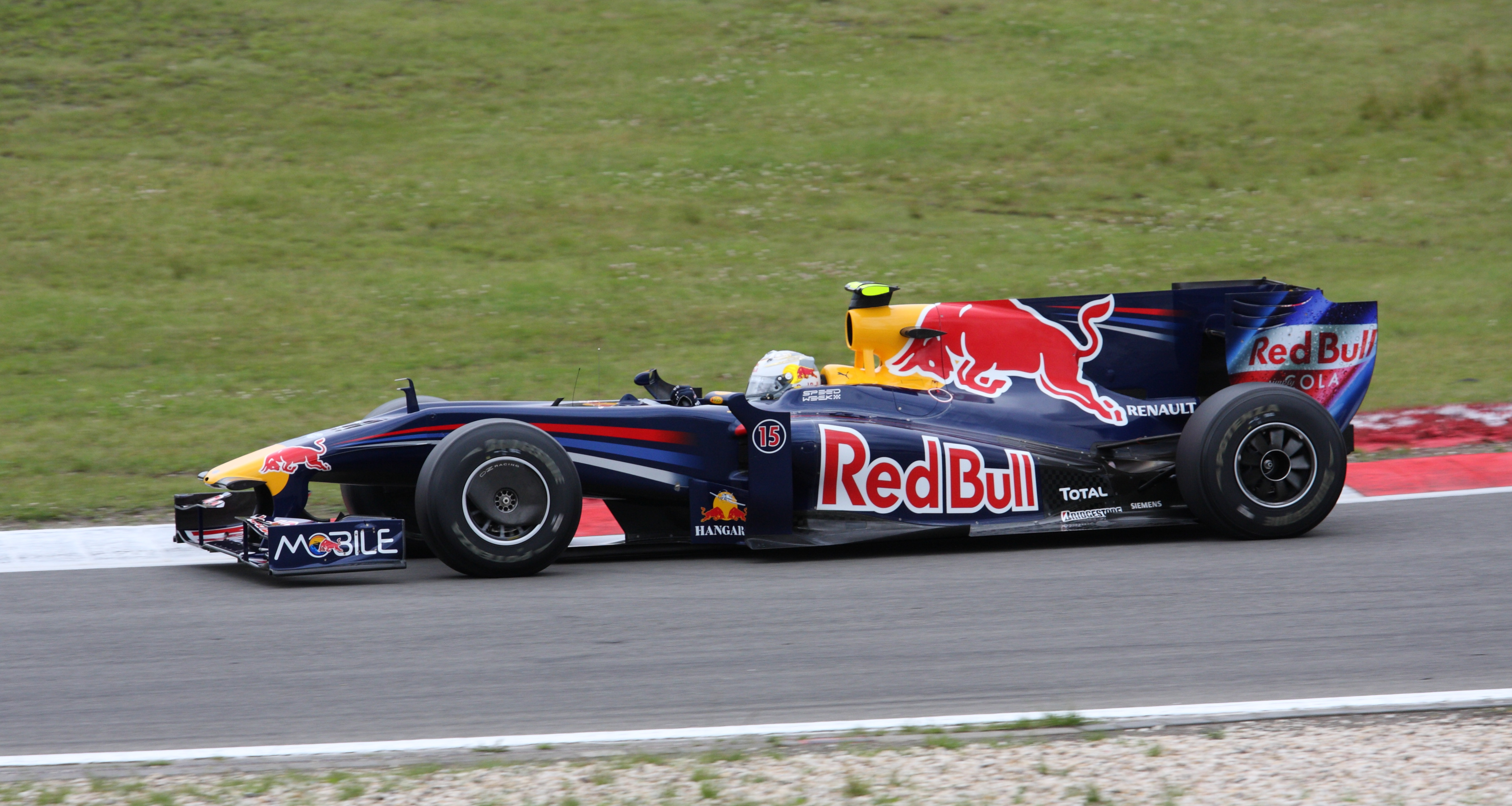
En se classant second, Sebastian Vettel offre un nouveau doublé à son écurie.

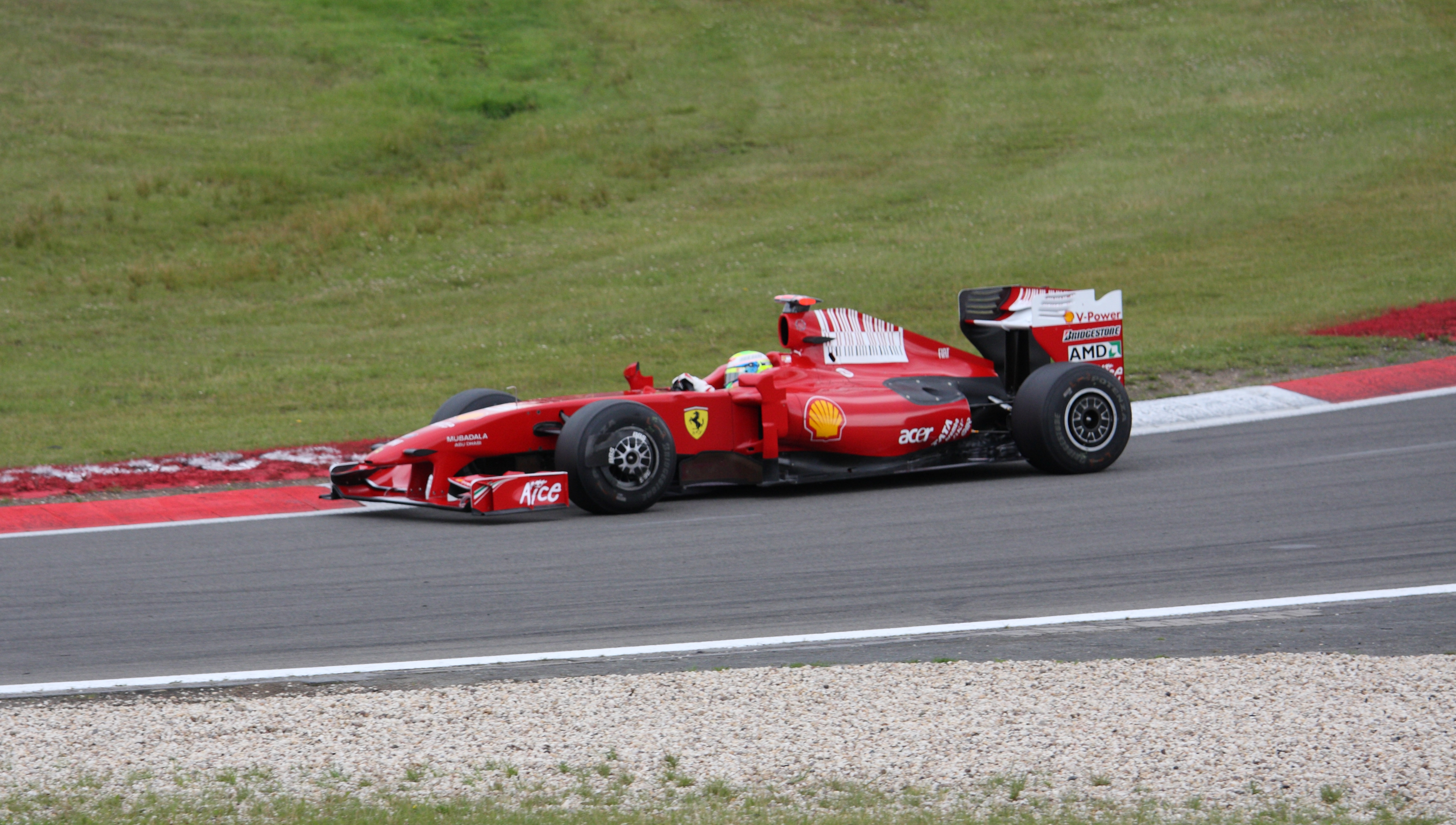
Felipe Massa complète le podium du Grand Prix.

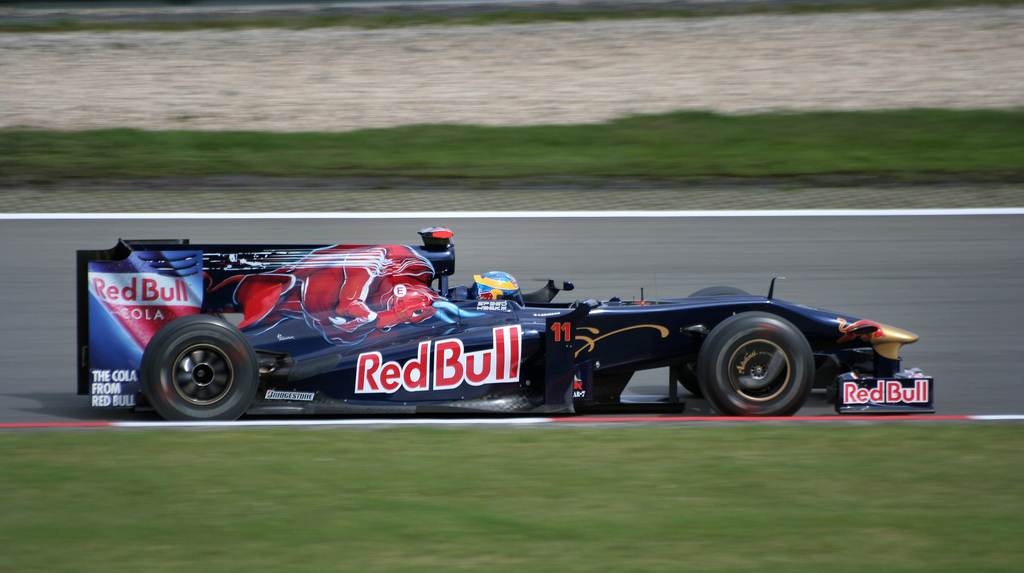
Sebastien Bourdais disputant son dernier Grand Prix.

Relégué en dernière position après une pénalité en qualification, Timo Glock s'élance des stands après avoir fait le plein de sa monoplace. À l'extinction des feux, Mark Webber, qui vient de signer la première pole position de sa carrière, tasse Rubens Barrichello au point d'entrer en contact avec sa monoplace. Barrichello réussit néanmoins à prendre l'avantage tandis que les commissaires sanctionnent Webber d'un drive-through. Derrière eux, Lewis Hamilton profite du SREC de sa monoplace pour accéder à l’avant du peloton mais ruine sa course en sortant trop large du virage et en crevant après avoir légèrement percuté la monoplace de Webber.
Barrichello tient tête à Webber tandis que Heikki Kovalainen est troisième devant Felipe Massa, Jenson Button, Sebastian Vettel, Kimi Räikkönen, Adrian Sutil, Nico Rosberg, Robert Kubica et Fernando Alonso. À la fin du premier tour, Button prend le meilleur sur Massa et se lance à l’attaque de Kovalainen qui retient la meute des poursuivants et permet à Barrichello et Webber de rapidement compter une dizaine de secondes d’avance après cinq tours.
Button, en délicatesse avec ses pneus, regagne le premier les stands dès le 13e tour, son coéquipier, en proie au même souci, l’imite au tour suivant au moment où Webber s’acquitte de sa pénalité. L’arrêt de ses poursuivants permet à Webber de reprendre la tête de la course avec dix secondes d’avance sur Massa, talonné par Barrichello. 
Au 18e tour, le leader Webber effectue son premier ravitaillement tandis que Sébastien Bourdais renonce sur problème hydraulique. Après vingt tours, Massa occupe la première place de l’épreuve et est suivi de Barrichello à une demi-seconde, de Vettel à deux secondes, de Räikkönen à trois secondes, de Sutil à cinq secondes, puis de Rosberg, Kubica, Webber, Button et Heidfeld. 
Massa stoppe à la 25e boucle et laisse le commandement à Barrichello, qui précède la modeste Force India d’Adrian Sutil. Ce dernier est peu après accroché par Räikkönen alors qu’il sortait des stands : il perd toute chance de décrocher le premier point de son écurie en rentrant à nouveau aux stands changer son aileron avant. À la mi-course, Barrichello est leader avec 3 secondes d'avance sur Webber, 7 s sur Button, 20 s sur Vettel et Massa, 26 s sur Rosberg, 27 s sur Räikkönen et 31 s sur Kovalainen. Button regagne peu après son stand pour le deuxième de ses trois arrêts, Barrichello l'imite un tour plus tard et cède les commandes à Webber tandis que Räikkönen abandonne au 34e tour.
Webber accélère le rythme et améliore à deux reprises le meilleur tour en course avant de regagner les stands pour son ultime ravitaillement à 17 tours de l'arrivée. Leader éphémère, Vettel stoppe un tour plus tard. En difficulté avec leurs pneumatiques, Barrichello et Button se montrent incapables de contrer la marche vers la victoire des pilotes Red Bull. Leur ultime passage au stand offre la troisième marche du podium à Felipe Massa, pris en chasse par Nico Rosberg. Alonso s’empare quant à lui du meilleur tour en course. 
Mark Webber remporte ainsi le premier Grand Prix de sa carrière et Red Bull réalise un nouveau doublé grâce à la deuxième place de Sebastian Vettel. Pour la deuxième fois de la saison, un pilote Ferrari, Felipe Massa, accède au podium. Nico Rosberg décroche la quatrième place devant Button et Barrichello. Alonso et Kovalainen se partagent les deux dernières places dans les points.
Au championnat du monde, les pilotes Red Bull réalisent tous deux une bonne opération en passant devant Barrichello : Vettel est désormais second avec 47 points, Webber possède 45,5 points et Barrichello 44. Si Button conserve la tête du championnat avec 68 unités, son avance n'est plus que de 21 points sur son dauphin. Quatre jours après l'épreuve, la Scuderia Toro Rosso limoge son pilote Sébastien Bourdais, 16e du championnat avec deux points. Chez les constructeurs, l'ordre du classement ne varie pas mais Red Bull, en signant son second doublé consécutif, ne pointe qu'à moins de 20 points de Brawn GP (92,5 points contre 112). Ferrari talonne désormais Toyota F1 Team (32 points contre 34,5) tandis que Williams, avec 20,5 points, creuse l'écart sur McLaren sous la menace directe de Renault (14 points contre 13).

### Grand Prix de Hongrie

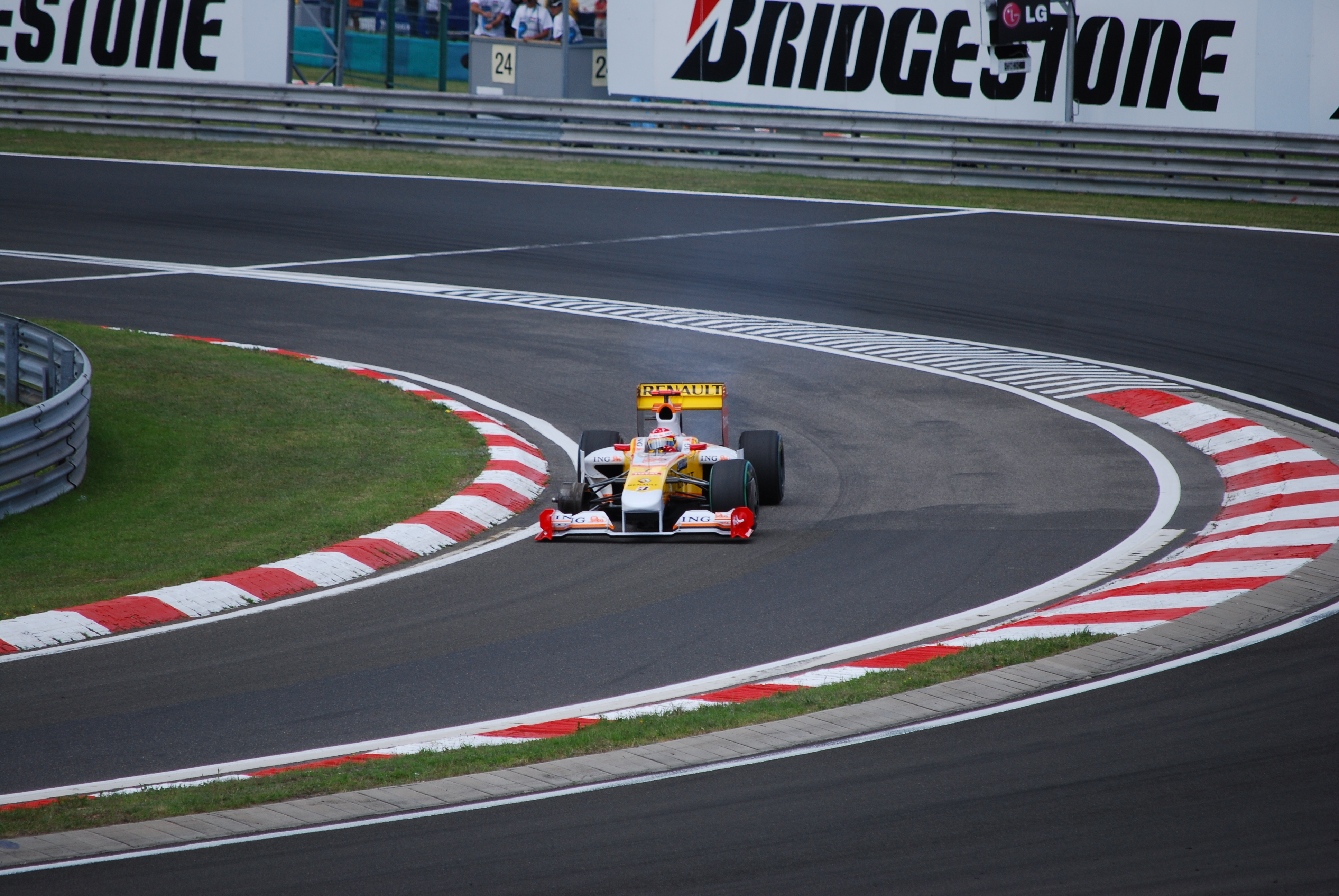
Fernando Alonso perd sa roue avant droite et doit abandonner.

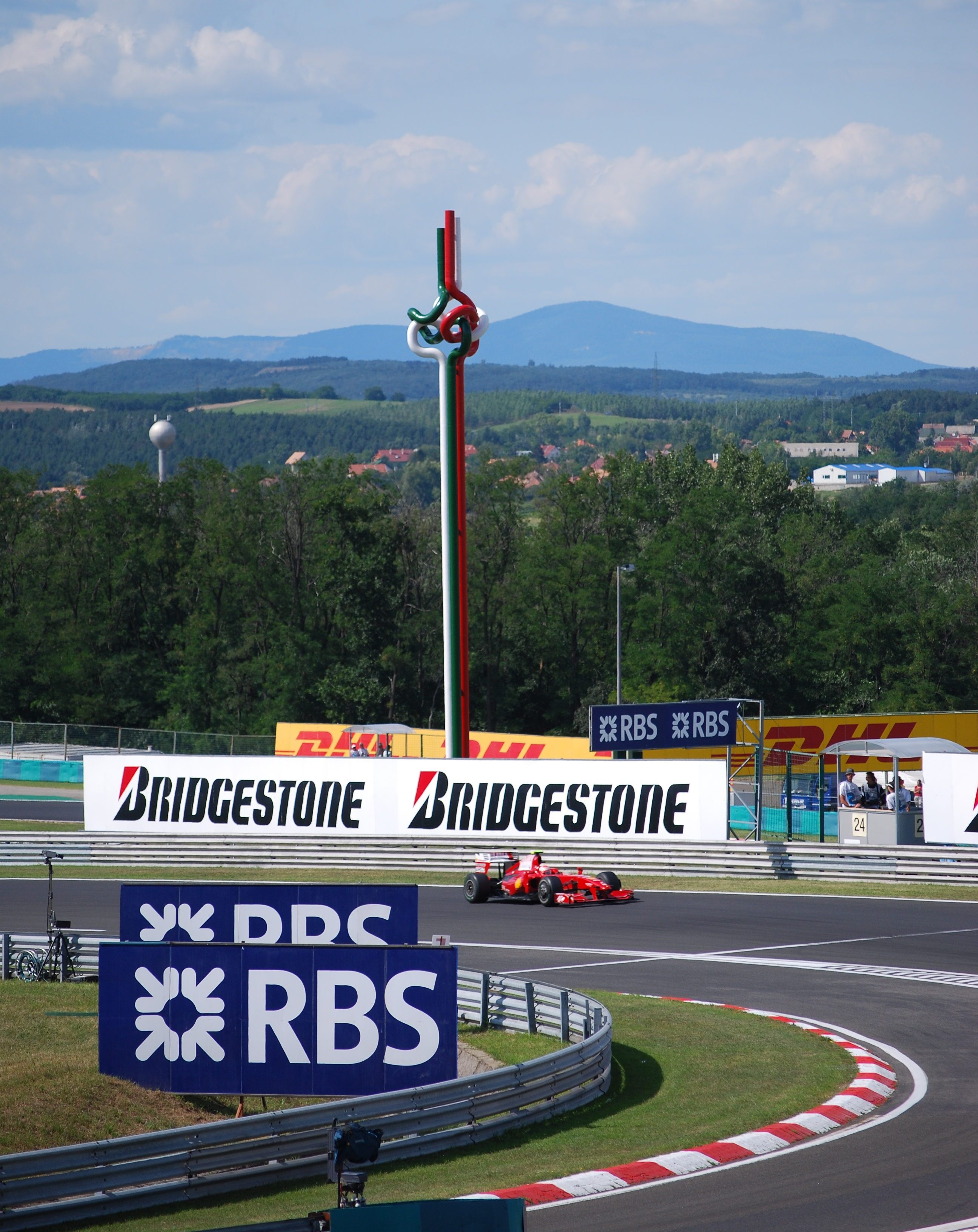
Kimi Räikkönen se classe second de l'épreuve derrière Lewis Hamilton.

Seules dix-neuf monoplaces sont présentes sur la grille à la suite de l'accident de Felipe Massa lors des essais qualificatifs, percuté en plein casque par un ressort perdu par la Brawn de Rubens Barrichello. En dernière position, Jaime Alguersuari, remplaçant de Sébastien Bourdais, devient le plus jeune à prendre le départ d'un Grand Prix. 
À l'extinction des feux, Fernando Alonso, en pole position, file en tête, immédiatement pris en chasse par Mark Webber. Grâce à une parfaite utilisation de son SREC, Lewis Hamilton bondit à l’avant du peloton. Kimi Räikkönen, qui dispose du même système, tente de grignoter des places et s’impose de manière musclée sur Sebastian Vettel après avoir frôlé Hamilton.
Alonso boucle le premier tour en tête devant Webber, Hamilton, Räikkönen, Nico Rosberg, Heikki Kovalainen, Vettel, Jenson Button, Kazuki Nakajima et Jarno Trulli. En fond de peloton, Adrian Sutil abandonne sur problème mécanique. Après cinq tours, Alonso profite du duel opposant Webber à Hamilton pour creuser un écart de plus de trois secondes. Hamilton trouve alors un moyen de dépasser Webber et se lance à la poursuite d'Alonso. 
Au dixième tour, Alonso voit la menace Hamilton se préciser : il regagne alors son stand au douzième tour et en ressort à la dixième place. Malheureusement pour lui, un problème de fixation de l’écrou de sa roue avant droite l'oblige à finir son tour sur trois roues et à regagner les stands. Il abandonnera quelques tours plus tard. 
Lewis Hamilton hérite donc de la première place et, après quinze tours, devance Webber, Räikkönen, Rosberg, Kovalainen, Vettel, Button et Nakajima. Webber et Räikkönen stoppent au dix-neuvième tour et le pilote finlandais ressort devant Webber retardé par un problème lors de son ravitaillement. Webber perd rapidement une nouvelle place face à Timo Glock. 
Hamilton récupère les commandes après les ravitaillements de  Kovalainen et Vettel. En délicatesse avec sa Red Bull, Vettel, alors 8e, cède devant Rubens Barrichello au 25e tour puis regagne son garage pour changer le museau de sa RB5 avant d'abandonner un peu plus tard. 
Au trentième passage, Hamilton occupe toujours la tête de l'épreuve devant Räikkönen, Glock, Webber, Kovalainen, Rosberg, Barrichello, Trulli et Button. À la mi-course, Webber en difficulté avec ses pneus, voit Kovalainen et Rosberg revenir sur lui. Devant, Hamilton compte toujours un peu plus de six secondes d'avance sur Räikkönen. La deuxième vague de ravitaillement débute peu avant le 45e tour. Räikkönen, très lent à ressortir, perd un peu plus de temps après une dérobade de sa Ferrari dans le deuxième virage. 
Hamilton parvient à conserver la tête après son second arrêt et est poursuivi par Webber et Rosberg, puis, une fois repassés par leurs stands, par Räikkönen talonné par Glock. Glock effectue un « splash and dash » à dix tours de l'arrivée, qui permet à Webber de hisser sa Red Bull en troisième position.
Lewis Hamilton décroche sa dixième victoire en Grand Prix, sa première depuis le Grand Prix de Chine en 2008. Räikkönen termine deuxième devant Webber qui fait une bonne opération au classement des pilotes. Rosberg se classe quatrième devant Kovalainen, Button, Glock et Trulli. Au championnat pilote, Button n'inscrit que deux points supplémentaire mais conserve la tête avec 70 unités. Il est désormais suivi par Webber (51,5 points) qui a pris le meilleur sur son coéquipier Vettel qui stagne à 47 points, de même que Barrichello avec 44 points. Grâce à sa victoire, Hamilton remonte à la huitième place avec 19 points tandis que Rosberg gagne deux places et est désormais cinquième avec 25,5 points. Chez les constructeurs, Brawn GP et Red Bull Racing se sont quasiment neutralisées, Brawn conservant la tête avec 114 points contre 98,5 à sa rivale. Ferrari, avec 40 points, est désormais troisième avec 1,5 point d'avance sur Toyota F1 Team et McLaren ravit la cinquième place à Williams avec 28 points contre 25,5.

### Grand Prix d'Europe

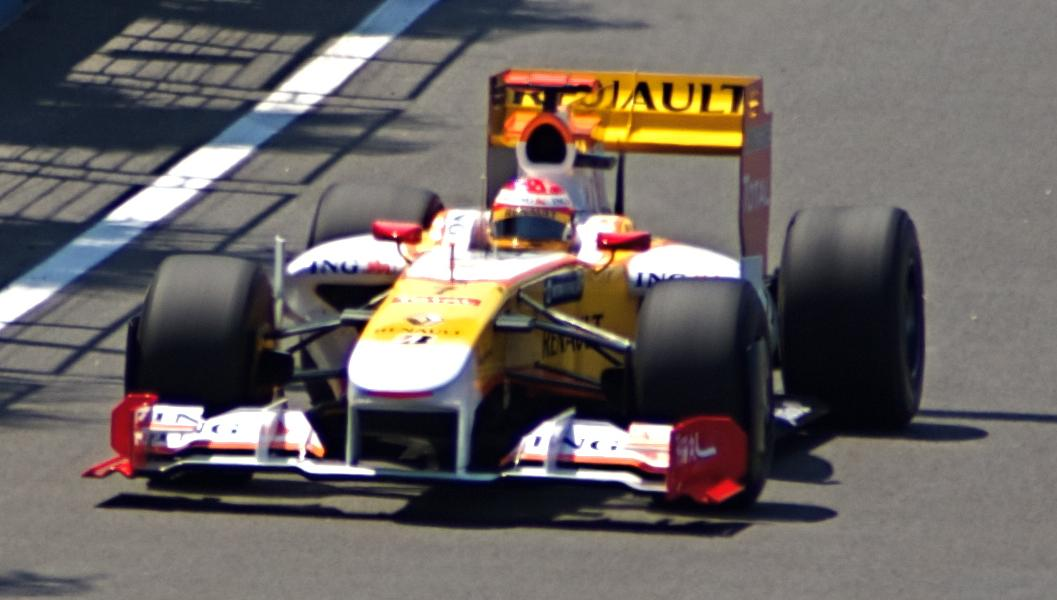
Fernando Alonso se classe 6e du Grand Prix d'Europe, disputé en Espagne

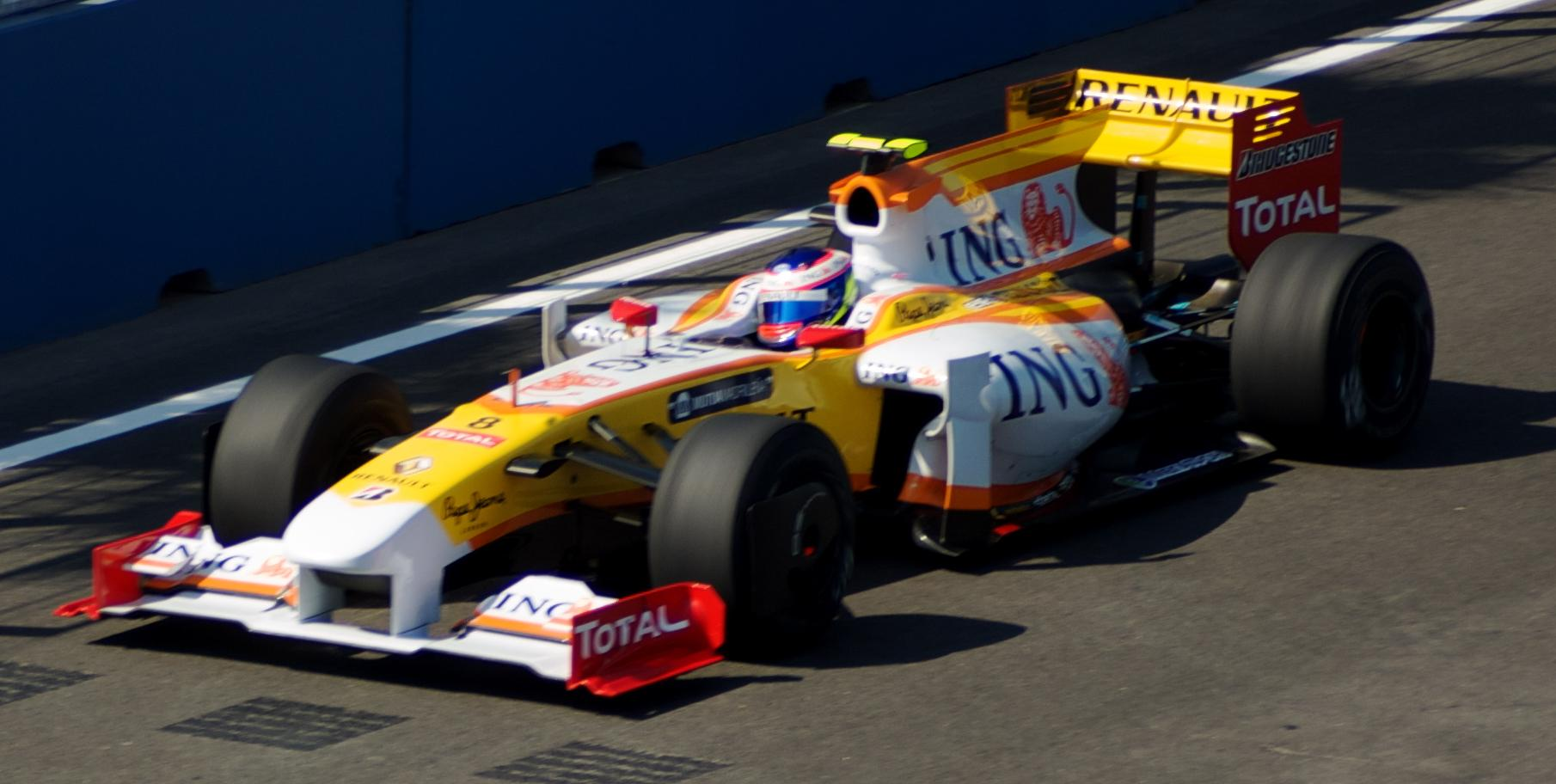
Romain Grosjean fait ses débuts en Formule 1 à Valence

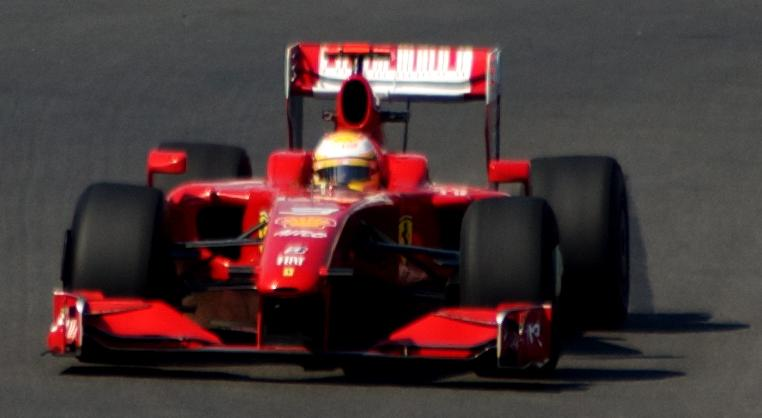
Luca Badoer fait son retour en Formule 1 après 10 ans d'absence

À l'extinction des feux, les deux McLaren en première ligne (Lewis Hamilton devant Heikki Kovalainen), équipées de gommes tendres et du SREC se mettent immédiatement à l'abri de leurs poursuivants. Hamilton  boucle le premier tour suivi de Kovalainen, Rubens Barrichello, Kimi Räikkönen, Sebastian Vettel, Nico Rosberg, Fernando Alonso, Jenson Button, Mark Webber et Nick Heidfeld. À l'arrière du peloton, Romain Grosjean, pour son premier départ en Grand Prix, regagne les stands pour changer le museau de sa Renault endommagé lors d'un contact avec la Ferrari de Luca Badoer (qui n'a plus pris de départ en Grand Prix depuis 10 ans). Timo Glock et Sébastien Buemi s’arrêtent également à la suite d'un contact musclé. 
Après cinq tours, Hamilton tient les commandes devant Kovalainen à 3 s, Barrichello à 5 s, Vettel à 6 s, Rosberg à 8 s, Alonso à 10 s. Webber a pris l'ascendant sur Button tandis que Kubica a dépassé son coéquipier Heidfeld, désormais sous la pression des Force India d'Adrian Sutil et de Giancarlo Fisichella. Hamilton augmente encore son rythme et creuse l'écart sur Kovalainen (5 secondes après 8 tours) et sur Barrichello qui a lâché Räikkönen et Vettel. Au 16e tour, Hamilton, Vettel et Kubica rentrent aux stands mais le ravitaillement se passe mal pour l'Allemand qui doit stopper une deuxième fois avant d'abandonner au 23e tour sur bris de moteur.
Barrichello hérite donc des commandes de la course et accélère sa cadence (deux tours sous la barre des 1 min 39 s 5 et meilleur tour en course). Après l'arrêt du Brésilien, Hamilton récupère la première place avec seulement quelques longueurs d'avance sur la Brawn. Kovalainen est toujours troisième mais décroché, tandis que Räikkönen est quatrième devant Rosberg. 
À mi-course, Hamilton devance Barrichello de 4 s, Kovalainen de 9 s, Raikkonen de 15 s, Rosberg de 20 s, Alonso de 25 s, Webber de 29 s, Fisichella de 30 s et Button de 32 s. Barrichello poursuit ses efforts pour mettre la pression sur le leader qui regagne les stands au 38e tour. Une mésentente entre les mécaniciens lors du changement de pneumatiques lui coûte un temps précieux alors que, dans le peloton, l’éclatement d’un pneu de la Williams de Kazuki Nakajima qui provoque la sortie des drapeaux jaunes, décide Barrichello à anticiper son deuxième arrêt. 
Cette judicieuse décision lui permet de prendre l'avantage sur Hamilton et de décrocher sa 10e victoire, la première depuis le Grand Prix de Chine 2004. Lewis Hamilton et Kimi Räikkönen se partagent les deux places restantes sur le podium tandis qu'Heikki Kovalainen a résisté au retour de Nico Rosberg en fin de course. Alonso, Button et Kubica se partagent les derniers points. Timo Glock, seulement 14e de la course, signe le premier meilleur tour en course de sa carrière.
Brawn GP, en marquant 12 points, réalise une bonne opération au championnat du monde des constructeurs puisque son principal rival Red Bull repart bredouille de Valence : près de 30 points d'avance (126 points contre 98,5). McLaren, en inscrivant 13 points, ravit la quatrième place à Toyota F1 Team et n'a plus que 5 points de retard sur Ferrari (46 points contre 41). Chez les pilotes, Jenson Button conserve la tête avec 72 points, devant son coéquipier Rubens Barrichello (54 points) qui a pris l'ascendant sur les deux pilotes Red Bull qui n'ont pas marqué. Nico Rosberg conserve sa 5e place devant Lewis Hamilton qui a passé Jarno Trulli et Felipe Massa. Kimi Räikkönen fait également une bonne opération en passant de la 9e à la 7e place du championnat.

### Grand Prix de Belgique

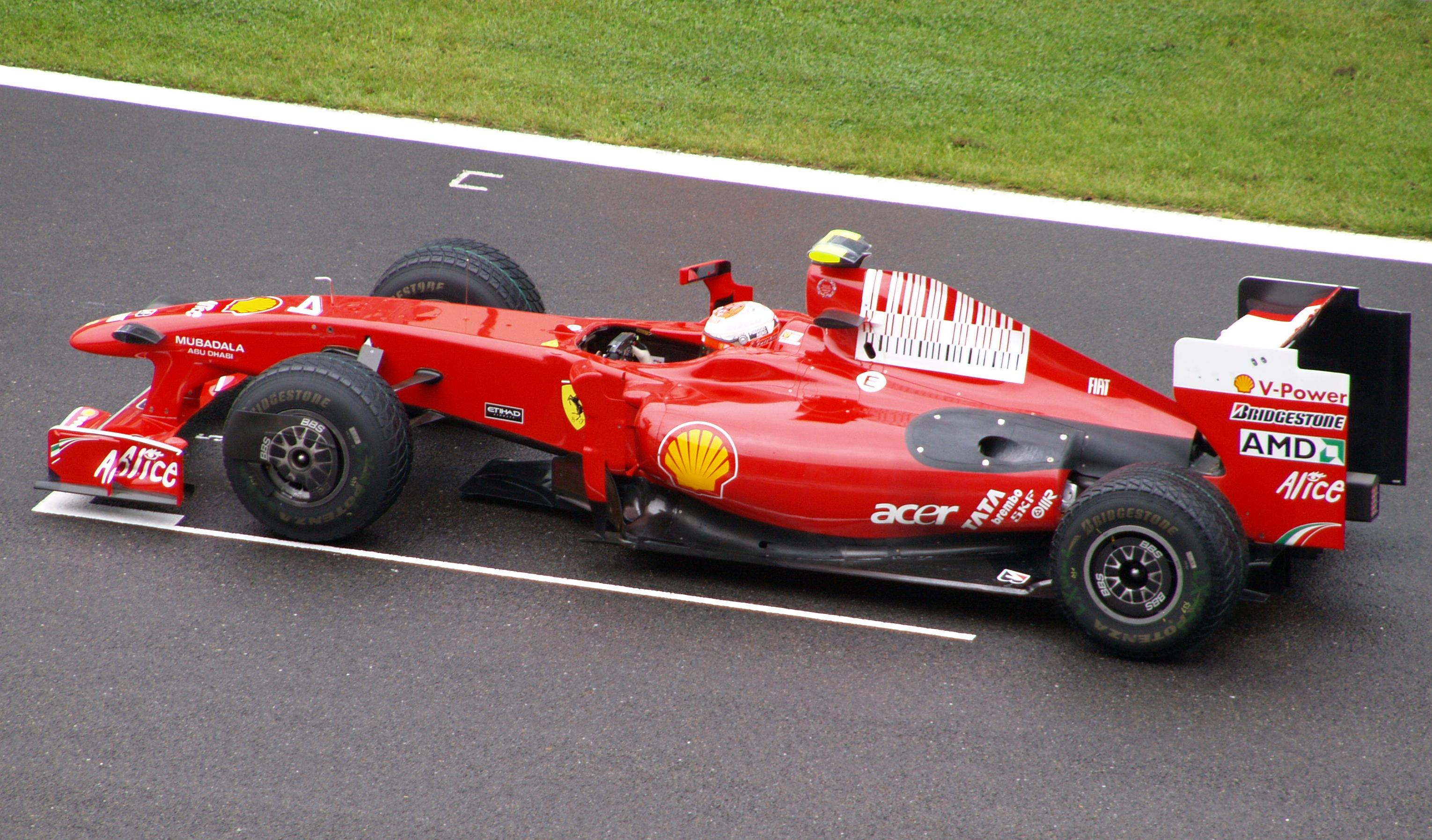
Kimi Räikkönen remporte la de sa carrière

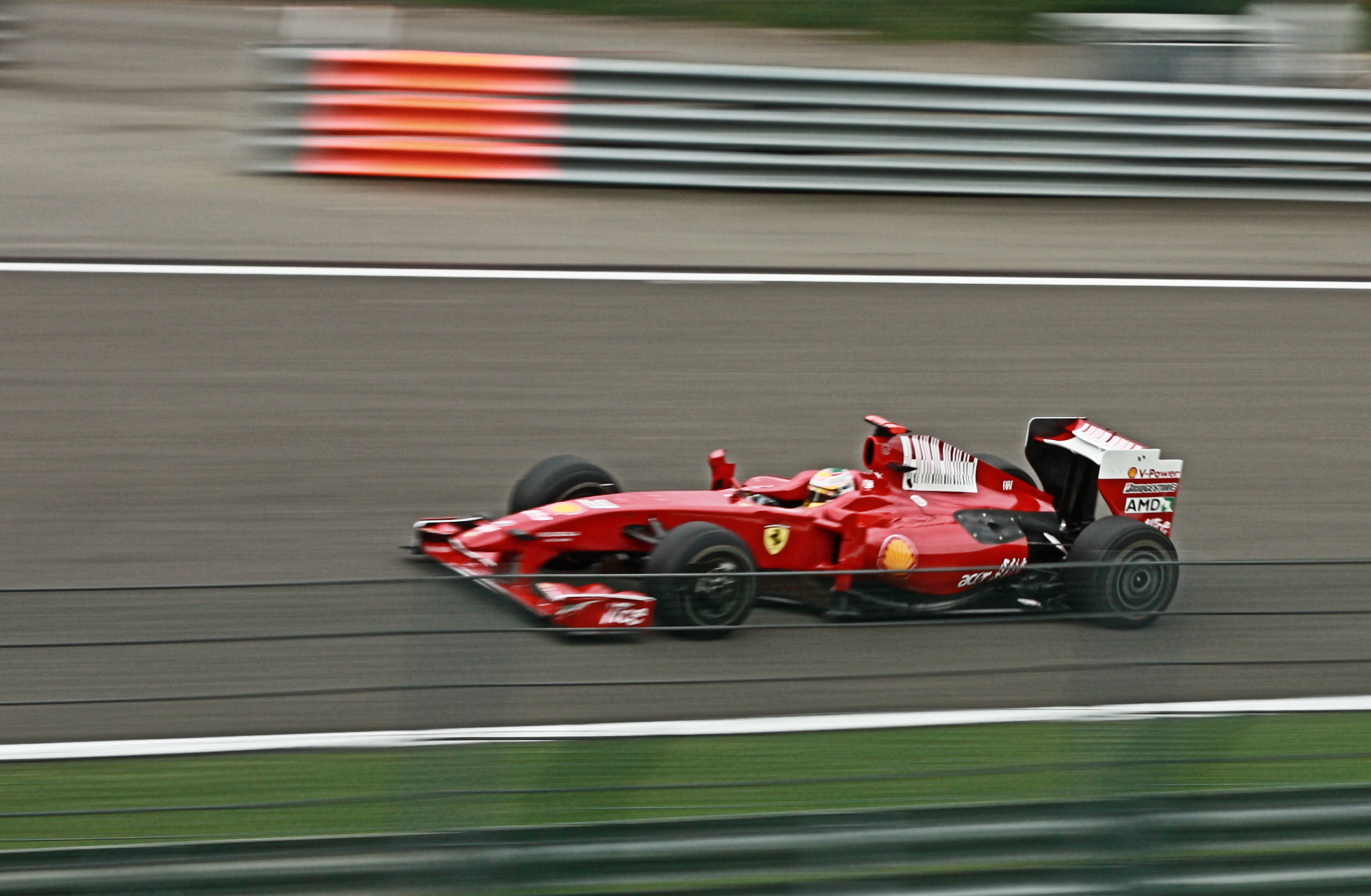
Luca Badoer lors de son dernier Grand Prix

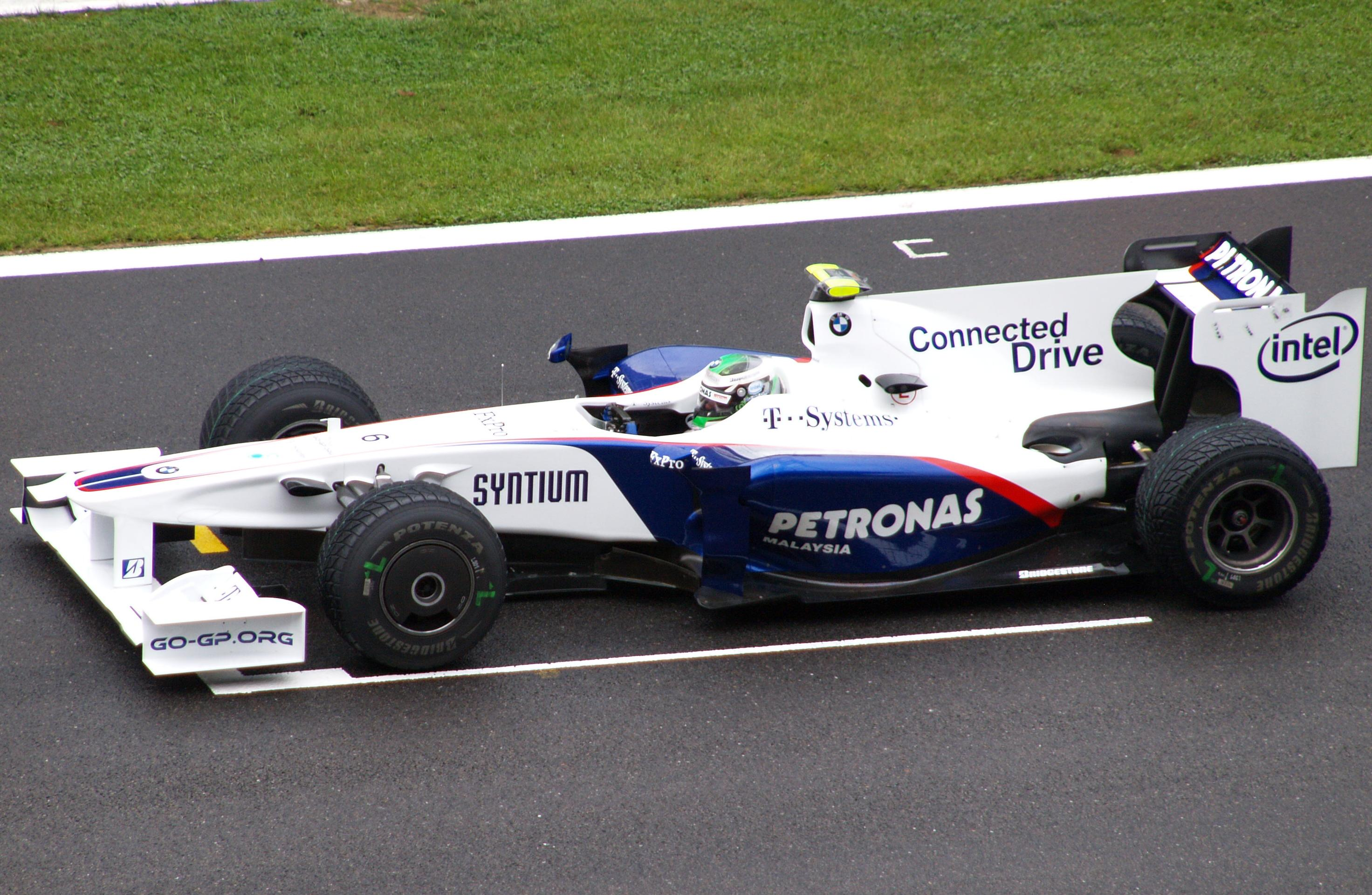
Nick Heidfeld chaussé en pneus pluie

À l'extinction des feux rouges, les pilotes disposant du SREC tentent de prendre le meilleur sur leurs adversaires avant d’aborder l'épingle de la Source mais Giancarlo Fisichella, qui signe la première pole position de son écurie Force India, préserve sa place. Au freinage des Combes, Kimi Räikkönen parvient à déborder Nick Heidfeld qui s'élançait de la deuxième ligne. Pendant ce temps, un contact entre Jenson Button et Romain Grosjean provoque un carambolage dont Lewis Hamilton et Jaime Alguersuari font aussi  les frais : les quatre pilotes abandonnent et la voiture de sécurité fait son entrée.
Jarno Trulli, Rubens Barrichello et Adrian Sutil passent alors par les stands et repartent en queue de peloton. À la relance, Räikkönen utilise son SREC pour ravir les commandes à Fisichella. Après dix tours, il mène devant Fisichella à moins de 2 s, Robert Kubica à 4 s, Timo Glock à 7 s, Mark Webber  à 8 s, Heidfeld à 10 s, Sebastian Vettel à 13 s et Nico Rosberg à 16 s. 
Kubica et Glock ravitaillent les premiers au onzième tour mais un problème de ravitailleuse plombe la course de Glock. Räikkönen, Fisichella, Webber et Heidfeld stoppent au tour suivant. Webber écope alors d'un drive-through pour avoir gêné Heidfeld. À l'issue de la première vague d'arrêts, Räikkönen retrouve la première place mais reste sous la menace de Fisichella qui réduit peu à peu l'écart. Fernando Alonso abandonne au  26e tour après que ses mécaniciens n'arrivent pas à fixer correctement sa roue avant gauche dont l'axe a été endommagé dans un accrochage avec Sutil au départ. 
À quinze tours du but, Räikkönen devance Fisichella d‘une seconde, Kubica de 7 s, Vettel de 11 s, Heidfeld de 14 s, Rosberg de 31 s, Glock de 32 s, Webber de 33 s, Kovalainen de 38 s et Sébastien Buemi de 39 s. Le second ravitaillement ne change rien au classement de tête. En fin de course, Kubica, désormais 4e doit faire face au retour de son coéquipier mais le Polonais le tient en respect jusqu’au drapeau à damiers. 
Räikkönen signe sa 18e victoire, la première de la saison. Fisichella, en montant sur le 19e podium de sa carrière, inscrit les premiers points de son écurie Force India. Vettel, auteur du meilleur tour en course, grimpe sur la troisième marche. En se classant quatrième et cinquième, les pilotes BMW Sauber donnent neuf points à leur écurie. Heikki Kovalainen, qui n'a effectué qu'un seul arrêt, termine sixième devant Rubens Barrichello qui réussit à rejoindre l’arrivée malgré une fuite d'huile (la monoplace rejoint les stands en flammes). Rosberg récolte le dernier point en jeu, pour la huitième fois consécutive.
Au classement des constructeurs, Red Bull Racing inscrit six points et réduit modestement l'écart avec Brawn GP (104,5 points contre 128). BMW Sauber réalise une bonne opération en prenant la septième position à Renault dont aucune monoplace n'atteint l'arrivée. Enfin, Force India inscrit ses premiers points depuis ses débuts en 2008 et devance désormais Scuderia Toro Rosso. Toutes les écuries ont désormais inscrit des points au championnat. Chez les pilotes, Sebastian Vettel reprend la troisième place du championnat derrière Button et Barrichello et devant son coéquipier Webber. Kimi Räikkönen, grâce aux dix points de sa victoire est désormais cinquième devant Rosberg et Hamilton. Fisichella fait un bond au classement en prenant la 14e place.

### Grand Prix d'Italie

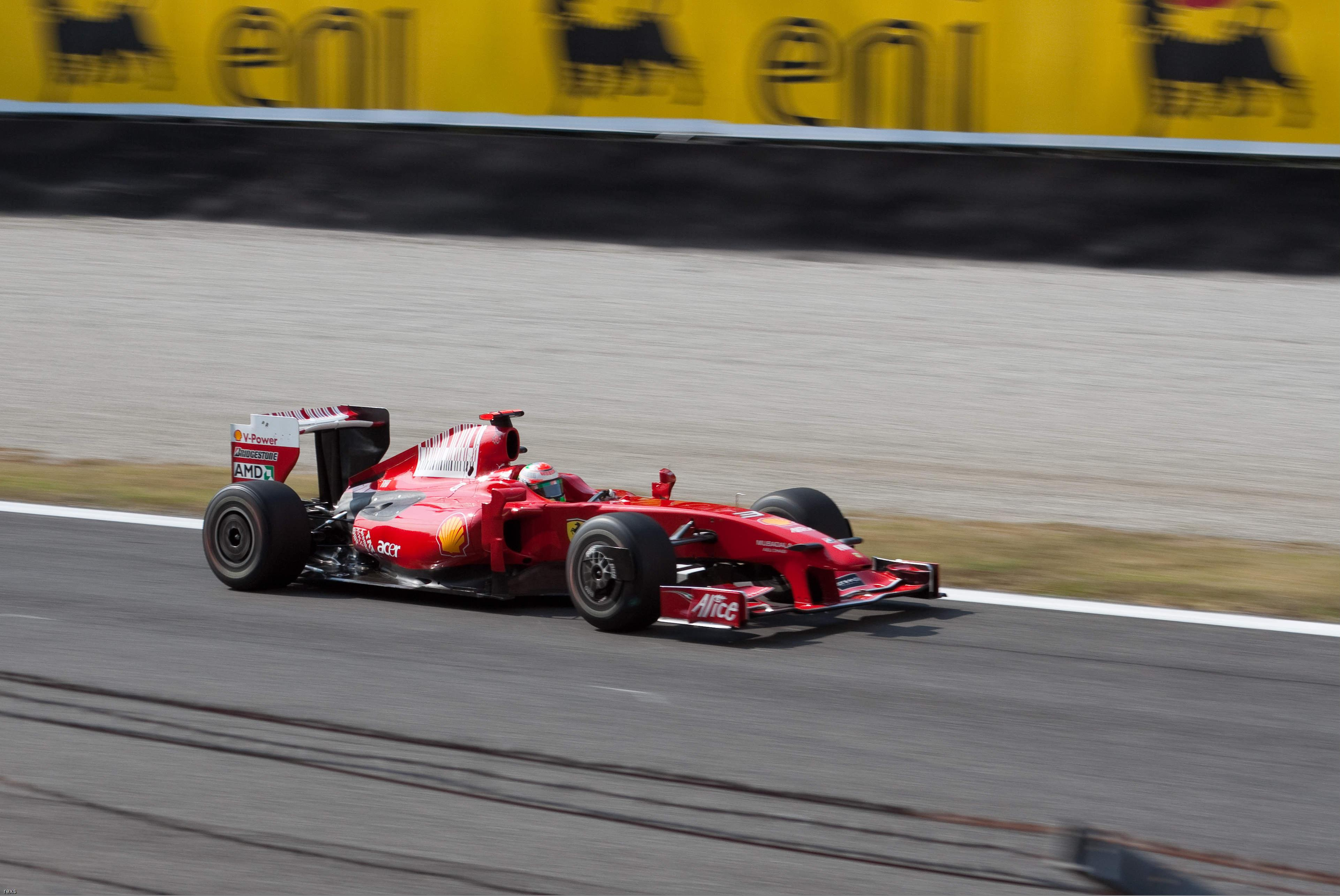
Giancarlo Fisichella fait ses débuts chez Ferrari pour son Grand Prix national

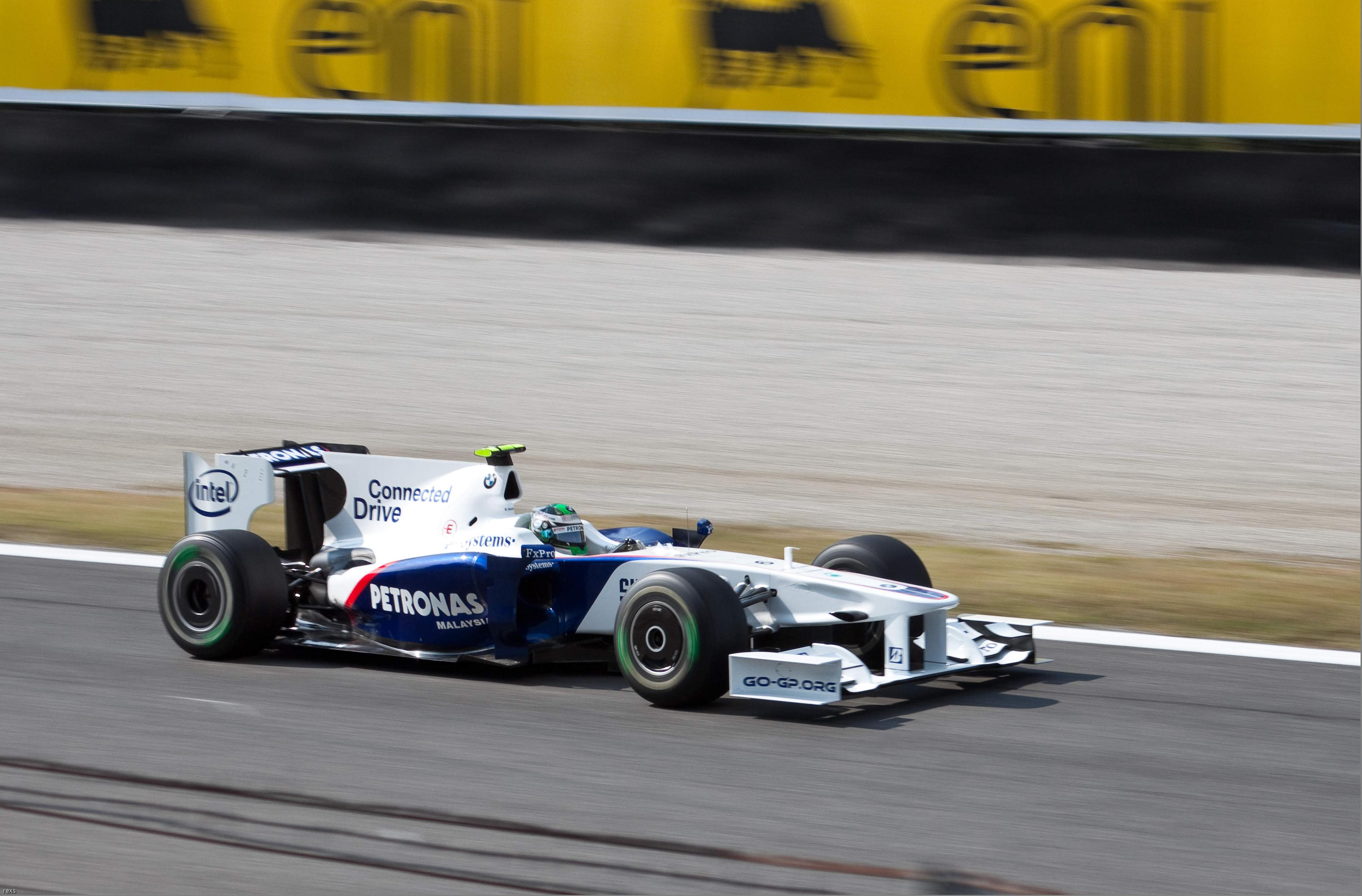
Nick Heidfeld termine huitième du Grand Prix

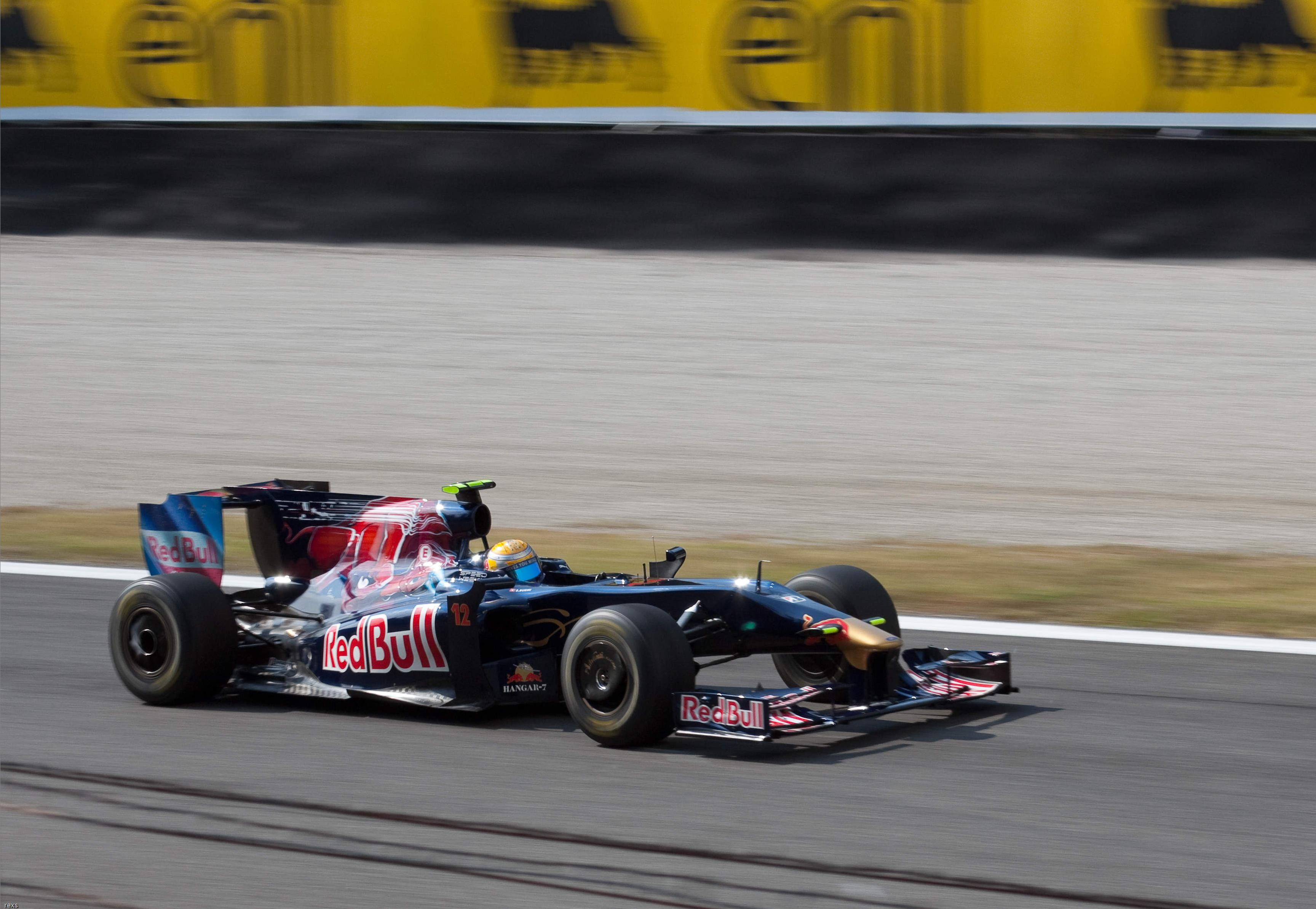
Sébastien Buemi sur le circuit de Monza

À l'extinction des feux, Lewis Hamilton profite de sa pole position et du SREC pour négocier la première chicane en tête. Kimi Räikkönen fait de même pour ravir la deuxième place à Adrian Sutil qui devance Rubens Barrichello, Jenson Button, Vitantonio Liuzzi, Heikki Kovalainen, Sebastian Vettel et Fernando Alonso qui dispose également du SREC. 
Mark Webber ne termine pas son premier tour, à la suite d'une bousculade avec Kubica qui est contraint par la direction de course de s’arrêter au stand pour changer une ailette d'aileron avant qui menaçait de se détacher. Dans le peloton, après s’être défait de Vettel, Alonso attaque Kovalainen pour le gain de la 7e place alors que Nico Rosberg, pris dans la bousculade du départ, regagne les stands pour déloger un débris sous son aileron avant et changer ses pneumatiques. 
À la fin du 10e tour, Hamilton mêne devant Räikkönen à 5 s, Sutil à 6 s, Barrichello à 14 s, Button à 17 s, Liuzzi à 21 s, Alonso à 22 s et Kubica à 24 s. Au 15e passage, Hamilton regagne son stand pour le premier des deux arrêts prévus, au contraire de la plupart de ses rivaux sauf Räikkönen et Sutil sur la même stratégie. Sutil stoppe deux tours plus tard et le Finlandais au début du 19e tour. Entre-temps, Alguersuari abandonne, de même que Kubica. Barrichello se retrouve aux commandes avec 3 secondes d'avance sur Button tandis qu'Hamilton est pris en chasse par Liuzzi, Räikkönen, Alonso, Sutil et Kovalainen. Après 22 tours, un problème mécanique met un terme à la course de Liuzzi. Peu après la mi-course, les pilotes Brawn effectent leur unique ravitaillement et laissent les rênes de la course à Hamilton, 5 secondes devant Räikkonen, toujours suivi de près par Sutil. 
À 20 tours de l'arrivée, Hamilton passe une seconde fois au stand, imité trois tours plus tard par Räikkonen et Sutil. Sutil renverse plusieurs de ses mécaniciens alors que le Finlandais est victime d’un déclenchement inopiné son anti-calage : ces péripéties retardent légèrement les deux pilotes. 
En tête de la course à 10 tours de l’arrivée, Barrichello conserve 5 secondes d’avance sur Button, sous la menace directe d'Hamilton, tandis que Sutil est toujours dans le sillage de Räikkönen. Alors que Barrichello file vers la victoire, Button sent la menace Hamilton de plus en plus pressante. Le pilote McLaren perd alors le contrôle de sa monoplace et tape durement les rails. Cette violente sortie de piste offre la 3e place à Räikkönen. Sutil, 4e, inscrit ses premiers points de la saison et Alonso, Kovalainen, Heidfeld et Vettel récoltent les autres points en jeu.
Au championnat du monde, les pilotes Brawn GP réalisent une bonne opération en récoltant les plus gros points. Jenson Button est un solide leader avec 80 points devant son coéquipier (66 points). Les pilotes Red Bull Racing repartent quasi-bredouilles mais conservent leur rang au classement (Vettel  troisième avec 54 points devant Webber avec 51,5 points). Chez les constructeurs, le quatrième doublé de la saison de Brawn GP permet de reprendre 17 points à Red Bull Racing et de mener avec 40,5 points d'avance (146 contre 105,5). Ferrari, troisième, augmente légèrement son avance sur McLaren (15 points d'avance). En bas de tableau, Force India poursuit sur sa bonne dynamique et inscrit 5 nouveaux points, qui portent son score à 13 unités.

### Grand Prix de Singapour

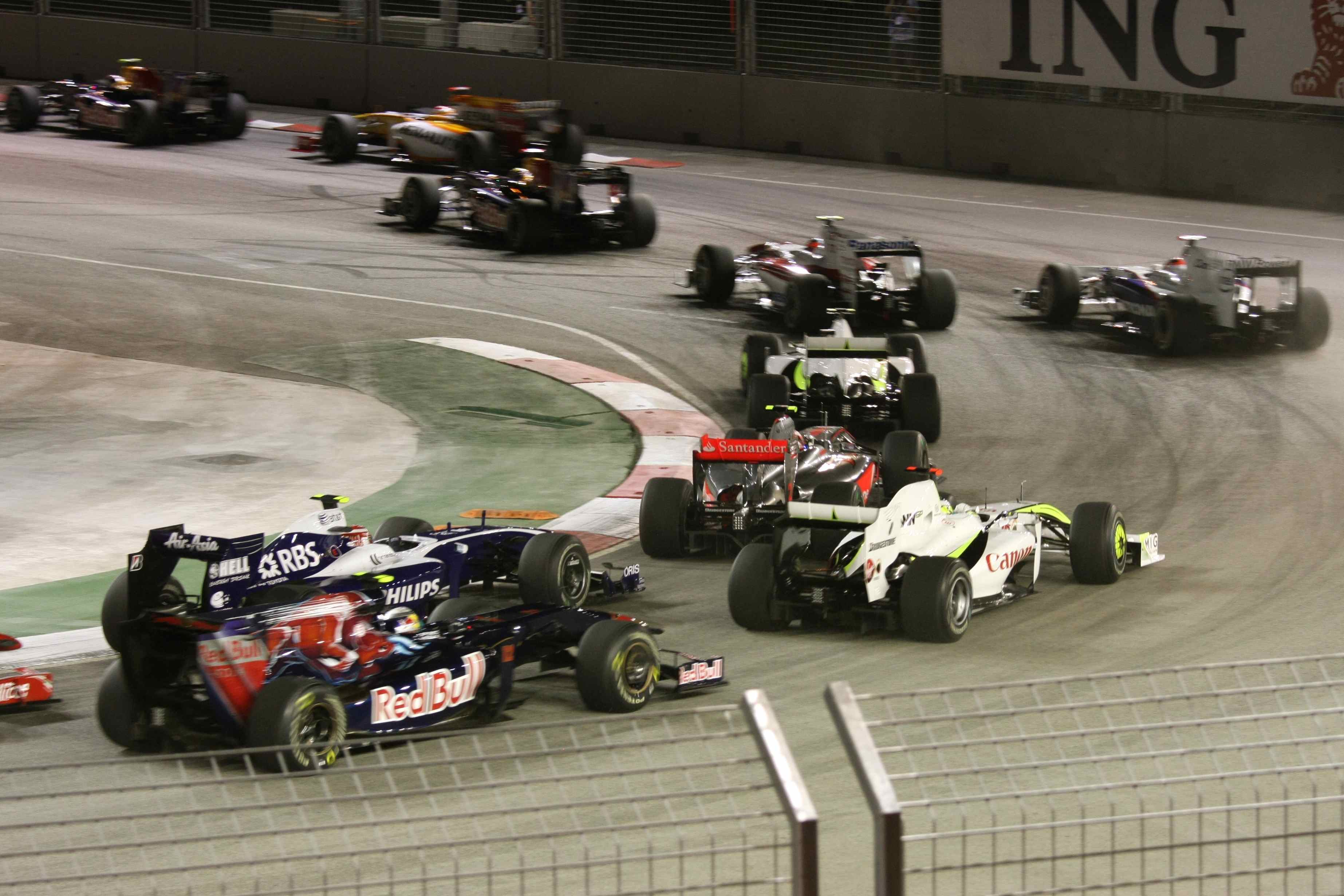
Le départ du Grand Prix

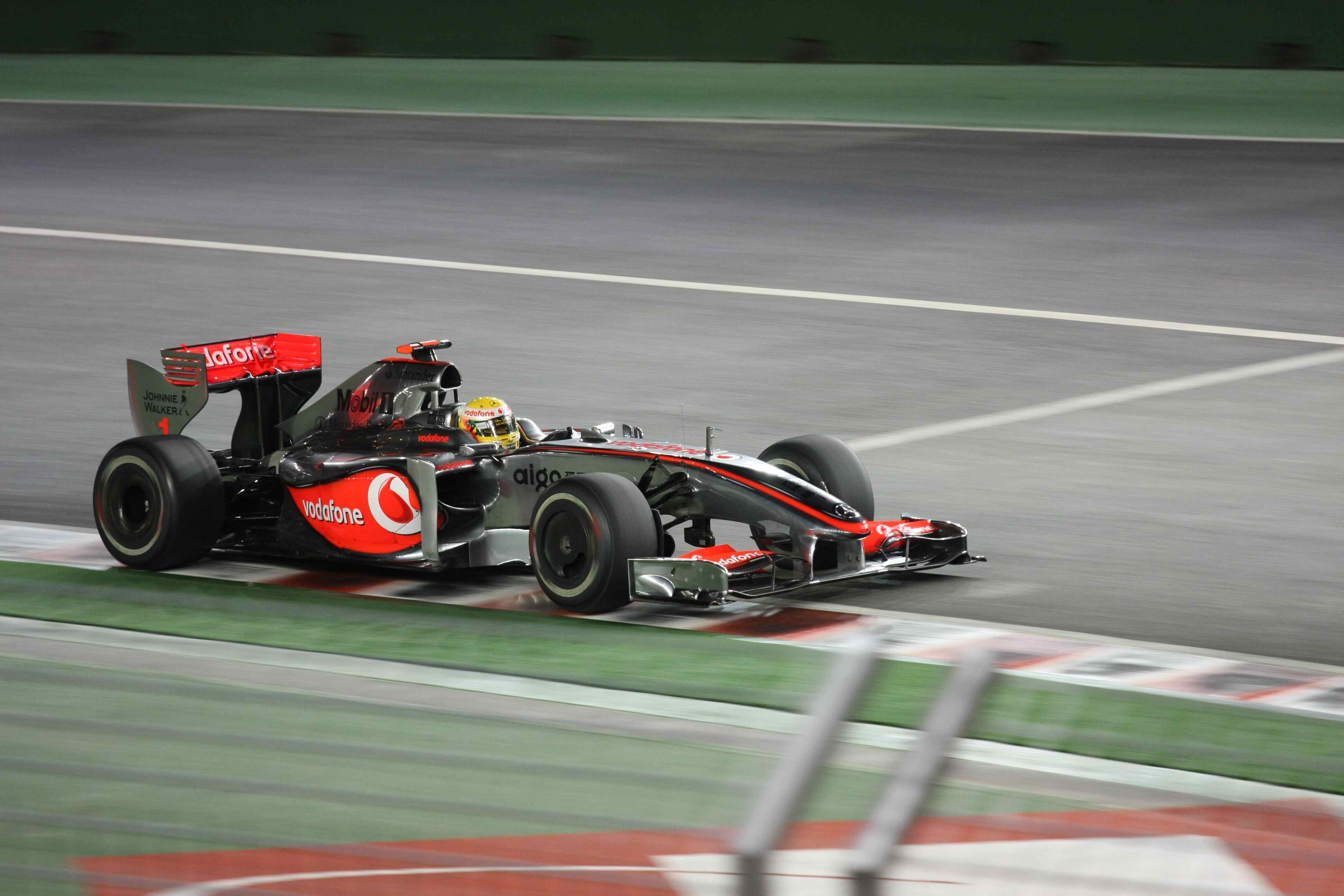
Lewis Hamilton décroche la onzième victoire de sa carrière à Singapour

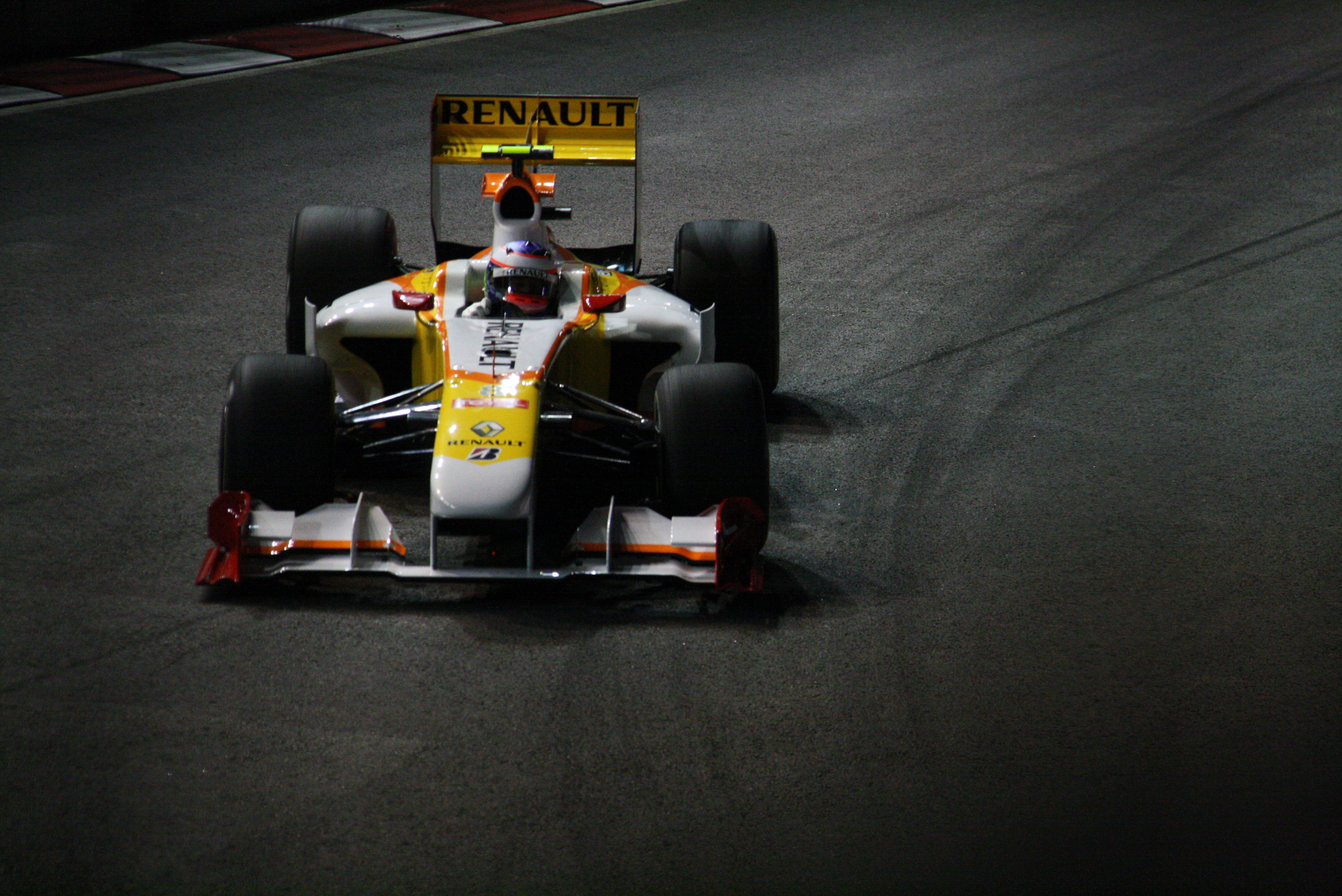
À la suite du « Singaporegate », les Renault courent sans le soutien d'ING et de Mutua Madrilena

À l'extinction des feux, Lewis Hamilton, en pole position et muni du SREC, file en tête devant Nico Rosberg qui a pris le meilleur sur Sebastian Vettel qui précède Fernando Alonso, pressé par Mark Webber. À la fin du premier tour, Hamilton possède près d’une seconde d’avance sur Rosberg. Dès le troisième tour, Romain Grosjean abandonne à la suite de problèmes de freins. Après dix tours, Hamilton précède Rosberg de 2 secondes, Vettel de 4 s, Glock de 14 s, Alonso de 19 s, Webber de 21 s, Rubens Barrichello de 23 s, Robert Kubica de 25 s, Heikki Kovalainen de 27 s et Jenson Button de 29 s. 
Plus loin dans le peloton, Kimi Räikkönen profite d'un écart de trajectoire de Sébastien Buemi pour lui ravir la douzième place alors que Jaime Alguersuari, alors quatorzième, résiste à Adrian Sutil, Giancarlo Fisichella et au trio Liuzzi-Trulli-Heidfeld. Au 17e tour, Vettel est le premier à repasser au stand, suivi au tour suivant par  Rosberg. Surpris au freinage sur la voie de sortie des stands, l'Allemand coupe la ligne blanche et écope d‘un drive-through. Alors qu'Hamilton stoppe au 20e tour, Sutil tente de passer Alguersuari et perd le contrôle de sa Force India. En reprenant la piste après ce tête-à-queue, Sutil, masqué par un virage en angle droit, est percuté par Nick Heidfeld. 
Le carambolage laisse de nombreux débris sur la piste et provoque l'intervention de la voiture de sécurité. La course est relancée au 25e tour avec Hamilton aux commandes. À la suite de la sanction infligée à Rosberg reparti 14e, Vettel hérite de la seconde place devant Glock, Alonso, Barrichello, Kovalainen, Button, Webber, Kubica et Kazuki Nakajima. À mi-parcours, Hamilton et Vettel ne sont toujours séparés que de quelques dixièmes. Vettel préfère toutefois attendre la deuxième vague de ravitaillement pour tenter de prendre l'avantage. Au 39e tour, alors qu'Hamilton occupe toujours la première place, Vettel effectue un deuxième passage par son stand mais un excès de vitesse en repartant lui vaut un drive-through et permet à Timo Glock de prendre la seconde place devant Alonso. 
En délicatesse avec ses freins, Mark Webber perd le contrôle de sa monoplace à la suite de l'explosion d’un disque avant et termine dans le mur. Hamilton et Glock effectuent leur dernier ravitaillement, laissant Alonso en tête pour quelques boucles avant son retour au stand. Il repart troisième mais distancé, de même que Button, contraint de baisser sa cadence à la suite de soucis de freinage qui ont conduit les pilotes Toro Rosso à l’abandon.
Lewis Hamilton coupe la ligne en vainqueur pour la deuxième fois de la saison, accompagné par Glock et Alonso sur le podium. Vettel, malgré trois arrêts, inscrit les points de la quatrième place et devance Button et Barrichello. Kovalainen et Kubica se partagent les deux dernières places dans les points.
Avec l'abandon de Webber, seuls Button (84 points), Barrichello (69 points) et Vettel (59 points) sont encore en lice pour décrocher le titre pilotes. Barrichello réalise la moins bonne opération des trois en perdant un point sur son coéquipier et deux sur Vettel. La victoire d'Hamilton lui permet de remonter au sixième rang, à seulement trois unités de Räikkönen (40 points contre 37). Glock et Alonso réalisent les meilleures progressions en gagnant chacun trois places pour pointer respectivement neuvième et huitième. Chez les constructeurs, Brawn GP maintient son avance sur Red Bull Racing en tête du classement (153 points contre 110,5) tandis que McLaren revient sur les talons de Ferrari (59 points contre 62).

### Grand Prix du Japon

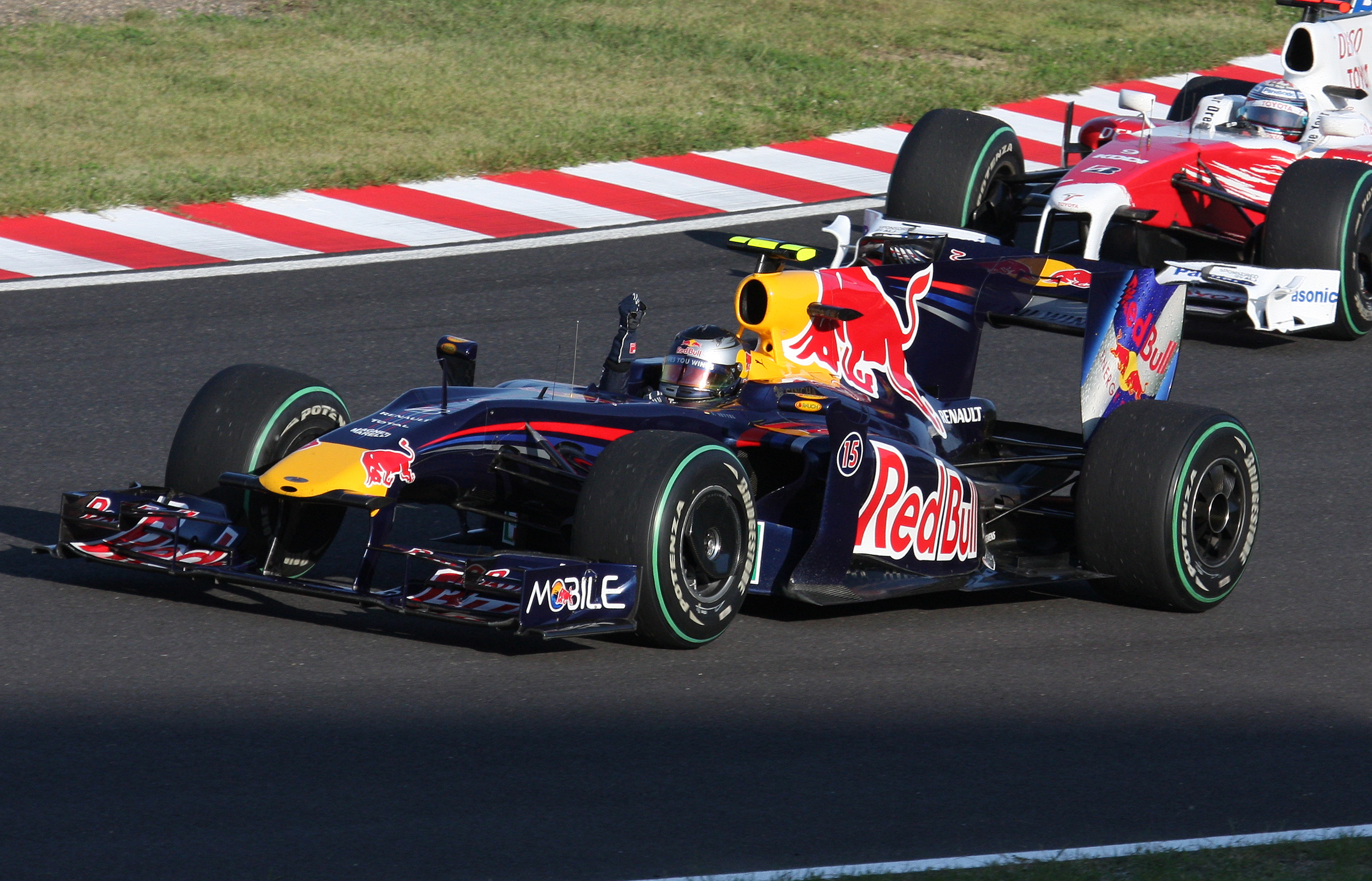
Parti de la pole position, Sebastian Vettel mène tout le Grand Prix pour décrocher la quatrième victoire de sa carrière

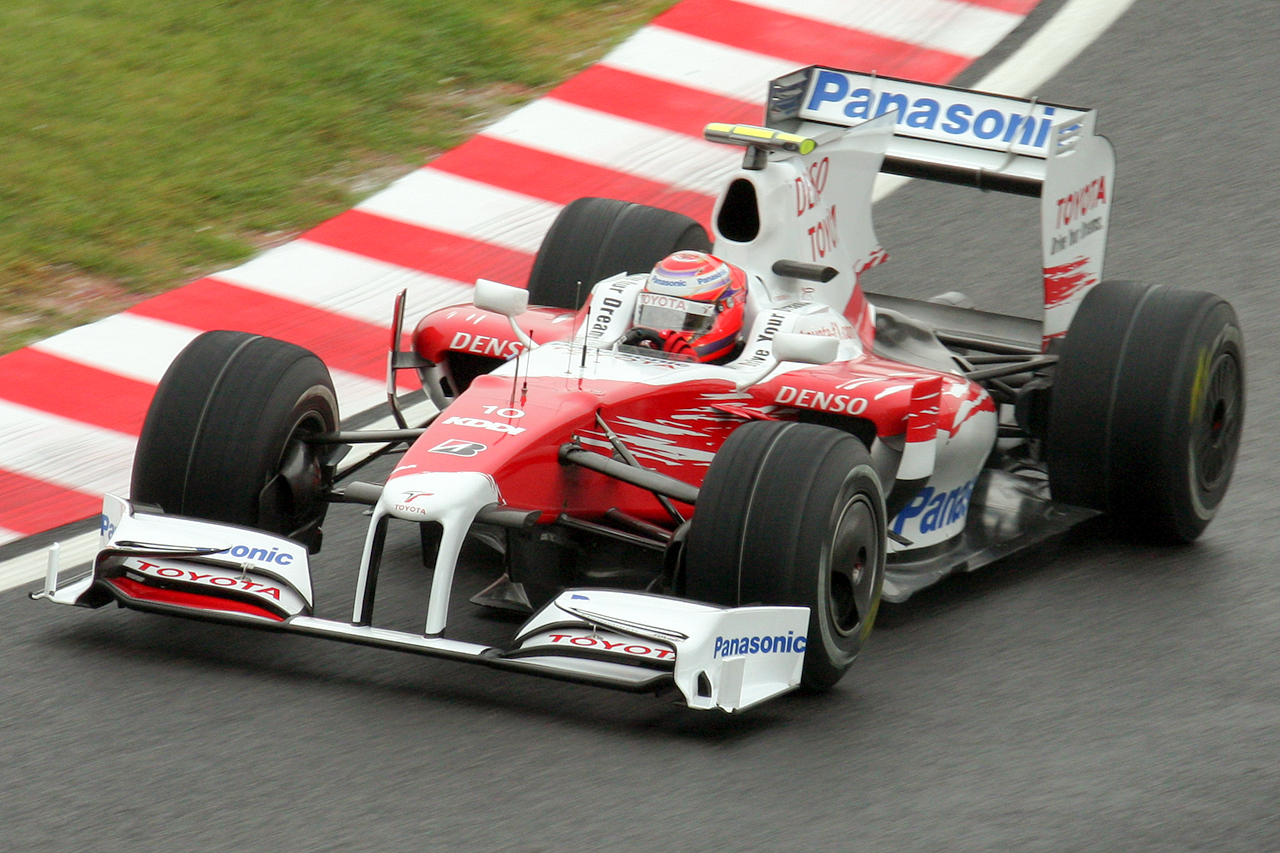
Le jeune pilote Kamui Kobayashi a remplacé Timo Glock, malade, lors des essais du vendredi

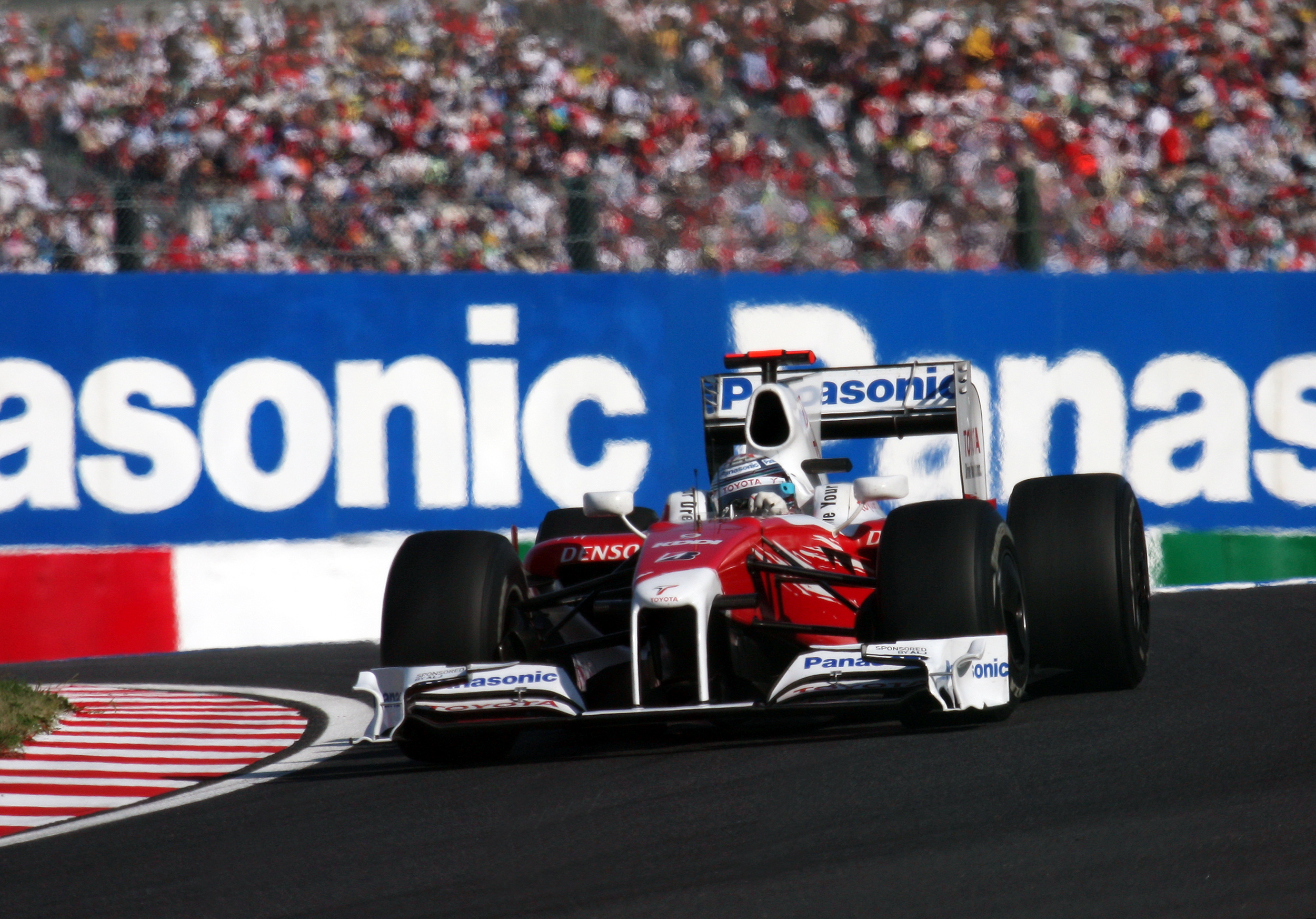
Jarno Trulli termine second de l'épreuve

Dix-neuf pilotes seulement sont au départ puisque Timo Glock, en raison de sa brutale sortie de piste en qualification, a déclaré forfait. Mark Webber, accidenté durant les essais libres prend quant à lui le départ depuis la voie des stands. Après de longues tergiversations dues aux nombreux incidents en qualification, la grille de départ n'a rien à voir avec le résultat des qualifications. Sebastian Vettel conserve néanmoins sa pole position devant Jarno Trulli, Lewis Hamilton et Nick Heidfeld. 
À l'extinction des feux, Vettel conserve son avantage sur Hamilton, Trulli, Heidfeld, Kimi Räikkönen, Rubens Barrichello, Nico Rosberg, Heikki Kovalainen, Adrian Sutil et Robert Kubica. Jenson Button, seulement onzième sur la grille se débarrasse de Kubica au freinage de la chicane. 
Après cinq tours, Vettel mène devant Hamilton à 2 s, Trulli à 4 s, Heidfeld à 6 s, Räikkönen à 9 s, Barrichello à 10 s, Rosberg à 12 s, Kovalainen à 16 s, Sutil et Button à 17 s. Ces positions restent inchangées au dixième tour, mais Vettel a peu à peu accru son avance sur ses poursuivants.
Après onze tours, Buemi renonce sur problème mécanique. À l'entame du quatorzième tour, Sutil prend le meilleur sur Kovalainen mais le Finlandais tape la Force India  et Sutil perd trois places. Hamilton regagne les stands au quinzième tour et Trulli l'imite un tour plus tard, Vettel stoppant au début du dix-huitième tour. Malgré un long arrêt, il ressort en tête devant Rosberg qui ne s’est pas arrêté. Hamilton est désormais troisième devant Trulli, Heidfeld, Kovalainen, Kubica, Räikkönen et Barrichello. 
À vingt tours du but, avant la deuxième vague d'arrêts, Vettel devance Hamilton de 6 s, Trulli de 10 s, Heidfeld de 18 s, Räikkönen de 20 s, Barrichello de 36 s, Rosberg de 40 s et Button de 41 s. Räikkönen ravit alors la quatrième place à Heidfeld à l'issue des derniers ravitaillements et Trulli dépasse Hamilton pour le gain de la deuxième place. À huit tours de l'arrivée, Alguersuari se crashe violemment et provoque la sortie de la voiture de sécurité. La course est relancée à quatre tours du drapeau à damier mais les positions n'évoluent pas. Vettel remporte son troisième succès de la saison et Trulli et Hamilton l'accompagnent sur le podium. Räikkönen devance Rosberg et Heidfeld tandis que Barrichello et Button inscrivent les derniers points en jeu.
Sebastian Vettel, en marquant 10 points, contre 1 et 2 seulement pour ses rivaux de chez Brawn GP, réalise une bonne opération au championnat du monde : il est revenu sur les talons de Rubens Barrichello (69 points contre 71), Jenson Button ne progressant que faiblement avec 85 points. Lewis Hamilton et Kimi Räikkönen sont toujours au coude à coude (45 points contre 43 points) et se rapprochent de Mark Webber qui repart à nouveau bredouille. Jarno Trulli, annoncé partant de Toyota à l'issue de la saison effectue une belle remontée et pointe désormais au huitième rang, à quatre points de Nico Rosberg. Chez les constructeurs, il ne manque plus à Brawn GP qu'un demi-point pour être sacré (156 points). Red Bull Racing, avec 120,5 points, et un solide second devant Ferrari talonné par McLaren (67 et 65 points). À l'image de Trulli, Toyota remonte vers le haut du classement avec 54,5 points, soit 20 de plus que son « client » Williams.

### Grand Prix du Brésil
À l'extinction des feux, Rubens Barrichello en pole position, vire en tête devant Mark Webber mais derrière eux, des incidents se produisent. Kimi Räikkönen déborde Adrian Sutil dans le premier virage et se porte à l'attaque de Webber. Celui-ci résiste et pousse le Finlandais dans l'herbe : son aileron avant n’y résiste pas. Sutil, coincé derrière la Ferrari au ralenti est alors attaqué par Jarno Trulli à l’extérieur : l'Italien perd le contrôle de sa monoplace et percute de plein fouet Sutil : Fernando Alonso ne peut éviter la monoplace en perdition et les trois pilotes abandonnent tandis que la voiture de sécurité intervient immédiatement.
Heikki Kovalainen, parti en toupie après un contact avec Sebastian Vettel dans le premier virage, rentre au stand pour changer le museau avant de sa monoplace et ses mécaniciens en profitent pour refaire le plein. Kovalainen ressort trop vite et arrache le tuyau de ravitaillement, aspergeant alors la Ferrari de Räikkönen : il écope de 25 secondes de pénalité qui seront ajoutées à son temps final.
À la relance après six tours derrière la voiture de sécurité, Barrichello reste en tête devant Webber mais juste derrière eux, Robert Kubica déborde Nico Rosberg pour le gain de la troisième place. Sébastien Buemi, le novice Kamui Kobayashi, Jenson Button, Kazuki Nakajima, Sebastian Vettel et Nick Heidfeld complètent le top 10.
Au quinzième tour, Barrichello devance Webber de 2 secondes, Kubica de 3 s, Rosberg de 5 s, Buemi de 10 s, Kobayashi et Button de 15 s, Nakajima de 16 s, Vettel et Heidfeld de 17 s. Heidfeld ravitaille le premier au vingtième passage mais abandonne dès le tour suivant. Barrichello, toujours leader, stoppe ensuite et repart 9e, juste devant Vettel, qui profite des pneumatiques froids et de la pleine charge d'essence de son rival pour le déborder à l'extérieur de la courbe de Ferradura. Peu à peu, tous les concurrents passent à la pompe, permettant à Webber de s'emparer de la tête de la course. Au 27e tour, Rosberg abandonne sur ennui mécanique et, trois tours plus tard, son coéquipier Nakajima renonce après un accrochage avec Kobayashi à la sortie de la Curva do sol : il termine brutalement dans les piles de pneus après une longue glissade contre le rail puis à travers le bac à graviers.
À la mi-course, Webber devance Vettel de 4 s, Kubica de 7 s, Barrichello de 11 s, Lewis Hamilton de 12 s, Räikkönen de 25 s, Button de 26 s, Buemi de 28 s, Giancarlo Fisichella de 30 s et Vitantonio Liuzzi de 34 s. La deuxième vague d’arrêts aux stands débute à une trentaine de tours de l’arrivée pour Vettel, Hamilton et Räikkönen. Ils sont imités par l’ensemble du plateau. Webber, toujours leader, stoppe au 51e passage et repart en tête avec 5 s d’avance sur Kubica. 
Alors que Felipe Massa agite le drapeau à damier, Webber décroche la deuxième victoire de la carrière devant Kubica et Hamilton. Barrichello est victime d’une crevaison lente à 8 tours de l’arrivée et son passage par les stands le relègue à la huitième place finale : cet incident anéantit définitivement ses chances dans la course au titre. La quatrième place de Vettel est aussi vaine puisque Button, cinquième, s’assure le titre de champion du monde des pilotes, et offre par la même occasion la couronne des constructeurs à Brawn GP. Räikkönen, sixième, inscrit trois points et Buemi décroche les deux points de la septième place.
Jenson Button remporte le soixantième titre de champion du monde mais la lutte pour les accessits n'est pas terminée : Sebastian Vettel ravit la seconde place à Rubens Barrichello (74 points contre 70) et Mark Webber, grâce à sa victoire, se relance avec 61,5 points. Lewis Hamilton, quant à lui ravit la cinquième place à Kimi Räikkönen pour un seul point (49 contre 48). Chez les constructeurs, Brawn GP remporte le championnat dès sa première saison et Red Bull Racing s'assure la seconde place avec ses 131,5 points. McLaren ravit la troisième place à Ferrari pour un point (71 contre 70) tandis que BMW Sauber réalise la bonne opération en gagnant deux places pour pointer en septième position, derrière Toyota et Williams qui stagnent.

### Grand Prix d'Abou Dabi

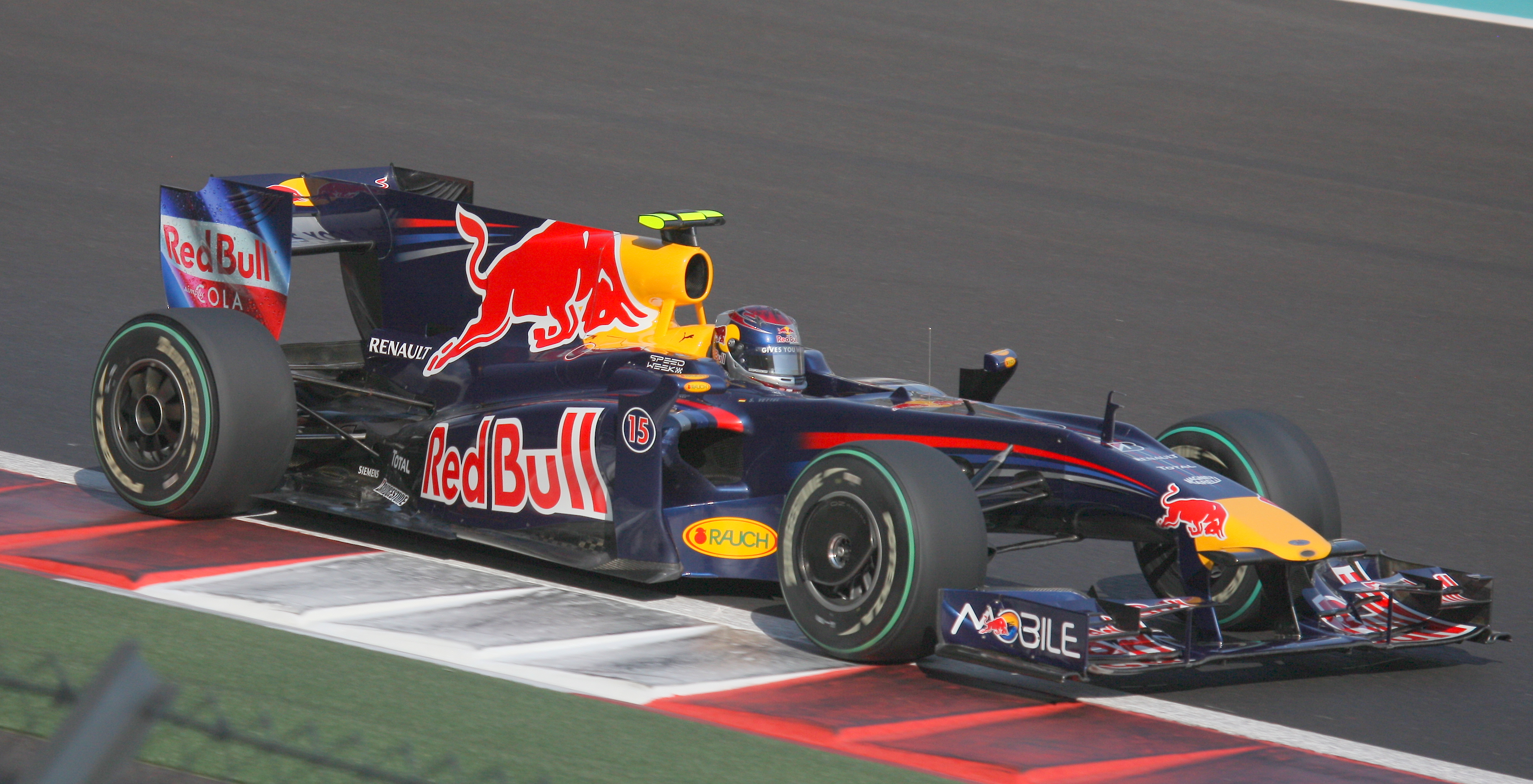
Sebastian Vettel, premier vainqueur du Grand Prix d'Abou Dabi.

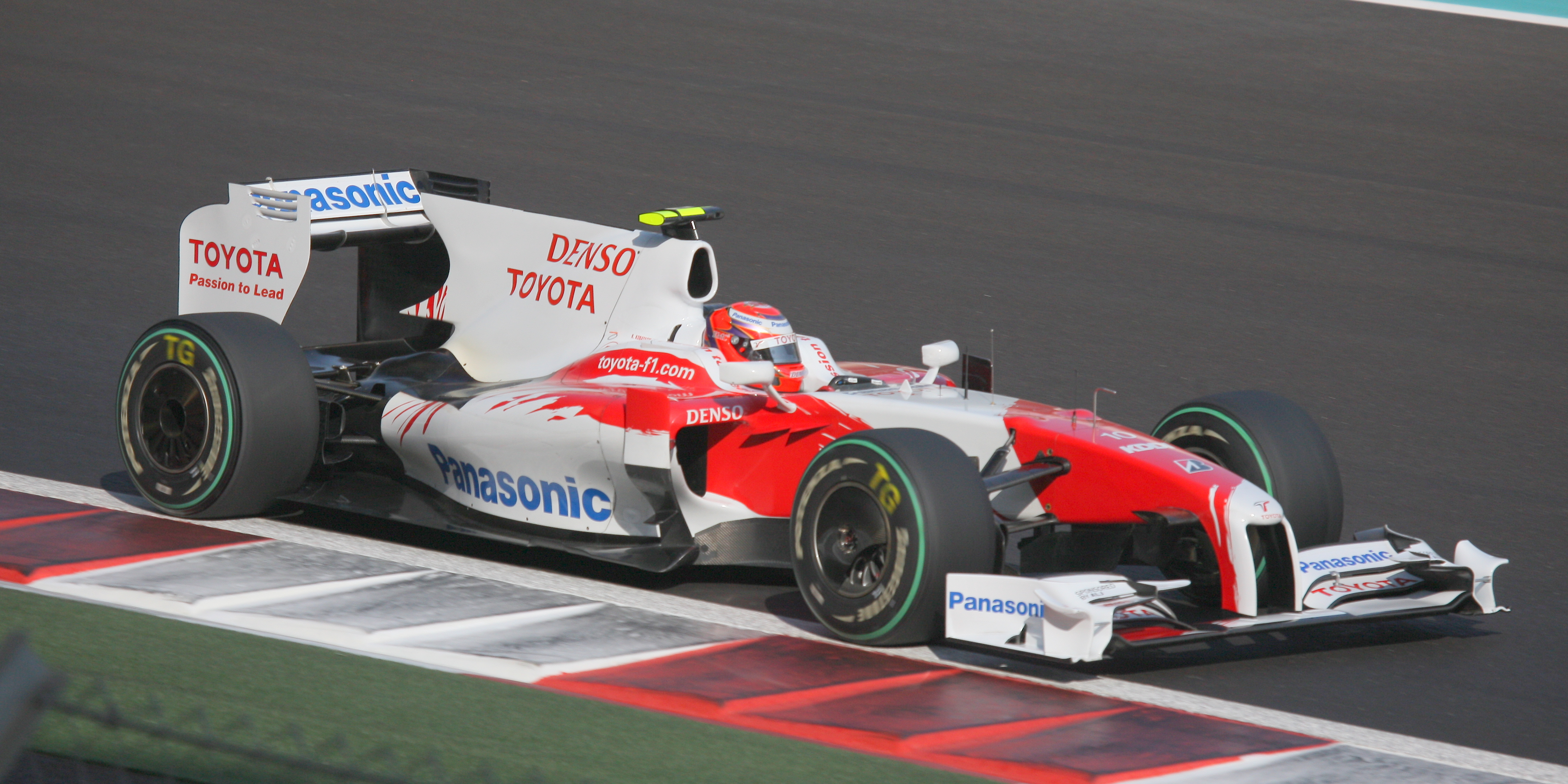
Kamui Kobayashi inscrit ses premiers points pour son deuxième Grand Prix.

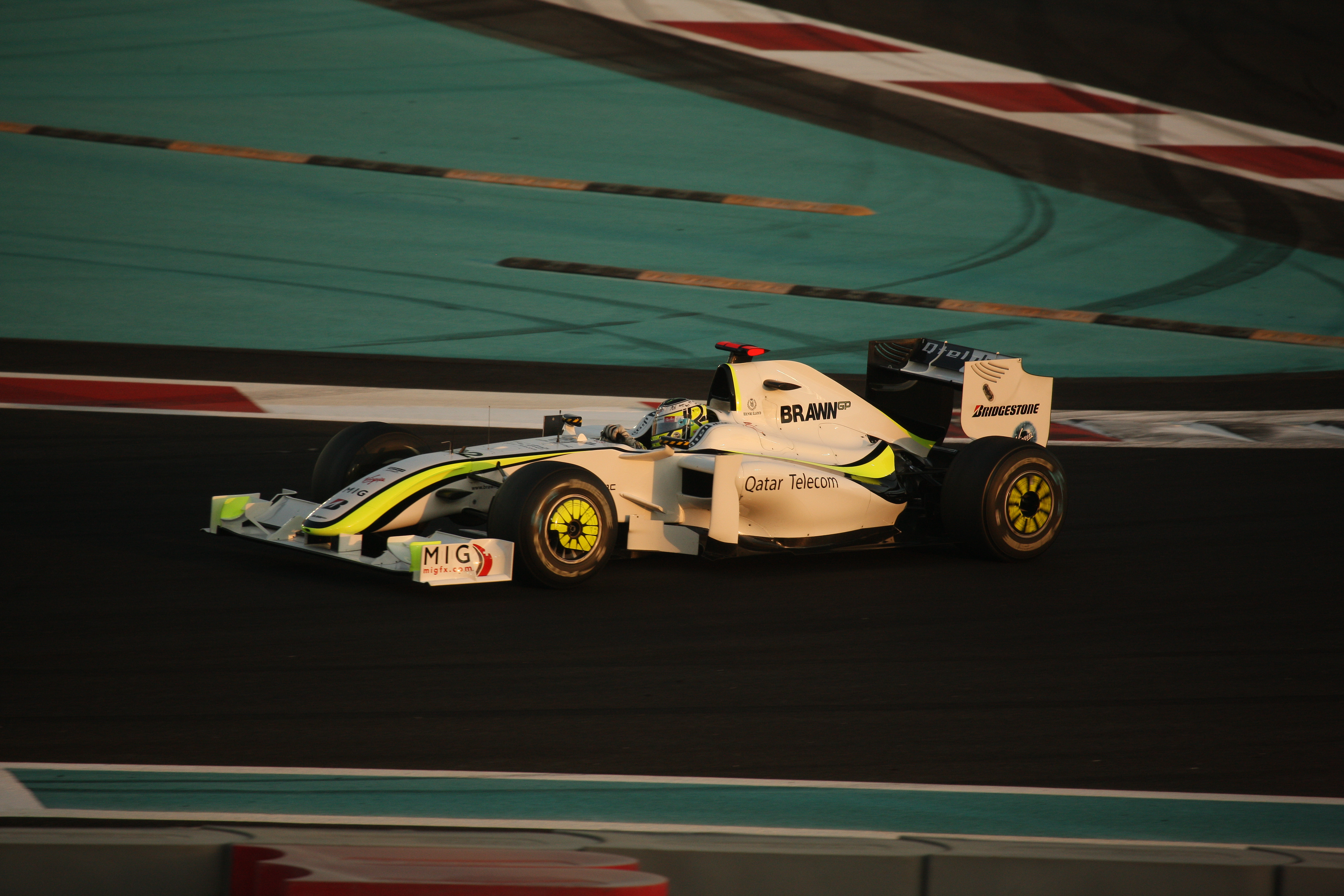
Jenson Button termine sur la troisième marche du podium.

Au signal du départ, Lewis Hamilton, en pole position, fait bon usage de son SREC, prend plusieurs longueurs d'avance et attaque sereinement la première courbe. Sebastian Vettel et Mark Webber suivent dans cet ordre tandis que Jenson Button ravit la quatrième place à son équipier Rubens Barrichello. Robert Kubica réalise un bel envol et est sixième. Le reste de la grille franchit les premiers virages sans encombre.
Hamilton ne parvient pas à décrocher Vettel, au cinquième tour, il ne possède qu'une seconde d'avance sur l'Allemand, 4 s sur Webber, 6 s sur Button, 7 s  sur Barrichello et 11 s sur Kubica. L'écart entre les deux hommes de tête se réduit encore au onzième tour lorsqu'Hamilton fait une petite excursion hors-piste et laisse Vettel revenir à huit dixièmes et Webber à 2 secondes.
Barrichello et Kubica donnent le signal de la première vague de ravitaillements au seizième tour et reprennent la piste dans cet ordre. Hamilton et Button font de même une boucle plus tard. Dès sa sortie des stands, Button est dépassé sans coup férir par le novice Kamui Kobayashi, sur une stratégie à un seul arrêt, qui s'empare de la huitième place. Les Red Bull sont les deux dernières monoplaces de tête à refaire le plein, Webber au 18e tour, Vettel au 19e. L'Australien reprend la piste derrière Hamilton mais son équipier prend la tête de la course au détriment d’Hamilton. Ce classement est rapidement remis en question au 20e tour quand Hamilton abandonne, victime d'un problème de freins.
Sebastian Vettel durcit le ton et porte son avance sur  Webber à 7 secondes au 23e tour. Derrière les Red Bull, Kobayashi occupe la troisième position mais chute en 12e position après son arrêt ravitaillement. Au 37e tour, Vettel porte son avantage à 10 secondes sur Webber, qui donne le signal de la seconde vague de ravitaillements au 40e passage. Barrichello et Heidfeld l'imitent au tour suivant et le Brésilien reste de justesse devant l'Allemand. Vettel et Button stoppent au 42e tour, et l’on s'achemine alors vers un podium Vettel-Webber-Button.
Fort d'une avance de 17 secondes sur Webber, Vettel gère les derniers tours de course au contraire de son équipier, en difficulté avec les pneus tendres, qui voit Button revenir sur ses talons et doit s'employer pour sauver le doublé. Barrichello termine au quatrième rang devant Nick Heidfeld, qui signe une performance honorable pour la dernière course de BMW Sauber. Kobayashi, deux semaines après ses débuts au Brésil, inscrit les premiers points de sa carrière en terminant sixième et en précédant son coéquipier Jarno Trulli. Sébastien Buemi décroche le point de la huitième place devant Nico Rosberg.
Si Jenson Button était déjà titré depuis l'épreuve précédente, il conforte sa position avec un total de 95 points. Sebastian Vettel, en remportant l'épreuve, devient vice-champion du monde avec 84 points, Rubens Barrichello(77 points) termine troisième du championnat devant Mark Webber (69,5 points). Lewis Hamilton, bien qu'ayant abandonné, conserve de justesse sa cinquième place (49 points) devant Kimi Räikkönen (48 points), qui n'a pas inscrit de point lors de cette épreuve.
Chez les constructeurs, les deux écuries en tête du championnat se sont encore distinguées en terminant dans les quatre premiers. Brawn GP, déjà sacrée, termine le championnat avec 172 points devant Red Bull Racing (153,5 points). McLaren conserve de justesse sa troisième place devant Ferrari (71 points contre 70). Toyota se classe cinquième devant BMW Sauber qui quitte le championnat du monde. Williams F1 Team termine à la septième place avec 34,5 points, tous inscrits par Nico Rosberg. Il en est de même chez Renault où Fernando Alonso a inscrit seul les 26 points de son équipe, dont c'est la plus mauvaise saison depuis son retour chez les constructeurs. Toutes les écuries engagées ont inscrit des points au championnat du monde : Force India termine ainsi neuvième avec 13 points, devant Scuderia Toro Rosso et ses huit points.

## Classement saison 2009

### Pilotes
| Pos.     | Pilotes              | AUS  | MAL  | CHI  | BAR  | ESP  | MON  | TUR  | GBR  | ALL  | HUN  | EUR  | BEL  | ITA  | SIN  | JAP  | BRA  | UAE  | Points |
| -------- | -------------------- | ---- | ---- | ---- | ---- | ---- | ---- | ---- | ---- | ---- | ---- | ---- | ---- | ---- | ---- | ---- | ---- | ---- | ------ |
| Champion | Jenson Button        | 10   | 5    | 6    | 10   | 10   | 10   | 10   | 3    | 4    | 2    | 2    | Abd. | 8    | 4    | 1    | 4    | 6    | 95     |
| 2        | Sebastian Vettel     | 0*   | 0*   | 10   | 8    | 5    | Abd. | 6    | 10   | 8    | Abd. | Abd. | 6    | 1    | 5    | 10   | 5    | 10   | 84     |
| 3        | Rubens Barrichello   | 8    | 2    | 5    | 4    | 8    | 8    | Abd. | 6    | 3    | 0    | 10   | 2    | 10   | 3    | 2    | 1    | 5    | 77     |
| 4        | Mark Webber          | 0    | 1,5  | 8    | 0    | 6    | 4    | 8    | 8    | 10   | 6    | 0    | 0    | Abd. | Abd. | 0    | 10   | 8    | 69,5   |
| 5        | Lewis Hamilton       | 0    | 1    | 3    | 5    | 0    | 0    | 0    | 0    | 0    | 10   | 8    | Abd. | 0    | 10   | 6    | 6    | Abd. | 49     |
| 6        | Kimi Räikkönen       | 0*   | 0    | 0    | 3    | Abd. | 6    | 0    | 1    | Abd. | 8    | 6    | 10   | 6    | 0    | 5    | 3    | 0    | 48     |
| 7        | Nico Rosberg         | 3    | 0,5  | 0    | 0    | 1    | 3    | 4    | 4    | 5    | 5    | 4    | 1    | 0    | 0    | 4    | Abd. | 0    | 34,5   |
| 8        | Jarno Trulli         | 6    | 2,5  | Abd. | 6    | Abd. | 0    | 5    | 2    | 0    | 1    | 0    | Abd. | 0    | 0    | 8    | Abd. | 2    | 32,5   |
| 9        | Fernando Alonso      | 4    | 0    | 0    | 1    | 4    | 2    | 0    | 0    | 2    | Abd. | 3    | Abd. | 4    | 6    | 0    | Abd. | 0    | 26     |
| 10       | Timo Glock           | 5    | 3    | 2    | 2    | 0    | 0    | 1    | 0    | 0    | 3    | 0    | 0    | 0    | 8    | 0    |      |      | 24     |
| 11       | Felipe Massa         | Abd. | 0    | Abd. | 0    | 3    | 5    | 3    | 5    | 6    |      |      |      |      |      |      |      |      | 22     |
| 12       | Heikki Kovalainen    | Abd. | Abd. | 4    | 0    | Abd. | Abd. | 0    | Abd. | 1    | 4    | 5    | 3    | 3    | 2    | 0    | 0    | 0    | 22     |
| 13       | Nick Heidfeld        | 0    | 4    | 0    | 0    | 2    | 0    | 0    | 0    | 0    | 0    | 0    | 4    | 2    | Abd. | 3    | Abd. | 4    | 19     |
| 14       | Robert Kubica        | 0*   | Abd. | 0    | 0    | 0    | Abd. | 2    | 0    | 0    | 0    | 1    | 5    | Abd. | 1    | 0    | 8    | 0    | 17     |
| 15       | Giancarlo Fisichella | 0    | 0*   | 0    | 0    | 0    | 0    | Abd. | 0    | 0    | 0    | 0    | 8    | 0    | 0    | 0    | 0    | 0    | 8      |
| 16       | Sébastien Buemi      | 2    | 0*   | 1    | 0    | Abd. | Abd. | 0    | 0    | 0    | 0    | Abd. | 0    | 0    | Abd. | Abd. | 2    | 1    | 6      |
| 17       | Adrian Sutil         | 0    | 0    | 0*   | 0    | Abd. | 0    | 0    | 0    | 0    | Abd. | 0    | 0    | 5    | Abd. | 0    | Abd. | 0    | 5      |
| 18       | Kamui Kobayashi      |      |      |      |      |      |      |      |      |      |      |      |      |      |      |      | 0    | 3    | 3      |
| 19       | Sébastien Bourdais   | 1    | 0    | 0    | 0    | Abd. | 1    | 0    | Abd. | Abd. |      |      |      |      |      |      |      |      | 2      |
| 20       | Kazuki Nakajima      | Abd. | 0    | Abd. | Abd. | 0    | 0*   | 0    | 0    | 0    | 0    | Abd. | 0    | 0    | 0    | 0    | Abd. | 0    | 0      |
| 21       | Nelsinho Piquet      | Abd. | 0    | 0    | 0    | 0    | Abd. | 0    | 0    | 0    | 0    |      |      |      |      |      |      |      | 0      |
| 22       | Vitantonio Liuzzi    |      |      |      |      |      |      |      |      |      |      |      |      | Abd. | 0    | 0    | 0    | 0    | 0      |
| 23       | Romain Grosjean      |      |      |      |      |      |      |      |      |      |      | 0    | Abd. | 0    | Abd. | 0    | 0    | 0    | 0      |
| 24       | Jaime Alguersuari    |      |      |      |      |      |      |      |      |      | 0    | 0    | Abd. | Abd. | Abd. | Abd. | 0    | Abd. | 0      |
| 25       | Luca Badoer          |      |      |      |      |      |      |      |      |      |      | 0    | 0    |      |      |      |      |      | 0      |

### Constructeurs
| Pos.   | Constructeurs        | Pilotes              | AUS  | MAL  | CHI  | BAR  | ESP  | MON  | TUR  | GBR  | ALL  | HUN  | EUR  | BEL  | ITA  | SIN  | JAP  | BRA  | UAE  | Points |
| ------ | -------------------- | -------------------- | ---- | ---- | ---- | ---- | ---- | ---- | ---- | ---- | ---- | ---- | ---- | ---- | ---- | ---- | ---- | ---- | ---- | ------ |
| Champ. | Brawn-Mercedes       | Jenson Button        | 10   | 5    | 6    | 10   | 10   | 10   | 10   | 3    | 4    | 2    | 2    | Abd. | 8    | 4    | 1    | 4    | 6    | 172    |
| Champ. | Brawn-Mercedes       | Rubens Barrichello   | 8    | 2    | 5    | 4    | 8    | 8    | Abd. | 6    | 3    | 0    | 10   | 2    | 10   | 3    | 2    | 1    | 5    | 172    |
| 2      | Red Bull-Renault     | Sebastian Vettel     | 0*   | 0*   | 10   | 8    | 5    | Abd. | 6    | 10   | 8    | Abd. | Abd. | 6    | 1    | 5    | 10   | 5    | 10   | 153,5  |
| 2      | Red Bull-Renault     | Mark Webber          | 0    | 1,5  | 8    | 0    | 6    | 4    | 8    | 8    | 10   | 6    | 0    | 0    | Abd. | Abd. | 0    | 10   | 8    | 153,5  |
| 3      | McLaren-Mercedes     | Lewis Hamilton       | 0    | 1    | 3    | 5    | 0    | 0    | 0    | 0    | 0    | 10   | 8    | Abd. | 0    | 10   | 6    | 6    | Abd. | 71     |
| 3      | McLaren-Mercedes     | Heikki Kovalainen    | Abd. | Abd. | 4    | 0    | Abd. | Abd. | 0    | Abd. | 1    | 4    | 5    | 3    | 3    | 2    | 0    | 0    | 0    | 71     |
| 4      | Ferrari              | Felipe Massa         | Abd. | 0    | Abd. | 0    | 3    | 5    | 3    | 5    | 6    |      |      |      |      |      |      |      |      | 70     |
| 4      | Ferrari              | Luca Badoer          |      |      |      |      |      |      |      |      |      |      | 0    | 0    |      |      |      |      |      | 70     |
| 4      | Ferrari              | Giancarlo Fisichella |      |      |      |      |      |      |      |      |      |      |      |      | 0    | 0    | 0    | 0    | 0    | 70     |
| 4      | Ferrari              | Kimi Räikkönen       | 0*   | 0    | 0    | 3    | Abd. | 6    | 0    | 1    | Abd. | 8    | 6    | 10   | 6    | 0    | 5    | 3    | 0    | 70     |
| 5      | Toyota               | Jarno Trulli         | 6    | 2,5  | Abd. | 6    | Abd. | 0    | 5    | 2    | 0    | 1    | 0    | Abd. | 0    | 0    | 8    | Abd. | 2    | 59,5   |
| 5      | Toyota               | Timo Glock           | 5    | 3    | 2    | 2    | 0    | 0    | 1    | 0    | 0    | 3    | 0    | 0    | 0    | 8    | 0    |      |      | 59,5   |
| 5      | Toyota               | Kamui Kobayashi      |      |      |      |      |      |      |      |      |      |      |      |      |      |      |      | 0    | 3    | 59,5   |
| 6      | BMW Sauber           | Robert Kubica        | 0*   | Abd. | 0    | 0    | 0    | Abd. | 2    | 0    | 0    | 0    | 1    | 5    | Abd. | 1    | 0    | 8    | 0    | 36     |
| 6      | BMW Sauber           | Nick Heidfeld        | 0    | 4    | 0    | 0    | 2    | 0    | 0    | 0    | 0    | 0    | 0    | 4    | 2    | Abd. | 3    | Abd. | 4    | 36     |
| 7      | Williams-Toyota      | Nico Rosberg         | 3    | 0,5  | 0    | 0    | 1    | 3    | 4    | 4    | 5    | 5    | 4    | 1    | 0    | 0    | 4    | Abd. | 0    | 34,5   |
| 7      | Williams-Toyota      | Kazuki Nakajima      | Abd. | 0    | Abd. | Abd. | 0    | 0*   | 0    | 0    | 0    | 0    | Abd. | 0    | 0    | 0    | 0    | Abd. | 0    | 34,5   |
| 8      | Renault              | Fernando Alonso      | 4    | 0    | 0    | 1    | 4    | 2    | 0    | 0    | 2    | Abd. | 3    | Abd. | 4    | 6    | 0    | Abd. | 0    | 26     |
| 8      | Renault              | Nelsinho Piquet      | Abd. | 0    | 0    | 0    | 0    | Abd. | 0    | 0    | 0    | 0    |      |      |      |      |      |      |      | 26     |
| 8      | Renault              | Romain Grosjean      |      |      |      |      |      |      |      |      |      |      | 0    | Abd. | 0    | Abd. | 0    | 0    | 0    | 26     |
| 9      | Force India-Mercedes | Adrian Sutil         | 0    | 0    | 0*   | 0    | Abd. | 0    | 0    | 0    | 0    | Abd. | 0    | 0    | 5    | Abd. | 0    | Abd. | 0    | 13     |
| 9      | Force India-Mercedes | Giancarlo Fisichella | 0    | 0*   | 0    | 0    | 0    | 0    | Abd. | 0    | 0    | 0    | 0    | 8    |      |      |      |      |      | 13     |
| 9      | Force India-Mercedes | Vitantonio Liuzzi    |      |      |      |      |      |      |      |      |      |      |      |      | Abd. | 0    | 0    | 0    | 0    | 13     |
| 10     | Toro Rosso-Ferrari   | Sébastien Bourdais   | 1    | 0    | 0    | 0    | Abd. | 1    | 0    | Abd. | Abd. |      |      |      |      |      |      |      |      | 8      |
| 10     | Toro Rosso-Ferrari   | Jaime Alguersuari    |      |      |      |      |      |      |      |      |      | 0    | 0    | Abd. | Abd. | Abd. | Abd. | 0    | Abd. | 8      |
| 10     | Toro Rosso-Ferrari   | Sébastien Buemi      | 2    | 0*   | 1    | 0    | Abd. | Abd. | 0    | 0    | 0    | 0    | Abd. | 0    | 0    | Abd. | Abd. | 2    | 1    | 8      |

## Statistiques

### Pilotes
| Pos. | Pilotes              | Constructeurs                | Départs | Arrivées | Arrivées dans les points | Victoires | Podiums | Pole positions | Meilleurs tours | Points |
| ---- | -------------------- | ---------------------------- | ------- | -------- | ------------------------ | --------- | ------- | -------------- | --------------- | ------ |
| 1    | Jenson Button        | Brawn-Mercedes               | 17      | 16       | 16                       | 6         | 9       | 4              | 2               | 95     |
| 2    | Sebastian Vettel     | Red Bull-Renault             | 17      | 12       | 12                       | 4         | 8       | 4              | 3               | 84     |
| 3    | Rubens Barrichello   | Brawn-Mercedes               | 17      | 16       | 15                       | 2         | 6       | 1              | 2               | 77     |
| 4    | Mark Webber          | Red Bull-Renault             | 17      | 15       | 10                       | 2         | 8       | 1              | 3               | 69,5   |
| 5    | Lewis Hamilton       | McLaren-Mercedes             | 17      | 13       | 8                        | 2         | 5       | 4              | 0               | 49     |
| 6    | Kimi Räikkönen       | Ferrari                      | 17      | 12       | 9                        | 1         | 5       | 0              | 0               | 48     |
| 7    | Nico Rosberg         | Williams-Toyota              | 17      | 15       | 11                       | 0         | 0       | 0              | 1               | 34,5   |
| 8    | Jarno Trulli         | Toyota                       | 17      | 12       | 8                        | 0         | 3       | 1              | 1               | 32,5   |
| 9    | Fernando Alonso      | Renault                      | 17      | 14       | 8                        | 0         | 1       | 1              | 2               | 26     |
| 10   | Timo Glock           | Toyota                       | 15      | 14       | 7                        | 0         | 2       | 0              | 1               | 24     |
| 11   | Felipe Massa         | Ferrari                      | 9       | 7        | 5                        | 0         | 1       | 0              | 1               | 22     |
| 12   | Heikki Kovalainen    | McLaren-Mercedes             | 17      | 12       | 7                        | 0         | 0       | 0              | 0               | 22     |
| 13   | Nick Heidfeld        | BMW Sauber                   | 17      | 15       | 5                        | 0         | 1       | 0              | 0               | 19     |
| 14   | Robert Kubica        | BMW Sauber                   | 17      | 13       | 5                        | 0         | 1       | 0              | 0               | 17     |
| 15   | Giancarlo Fisichella | Force India-Mercedes Ferrari | 17      | 15       | 1                        | 0         | 1       | 1              | 0               | 8      |
| 16   | Sébastien Buemi      | Toro Rosso-Ferrari           | 17      | 10       | 4                        | 0         | 0       | 0              | 0               | 6      |
| 17   | Adrian Sutil         | Force India-Mercedes         | 17      | 12       | 1                        | 0         | 0       | 0              | 1               | 5      |
| 18   | Kamui Kobayashi      | Toyota                       | 2       | 2        | 1                        | 0         | 0       | 0              | 0               | 3      |
| 19   | Sébastien Bourdais   | Toro Rosso-Ferrari           | 9       | 6        | 2                        | 0         | 0       | 0              | 0               | 2      |
| 20   | Kazuki Nakajima      | Williams-Toyota              | 17      | 12       | 0                        | 0         | 0       | 0              | 0               | 0      |
| 21   | Nelsinho Piquet      | Renault                      | 10      | 8        | 0                        | 0         | 0       | 0              | 0               | 0      |
| 22   | Vitantonio Liuzzi    | Force India-Mercedes         | 5       | 4        | 0                        | 0         | 0       | 0              | 0               | 0      |
| 23   | Romain Grosjean      | Renault                      | 7       | 5        | 0                        | 0         | 0       | 0              | 0               | 0      |
| 24   | Jaime Alguersuari    | Toro Rosso-Ferrari           | 8       | 3        | 0                        | 0         | 0       | 0              | 0               | 0      |
| 25   | Luca Badoer          | Ferrari                      | 2       | 2        | 0                        | 0         | 0       | 0              | 0               | 0      |

### Constructeurs
| Pos. | Constructeur | Châssis | Moteur   | Départs | Arrivées | Arrivées dans les points | Victoires | Podiums | Pole positions | Meilleurs tours | Points |
| ---- | ------------ | ------- | -------- | ------- | -------- | ------------------------ | --------- | ------- | -------------- | --------------- | ------ |
| 1    | Brawn GP     | BGP 001 | Mercedes | 34      | 32       | 31                       | 8         | 15      | 5              | 4               | 172    |
| 2    | Red Bull     | RB5     | Renault  | 34      | 27       | 22                       | 6         | 16      | 5              | 6               | 153,5  |
| 3    | McLaren      | MP4-24  | Mercedes | 34      | 25       | 15                       | 2         | 5       | 4              | 0               | 71     |
| 4    | Ferrari      | F60     | Ferrari  | 33      | 28       | 14                       | 1         | 6       | 0              | 1               | 70     |
| 5    | Toyota       | TF109   | Toyota   | 33      | 29       | 16                       | 0         | 5       | 1              | 2               | 59,5   |
| 6    | BMW Sauber   | F1.09   | BMW      | 34      | 28       | 11                       | 0         | 2       | 0              | 0               | 36     |
| 7    | Williams     | FW31    | Toyota   | 34      | 28       | 11                       | 0         | 0       | 0              | 1               | 34,5   |
| 8    | Renault      | R29     | Renault  | 34      | 27       | 8                        | 0         | 1       | 1              | 2               | 26     |
| 9    | Force India  | VJM02   | Mercedes | 34      | 26       | 2                        | 0         | 1       | 1              | 1               | 13     |
| 10   | Toro Rosso   | STR4    | Ferrari  | 34      | 20       | 6                        | 0         | 0       | 0              | 0               | 8      |